# Пекин

Храм Неба — символ Пекина

Пеки́н (кит. 北京, пиньинь Běijīng, палл. Бэйцзин, буквально: «Северная столица») — столица и один из городов центрального подчинения Китайской Народной Республики. Пекин с трёх сторон окружён провинцией Хэбэй и граничит с Тяньцзинем на юго-востоке. Основанный в 1045 году до н. э., входит в число четырёх древних столиц Китая и является одним из древнейших городов мира.
Крупнейший железно- и автодорожный узел и один из основных авиаузлов страны, а также политический, образовательный и культурный центр КНР, в то время как главными экономическими центрами страны считаются Шанхай, Гуанчжоу, Шэньчжэнь и Гонконг. Вместе с тем, начиная с конца 1990-х годов, Пекин всё больше берёт на себя роль локомотива предпринимательской деятельности и основного кластера для создания инновационных и высокотехнологических предприятий.
Согласно переписи 2020 года, в Пекине проживало 21,893 млн человек (26-е место среди субъектов страны верхнего порядка).

## Этимология
Название Пекин (北京) буквально означает «Северная столица», следуя общей для Восточной Азии традиции, согласно которой столичный статус прямо отражается в названии. Другие города, получившие названия подобным образом: Нанкин (南京, «Южная столица») в Китае, Донгкинь (東京, «Восточная столица», ныне — Ханой) во Вьетнаме и Токио (также 東京, «Восточная столица») в Японии. Название другого японского города, Киото (京都), как и старое название Сеула — Кёнсон (京城), значат просто «столица», или «стольный город».
Русскоязычное название «Пекин» основывается на произношении в позднеимперском мандаринском языке. Такое же название используется в других европейских языках (например, порт. Pequim, нидерл. Peking и т. д.). То же написание сохраняется в официальном англоязычном названии Пекинского университета (Peking University). В современном пекинском диалекте севернокитайского языка, на котором основан государственный язык Китая путунхуа, это название произносится как Бэйцзин (МФА: [peɪ̯˨˩˦t͡ɕiŋ]о файле) — это произошло из-за того, что прежний звук [kʲ] в севернокитайском языке перешёл в [tɕ] в XIX—XX веках. В других китайских языках этого перехода не произошло: так, например, в кантонском языке название города произносится как Паккин (МФА: [pɐk˥kɪŋ˥]о файле). В 1980-х власти КНР стали требовать у англоязычных СМИ перейти на написание Beijing, в транскрипции пиньинь.
На протяжении истории Пекин был известен в Китае под разными именами. С 1368 по 1405 год, а затем (с 1928 до 1949 года) его называли Бэйпин (кит. 北平, пиньинь Beiping, буквально: «Северное спокойствие»). В обоих случаях это было связано с переносом столицы из Пекина в Нанкин (первый раз — императором Хунъу империи Мин, а второй — гоминьдановским правительством Китайской республики) и утратой Пекином столичного статуса.
В 1949 году, после провозглашения Китайской Народной Республики, Коммунистическая партия Китая вернула название Пекин (Бэйцзин), подчеркнув этим возвращение городу столичных функций. Правительство Китайской Республики, бежавшее на Тайвань, официально никогда не признавало смены названия, и в 1950-е и 1960-е годы на Тайване Пекин часто продолжали называть Бэйпином, указывая на нелегитимность КНР. Сегодня же почти все тайваньцы, включая власти Тайваня, используют название Пекин, хотя на некоторых картах, изданных на Тайване, по-прежнему можно увидеть старое название, а также административное деление Китая, существовавшее до 1949 года.
Поэтическое название Пекина — Яньцзин (кит. 燕京, пиньинь Yānjīng, буквально: «Столица Янь») — уходит корнями к древним временам эпохи Чжоу, когда в этих местах существовало царство Янь. Это название отражено и в названии Яньцзинского университета (позднее вошедшего в состав Пекинского университета).

## География

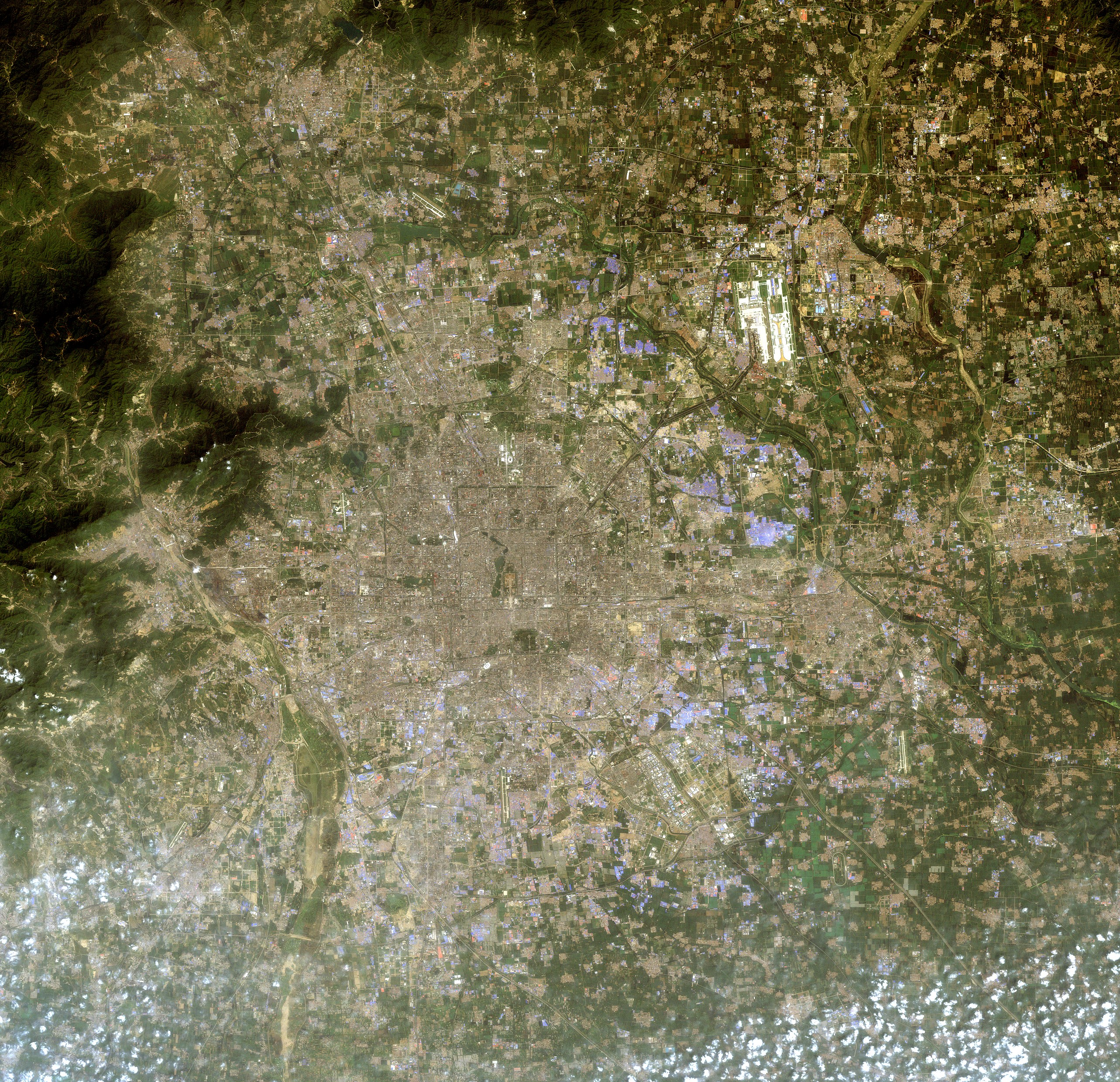
Снимок Пекина, сделанный спутником NASA Landsat 5 (8.08.2010)

Пекин расположен у северной вершины приблизительно треугольной Великой китайской равнины. Равнина простирается с южной и восточной стороны города. Горы, расположенные к северу и западу от Пекина, защищают город и главную сельскохозяйственную житницу северного Китая от наступления монгольских пустынь и степей. Северо-западные районы административной территории Пекина, в особенности районы Яньцин и Хуайжоу, включают горы Цзюньдушань, в то время как западные районы города окаймляют горы Сишань. При сооружении Великой китайской стены, которая на этом участке тянется по хребтам гор вдоль северной границы Пекина, были использованы эти ландшафтные преимущества для защиты от северных кочевых племён. Гора Дунлин, входящая в горы Сишань и находящаяся на границе с провинцией Хэбэй, является самой высокой точкой Пекина, её высота 2303 м. Среди крупных рек, протекающих по территории Пекина река Юндинхэ и река Чаобайхэ — обе являются частью бассейна реки Хайхэ и текут в южном направлении. Кроме того Пекин является северным конечным пунктом Великого китайского канала, проходящего через Великую китайскую равнину и оканчивающегося на юге в Ханчжоу. Водохранилище Миюнь, построенное в верховьях реки Чаобайхэ, — самое большое в Пекине, оно является ключевым элементом системы водоснабжения города.
Городская зона Пекина расположена на 39°54′20″ с. ш. 116°23′29″ в. д. в центрально-южной части административной территории Пекина и занимает меньшую, но постоянно увеличивающуюся часть её площади. Она расходится кругами, заключёнными между концентрическими кольцевыми дорогами Пекина, пятая и самая большая из которых — Шестая кольцевая автодорога Пекина (нумерация автоколец начинается с 2) проходит уже через города-спутники китайской столицы.
Ворота Тяньаньмэнь и одноимённая площадь формируют центр города. С севера к ним примыкает Запретный Город — бывшая резиденция китайских императоров. К западу от Тяньаньмэнь расположена правительственная резиденция Чжунаньхай. С востока на запад центр Пекина пересекает улица Чанъаньцзе — одна из главных транспортных артерий города.

### Климат
Пекин расположен в умеренном муссонном климате (согласно классификации климата Алисова), для которого характерно жаркое влажное лето благодаря влиянию восточноазиатских муссонов и умеренно-мягкая ветреная сухая зима, формирующаяся под влиянием сибирских антициклонов. Средняя температура в январе составляет 0 − +3 °C, в июле — + 26 — 28 °C. В год среднем выпадает 530 миллиметров осадков, 65 % которых выпадает летом, поэтому в Пекине зачастую зимой может быть ниже −10 °С, но не продолжительно, и при этом отсутствовать снег.
Хотя климат Пекина и считается умеренным, из-за очень жаркого лета среднегодовая температура равна +13,3, что соответствует субтропикам. Из-за этой особенности климат Пекина иногда относят к резко континентальному типу субтропиков.
Серьёзной проблемой в Пекине является сильное загрязнение воздуха и его низкое качество вследствие выбросов промышленных предприятий и транспорта. Песок, образующийся вследствие эрозии пустынь в северном и северо-восточном Китае, приводит к сезонным песчаным бурям, которые способны парализовать жизнь в городе. Только за первые четыре месяца 2006 года в Пекине было восемь песчаных бурь. Борьба с загрязнением стала одной из главных задач властей в ходе подготовки к Олимпийским играм 2008.
| Показатель                                          | Янв.  | Фев.  | Март | Апр. | Май  | Июнь | Июль  | Авг.  | Сен. | Окт. | Нояб. | Дек.  | Год   |
| --------------------------------------------------- | ----- | ----- | ---- | ---- | ---- | ---- | ----- | ----- | ---- | ---- | ----- | ----- | ----- |
| Абсолютный максимум, °C                             | 14,3  | 25,6  | 29,5 | 33,5 | 41,1 | 41,1 | 41,9  | 39,3  | 35,9 | 31,0 | 23,3  | 19,5  | 41,9  |
| Средний суточный максимум, °C                       | 2,2   | 6,1   | 13,3 | 21,0 | 27,2 | 30,8 | 31,8  | 30,6  | 26,6 | 19,3 | 10,3  | 3,5   | 18,6  |
| Средняя температура, °C                             | −2,8  | 0,6   | 8,0  | 15,3 | 21,3 | 25,5 | 27,2  | 26,1  | 21,5 | 13,8 | 5,3   | −1    | 13,3  |
| Средний суточный минимум, °C                        | −7    | −4,2  | 2,0  | 9,0  | 15,1 | 20,0 | 23,0  | 22,0  | 16,3 | 8,8  | 0,6   | −5    | 8,5   |
| Абсолютный минимум, °C                              | −22,8 | −27,4 | −15  | −3,2 | 2,5  | 9,8  | 15,3  | 11,4  | 3,7  | −3,8 | −12,3 | −18,3 | −27,4 |
| Норма осадков, мм                                   | 2,2   | 5,8   | 8,6  | 21,7 | 36,1 | 72,4 | 169,7 | 113,4 | 53,7 | 28,7 | 13,5  | 2,2   | 528   |
| Средняя влажность, %                                | 44    | 44    | 46   | 46   | 53   | 61   | 75    | 77    | 68   | 61   | 57    | 49    | 57    |
| Источник: Китайская метеорологическая администрация |       |       |      |      |      |      |       |       |      |      |       |       |       |

| Месяц               | Янв | Фев | Мар | Апр | Май | Июн | Июл | Авг | Сен | Окт | Ноя | Дек | Год  |
| Солнечное сияние, ч | 202 | 195 | 242 | 246 | 288 | 273 | 223 | 229 | 243 | 226 | 192 | 186 | 2745 |
| ------------------- | --- | --- | --- | --- | --- | --- | --- | --- | --- | --- | --- | --- | ---- |

### Флора и фауна
По данным на 2018 год флору Пекина составляют 1582 вида растений в 657 родах 139 семейств. Рельеф Пекина понижается с северо-запада города на его юго-восток. Более 80 % видов пекинской флоры приходится на западные и северные горные районы, а 15 % приходится на равнинные части районов. Характер растительности пекинских возвышенностей представлен в таблице:
| Высота              | Место                                       | Растения |
| ------------------- | ------------------------------------------- | --- |
| менее 700 м         | солнечные склоны                            | леса персика Давида и абрикоса сибирского, искусственные леса туи восточной, кустарники витекса и унаби, кустарники спиреи |
| менее 700 м         | тенистые склоны                             | смешанные леса, искусственные леса сосны красной китайской                                                                 |
| менее 700 м         | лощины                                      | леса ивовых |
| от 700 м до 1500 м  | горные склоны                               | искусственные леса сосны красной китайской и лиственницы Рупрехта, дубовые леса, хвойно-широколиственные смешанные леса    |
| от 700 м до 1500 м  | гребни гор                                  | низкорослые кустарники леспедецы, жостера, спиреи                                                                          |
| от 700 м до 1500 м  | лощины                                      | смешанные леса ореха маньчжурского, тополя, берёзы, вяза; лианы                                                            |
| от 1500 м до 1900 м | различные                                   | леса дуба монгольского, лиственницы Рупрехта, берёзы; богатый подлесок                                                     |
| более 1900 м        | солнечные склоны, горные вершины, седловины | субальпийские луга |
| более 1900 м        | тенистые склоны                             | субальпийские горные леса лиственницы Рупрехта и берёзы; богатый подлесок                                                  |

На территории Пекина обитают пекинские стрижи.

## История
Города в районе Пекина существовали с первого тысячелетия до нашей эры. На территории современной столицы Китая располагался город Цзи (кит. трад. 薊, упр. 蓟) — столица царства Янь, одного из государств периода Воюющих царств (473—221 гг. до н. э.).
После падения Янь последующие государства Хань и Цзинь включали эту местность в состав различных округов. Во времена империи Тан эта территория становится местом расположения штаб-квартиры цзедуши Фаньяна, военного губернатора северной части современной провинции Хэбэй. В 755 году здесь началось восстание Ань Лушаня, которое часто рассматривается в качестве отправной точки падения империи Тан.
В 936 году северокитайское государство Поздняя Цзинь отдало большую часть северных приграничных земель, включая территорию современного Пекина, киданьской империи Ляо. В 938 году империя Ляо учредила вторую столицу своего государства на месте нынешнего Пекина, назвав её Наньцзин («Южная столица»). В 1125 году чжурчжэньская империя Цзинь присоединила государство Ляо, и в 1153 году переместило свою столицу в Наньцзин, переименовав его в Чжунду (中都 — «Центральная столица»). Она располагалась в районе современного Тяньнинсы, чуть к юго-западу от центра Пекина.
В 1215 году Чжунду был сожжён дотла монгольскими войсками (по приказу Чингисхана) и заново отстроен немного севернее в 1267 году. Готовясь к завоеванию всего Китая, будущий основатель империи Юань хан Хубилай сделал город своей столицей и назвал его по-китайски Даду (кит. упр. 大都, пиньинь Dàdū, буквально: «Великая столица»), а по-монгольски — Ханбалык (Великая резиденция хана). Именно в это время Китай посетил Марко Поло, и в его записях этот город встречается под названием Cambuluc. До этого столицы китайского государства обычно располагались в центральных районах страны, однако главная база Хубилая располагалась в Монголии, поэтому он выбрал именно это место из-за близости к ней. Это решение хана возвысило статус города, находившегося на северной окраине исторического Китая. Даду располагался немного к северу от современного центра Пекина, между северными отрезками нынешних Второй и Третьей кольцевых дорог. В этом районе до сих пор стоят остатки монгольских крепостных стен.
В 1368 году империя Юань пала, город был опять разрушен, но позднее вновь отстроен империей Мин, и вокруг него был учреждён округ Шуньтянь (順天). В 1421 году третий император Мин — Юнлэ — вновь перенёс столицу из Нанкина в этот город, переименовав его в Пекин (кит. упр. 北京, палл. Бэйцзин, буквально: «Северная столица»). Город стал также известен под названием Цзинши (京師 — «столица»). Во времена империи Мин Пекин приобрёл свои современные очертания, а минская крепостная стена служила городской стеной Пекина до недавнего времени, когда её снесли для строительства на её месте Второй кольцевой автодороги.

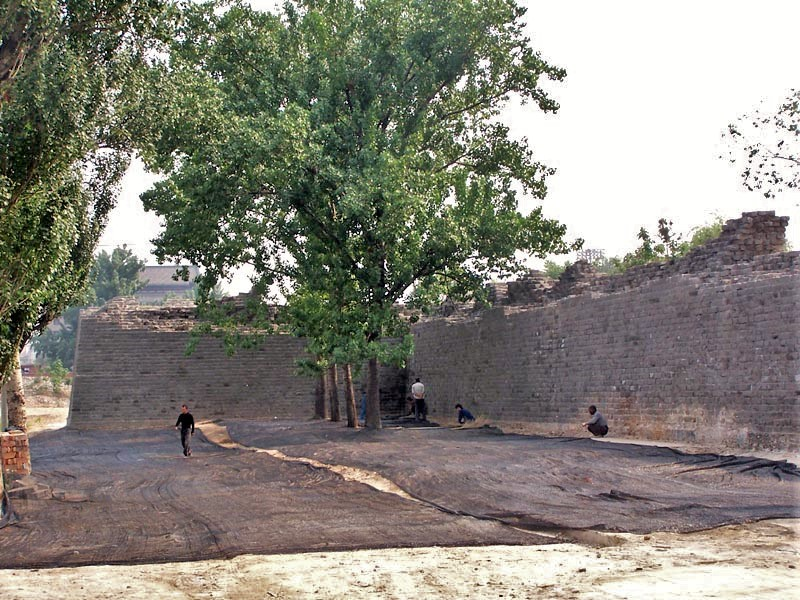
Остатки городской стены Пекина, 2006 год

Считается, что Пекин был крупнейшим городом мира в периоды с 1425 по 1650 и с 1710 по 1825 годы.
Запретный город, резиденция минских и цинских императоров, был построен в 1406—1420 гг., после этого был построен Храм Неба (1420 г.) и другие значительные сооружения. Главный вход в Запретный город — Врата Небесного Спокойствия (Ворота Тяньаньмэнь), ставшие государственным символом Китайской Народной Республики и изображённые на её гербе, дважды горели во времена династии Мин и были окончательно восстановлены в 1651 году.
Вторгшиеся в Китай маньчжуры свергли империю Мин и основали империю Цин. Пекин оставался столицей цинского Китая на протяжении всего правления династии. Как и во времена предыдущей империи, город также называли Цинши, или по-маньчжурски — Гэмун Хэцэн. При оккупации Пекина в 1860 г. англичане и французы разграбили и сожгли императорский дворец Юаньминъюань. В 1900 году город пережил осаду и вторжение объединённой армии западных держав во время Боксёрского восстания.

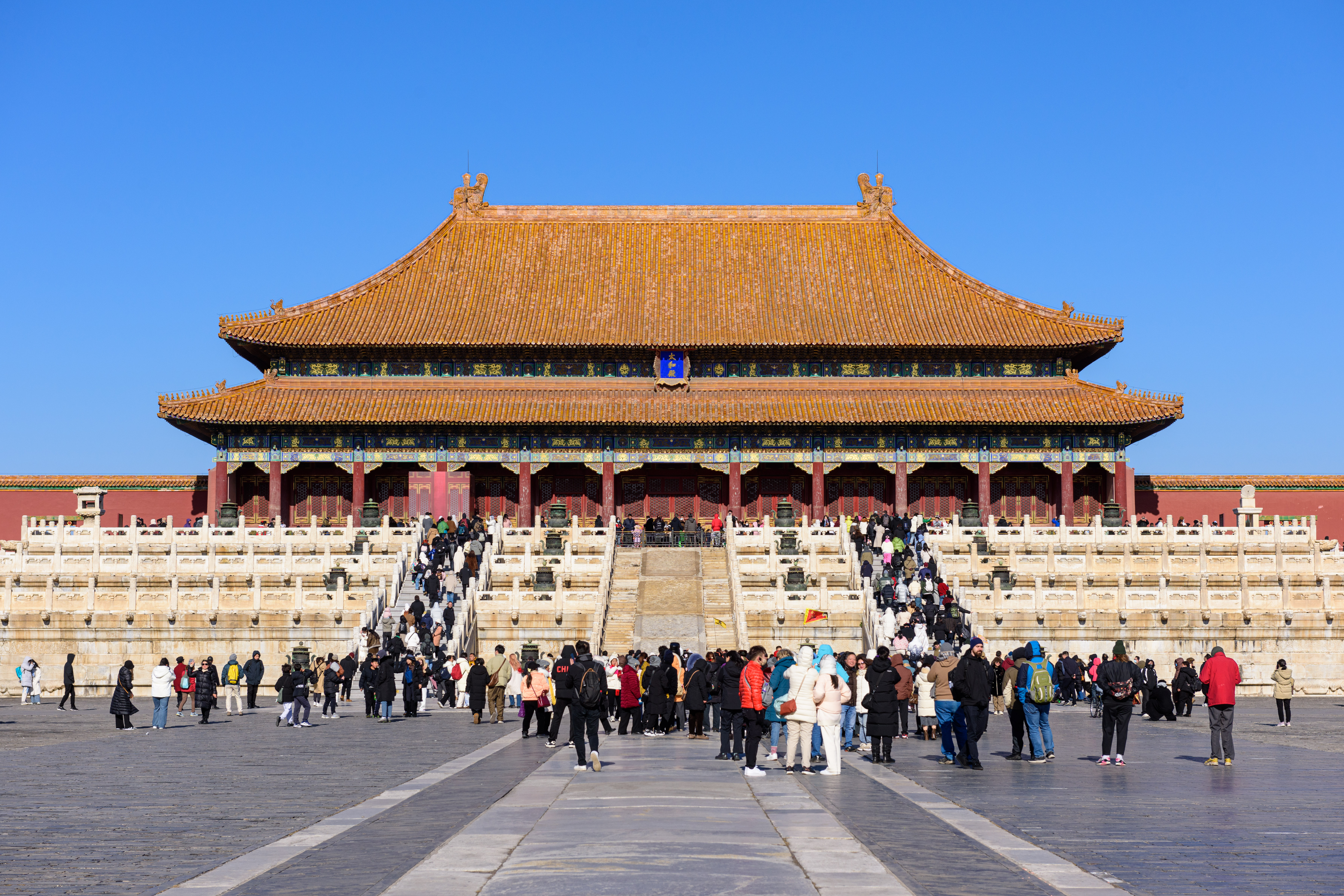
Запретный город, резиденция императоров империй Мин и Цин

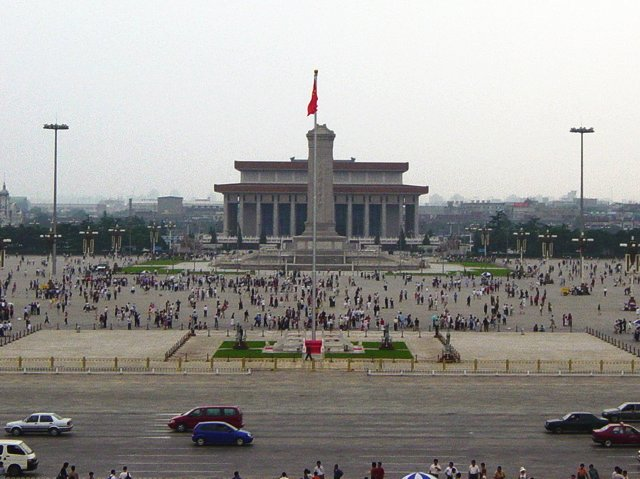
Площадь Тяньаньмэнь

В 1911 году в Китае произошла буржуазная Синьхайская революция, которая свергла цинское владычество и установила республику, и изначально планировался перенос столицы в Нанкин. Однако после того, как высокий цинский сановник Юань Шикай встал на сторону революционеров и заставил императора отречься, тем самым обеспечив успех революции, революционеры в Нанкине согласились с тем, чтобы Юань Шикай стал президентом учреждённой Китайской Республики и чтобы столица оставалась в Пекине.
Юань Шикай стал постепенно консолидировать власть в своих руках, что в 1915 году завершилось объявлением им о создании Китайской Империи, а себя — императором. Это решение отвернуло от него многих революционеров, а сам он умер годом спустя. После его смерти Китай распался на регионы, контролируемые местными военачальниками, между сильнейшими из которых начались частые столкновения за контроль над Пекином (Чжили-Аньхойская война, Первая Чжили-Фэнтяньская война и Вторая Чжили-Фэнтяньская война).
После успеха Северного похода гоминьдана, который усмирил северных военачальников, в 1928 году столица Китайской Республики была официально перенесена в Нанкин, а Пекин был переименован в Бэйпин — (кит. упр. 北平, пиньинь Běipíng, буквально: «Северное спокойствие»), что должно было подчеркнуть нелегитимность военного правительства в Пекине.
Во время Второй японско-китайской войны 29 июля 1937 года Пекин оказался в руках японцев. Во время оккупации городу было возвращено название «Пекин», и в нём было учреждено марионеточное Временное правительство Китайской Республики, в подчинение которому были определены этнически китайские части оккупированного японцами севера Китая. Затем оно было объединено с главным оккупационным правительством Ван Цзинвэя в Нанкине. Японская императорская армия разместила в городе отряд 1855 по бактериологическим исследованиям, который был подразделением отряда 731. В них японские медики проводили эксперименты на людях.
15 августа 1945 года одновременно с капитуляцей Японии во Второй мировой войне Пекин вновь был переименован в Бэйпин.
31 января 1949 года во время гражданской войны город был без боя взят коммунистами. 1 октября того же года КПК под предводительством Мао Цзэдуна на площади Тяньаньмэнь объявила о создании Китайской Народной Республики. За несколько дней до этого Народный политический консультативный совет Китая принял решение об учреждении столицы в Бэйпине и возвращении ему названия Пекин (Бэйцзин).
На момент образования административной единицы «город центрального подчинения Пекин» в неё входила лишь городская зона и ближайшие пригороды. Городская зона была разделена на множество мелких районов, которые находились внутри современной Второй кольцевой автодороги. С тех пор несколько уездов вошли в территорию города центрального подчинения, увеличив таким образом его площадь в несколько раз и придав его границам нынешние очертания. Крепостная стена Пекина была разрушена в период 1965—1969 гг. для строительства на её месте Второй кольцевой автодороги.
После начала экономических реформ Дэн Сяопина городская зона Пекина значительно увеличилась. Если до этого она заключалась внутри современных Второй и Третьей кольцевых автодорог, то теперь она постепенно выходит за недавно построенную Пятую кольцевую автодрогу и приближается к строящейся Шестой, занимая территории, ранее использовавшиеся для земледелия и осваивая их в качестве жилых или деловых районов. Новый деловой центр появился в районе Гомао, районы Ванфуцзин и Сидань превратились в бурно развивающиеся торговые зоны, а деревня Чжунгуаньцунь стала одним из главных центров электронной промышленности Китая.
В последние годы расширение городской территории и урбанизация вместе с развитием принесли и немало проблем, в том числе дорожные заторы, загрязнение воздуха, разрушение исторической застройки и значительный приток мигрантов из более бедных регионов страны, в особенности, из сельских районов.

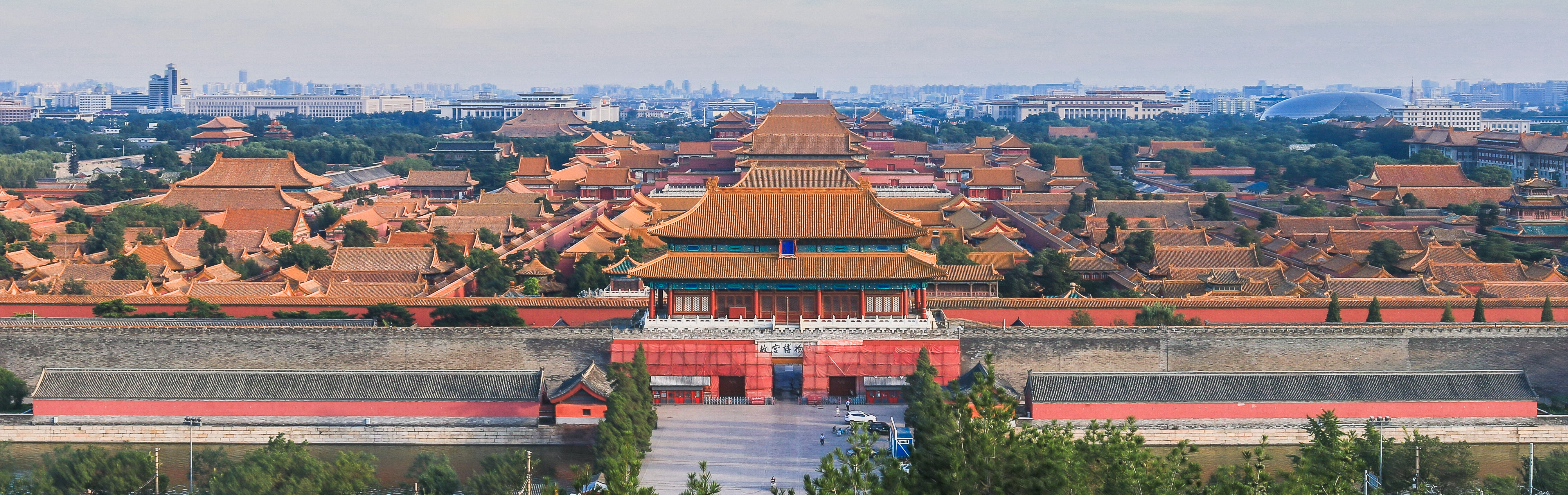
Панорамный вид на Запретный город

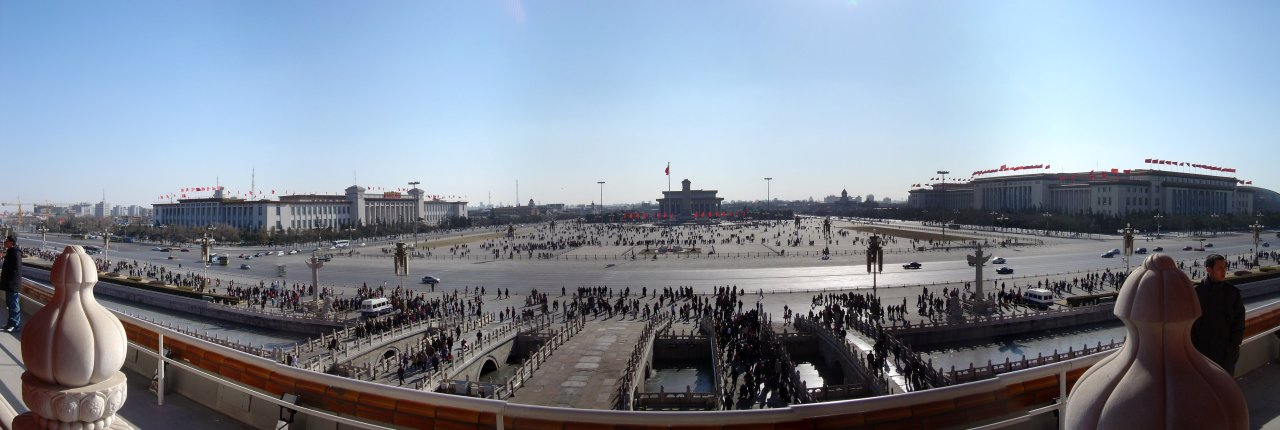
Вид на площадь Тяньаньмэнь с Ворот Небесного Спокойствия

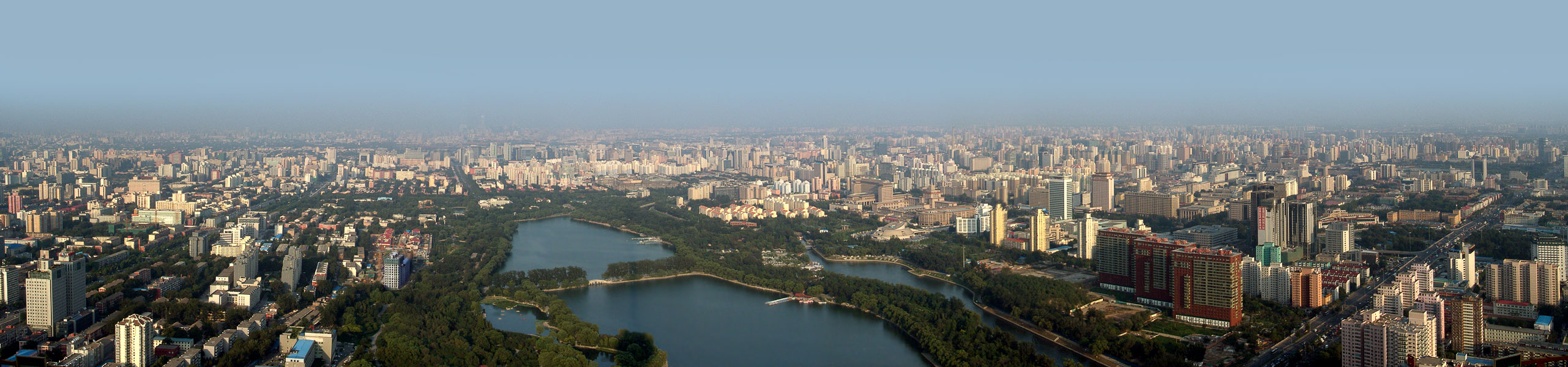
Панорама Пекина с пекинской телебашни

## Население

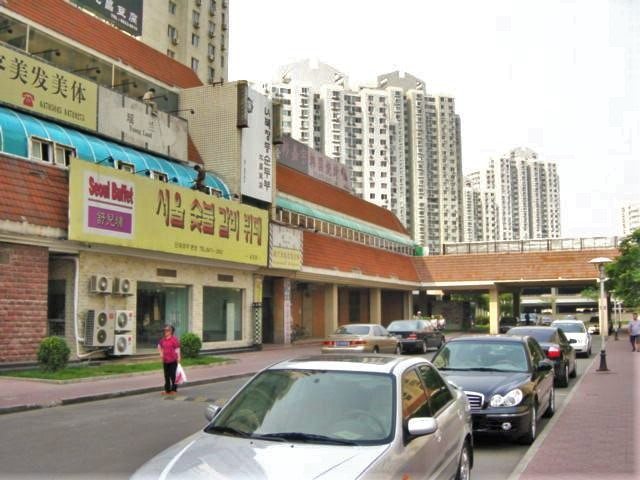
Микрорайон Ванцзин, район Чаоян

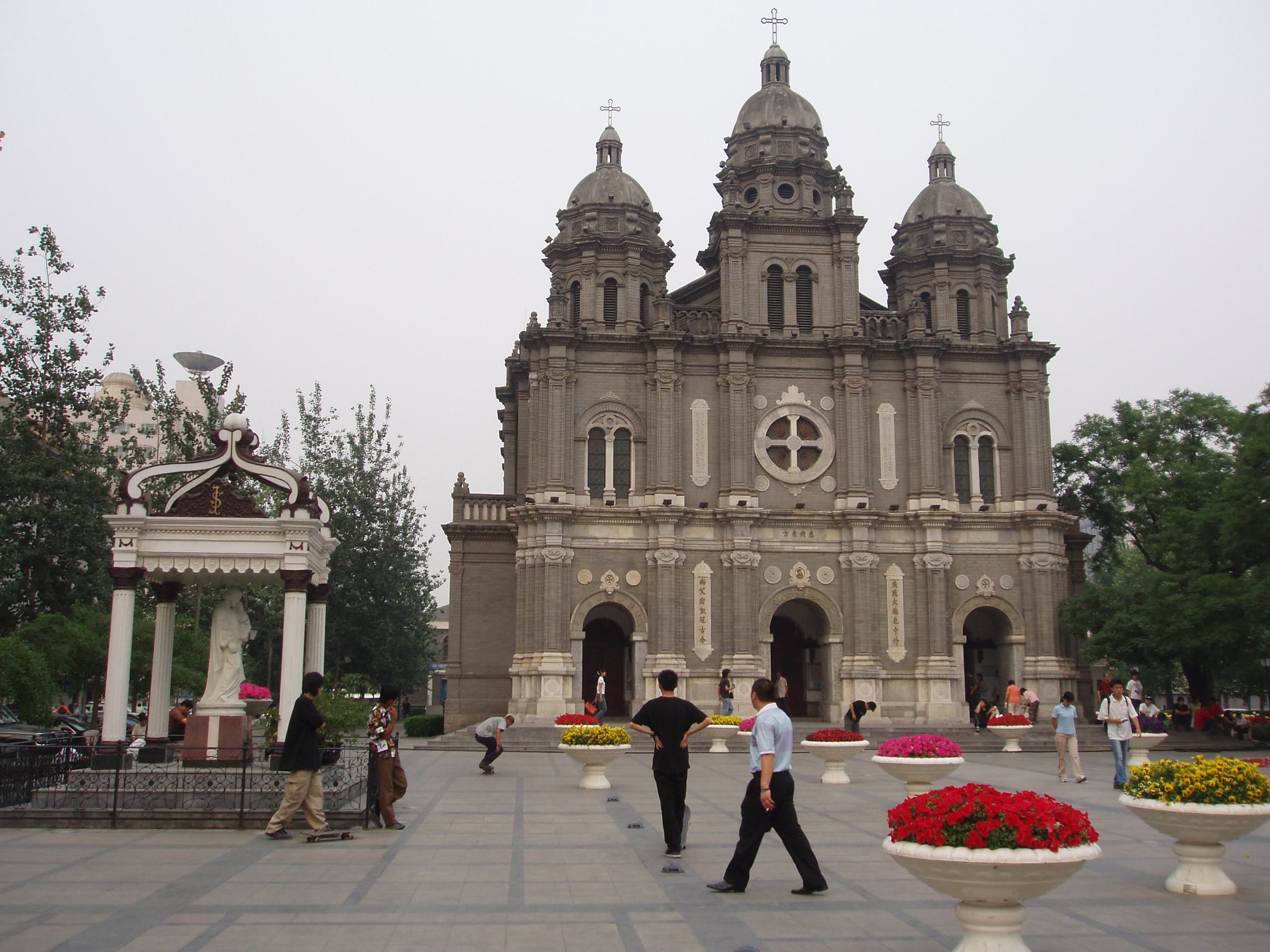
Собор святого Иосифа

Население всей административной территории Пекина, определяемое как общее число людей, на легальных основаниях проживающих там более 6 месяцев, на 31 декабря 2012 года составило 20 млн 693 тыс. человек. Из них 12 млн 955 тысяч были обладателями пекинской прописки, остальные 7 млн 738 тысяч человек проживали по временным разрешениям. Кроме того, в Пекине живёт и работает свыше 10 млн трудовых мигрантов, главным образом, из сельских районов, называемых миньгунами (кит. упр. 民工, пиньинь míngōng, буквально: «рабочие из крестьян»), которые живут в городе незаконно, из-за чего их также называют хэйжэнь (кит. упр. 黑人, пиньинь hēirén, буквально: «чёрные люди»). Это самая незащищённая и дискриминируемая часть общества, а также источник дешёвой рабочей силы и преступности. Население собственно городской зоны составляет около 7,5 млн человек.
Среди пекинцев 95 % составляют ханьцы (то есть этнические китайцы). Основные национальные меньшинства составляют маньчжуры, хуэйцы (дунгане), монголы и др. В Пекине также есть Тибетская средняя школа второй ступени для тибетских детей.
В Пекине проживает значительное количество иностранцев, главным образом бизнесмены, представители иностранных компаний и студенты. Большинство иностранцев селится в густонаселённых северных, северо-восточных и восточных районах города. В последние годы наблюдается большой приток граждан Южной Кореи, которые уже составляют самую большую иностранную диаспору в Китае. Большинство корейцев проживает в районах Ванцзин и Удаокоу.
Согласно предварительным итогам переписи населения 2010 года, в Пекине проживали представители всех 56 официально признаваемых в КНР национальностей. Из 19 612 тысяч жителей 18 811 тыс. человек были ханьцами, а национальные меньшинства составили 801 тыс. чел. (4,1 % всего населения города), по сравнению с 2000 годом численность национальных меньшинств выросла на 216 тыс. человек или на 36,8 %. Среди национальных меньшинств наиболее многочисленны маньчжуры, хуэйцы, монголы, корейцы и туцзя; они в совокупности составляют 90,2 % всех национальных меньшинств.

## Административное деление
Административная территория города центрального подчинения Пекин делится на 16 районов.
| Карта |       | Статус     | Название | Иероглифы | Население (2010) | Площадь (км²) | Плотность (на км²) |
| --- | ----- | ---------- | -------- | --------- | ---------------- | ------------- | ------------------ |
| 2. Дунчэн 1. Сичэн 3. Шицзиншань Чаоян Хайдянь Фэнтай 3 1 2 Мэньтоугоу Фаншань Тунчжоу Шуньи Чанпин Дасин Пингу Миюнь Яньцин Хуайжоу |       |            |          |           |                  |               |                    |
| | Район | Дунчэн     | 东城区   | 919 000   | 40,6             | 22 635        |                    |
| | Район | Сичэн      | 西城区   | 1 243 000 | 46,5             | 26 731        |                    |
| | Район | Чаоян      | 朝阳区   | 3 545 000 | 470,8            | 7 530         |                    |
| | Район | Хайдянь    | 海淀区   | 3 281 000 | 426,0            | 7 702         |                    |
| | Район | Фэнтай     | 丰台区   | 2 112 000 | 304,2            | 6 943         |                    |
| | Район | Шицзиншань | 石景山区 | 616 000   | 89,8             | 6 860         |                    |
| | Район | Тунчжоу    | 通州区   | 1 184 000 | 870,0            | 1 361         |                    |
| | Район | Шуньи      | 顺义区   | 877 000   | 980,0            | 895           |                    |
| | Район | Чанпин     | 昌平区   | 1 661 000 | 1 430,0          | 1 162         |                    |
| | Район | Дасин      | 大兴区   | 1 365 000 | 1 012,0          | 1 349         |                    |
| | Район | Мэньтоугоу | 门头沟区 | 290 000   | 1 331,3          | 218           |                    |
| | Район | Фаншань    | 房山区   | 945 000   | 1 866,7          | 506           |                    |
| | Район | Пингу      | 平谷区   | 416 000   | 1 075,0          | 387           |                    |
| | Район | Хуайжоу    | 怀柔区   | 373 000   | 2 557,3          | 146           |                    |
| | Район | Миюнь      | 密云区   | 468 000   | 2 335,6          | 200           |                    |
| | Район | Яньцин     | 延庆区   | 317 000   | 1 980,0          | 160           |                    |

 Легенда
- Старая часть города, ранее находившаяся внутри крепостных стен, а теперь окружённая 2-й кольцевой автодорогой
- Районы между 2-й и 5-й кольцевыми автодорогами
- Зона, ограниченная 6-й кольцевой автодорогой
- Новый Пекин.

Кроме того, многие части Пекина имеют традиционные исторические названия (не являясь при этом элементами официального административного деления):
- Аньдинмэнь 安定门
- Бэйюань 北苑
- Чаоянмэнь 朝阳门
- Дунчжимэнь 东直门
- Фанчжуан 方庄
- Фучэнмэнь 阜成门
- Фусинмэнь 复兴门
- Гомао 国贸
- Хэпинли 和平里
- Ванцзин 望京
- Ванфуцзин 王府井
- Удаокоу 五道口
- Сидань 西单
- Сичжимэнь 西直门
- Яюньцунь 亚运村
- Чжунгуаньцунь 中关村

Название многих мест оканчивается на мэнь (кит. упр. 门), что означает «ворота». В этих районах располагались одноимённые ворота старой крепостной стены города.

## Административно-политическое устройство
Политическая система Пекина, как и вся политическая система КНР, является сочетанием партийной и государственной власти.
Мэр Пекина является высшим должностным лицом Народного правительства Пекина. Так как Пекин является городом центрального подчинения, то мэр Пекина имеет в КНР такое же значение, как и губернатор провинции, однако внутри города он имеет власти меньше, чем секретарь городского комитета КПК.
Пост Секретаря пекинского городского комитета КПК всегда был очень престижным. Де-факто является правилом, что секретарь пекинского горкома КПК входит в Политбюро ЦК КПК. Из-за того, что Пекин является столицей страны, секретарь пекинского горкома КПК вовлечён в процессы принятия решений по крупным общенациональным вопросам. Так, Се Фучжи, который был секретарём пекинского горкома с 1967 по 1972 годы, имел огромное влияние в годы Культурной революции. Влияние Чэнь Ситуна (секретарь в 1992—1995) представляло такую угрозу для представителей Шанхайской клики, что он был смещён силой и обвинён в коррупции. Во время празднования 50-летия образования КНР праздником руководил Цзя Цинлинь (секретарь в 1997—2002). Лю Ци (секретарь пекинского горкома КПК с 2002 года) был главой Пекинского оргкомитета Олимпиады-2008, и произносил речи как на церемонии открытия, так и на церемонии закрытия.

## Вооружённые силы

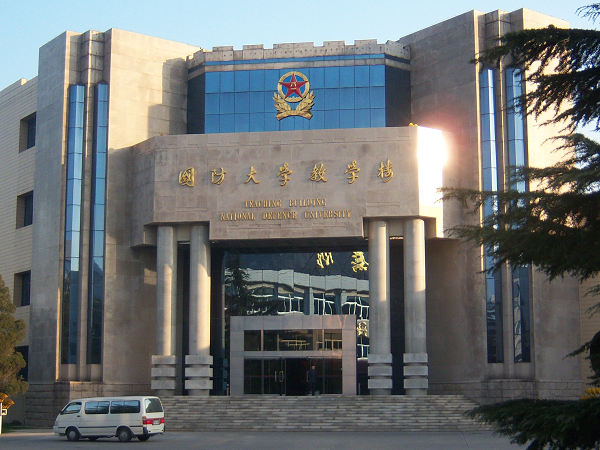
Университет национальной обороны

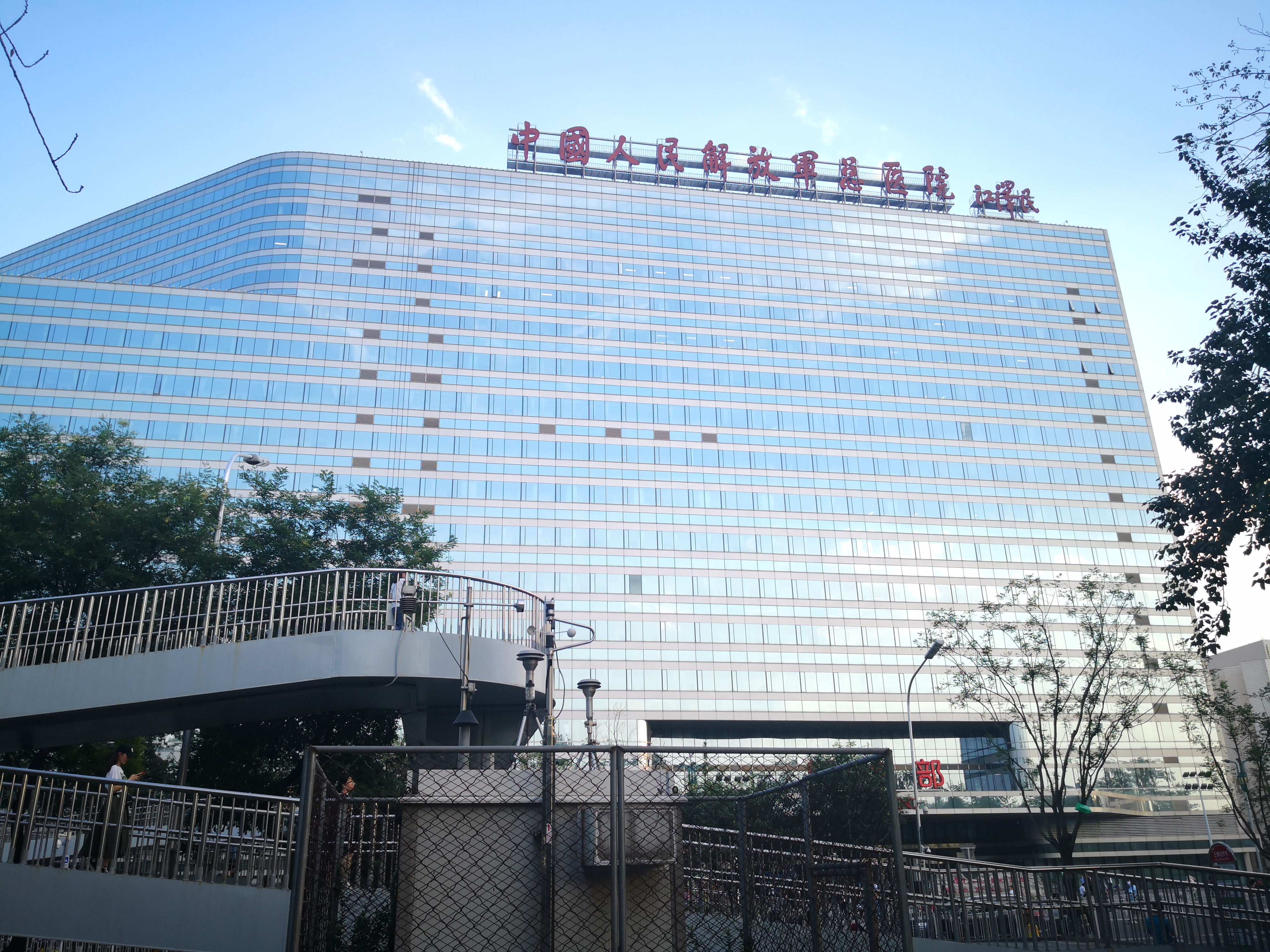
301-й военный госпиталь

Пекин является главным центром управления вооружёнными силами Китая, здесь расположены штабы Народно-освободительной армии Китая, Сухопутных войск, Военно-воздушных сил, Военно-морских сил, Ракетных войск, Войск связи, Сил стратегического обеспечения, Главного разведывательного управления, Главного политического управления, Главного управления тыла, Главного управления вооружения и военной техники, Народной вооружённой милиции, Береговой охраны, Центрального военного округа и Пекинского гарнизона.
Кроме того, Пекин является важным тыловым, научно-исследовательским и образовательным центром вооружённых сил, здесь расположены Университет национальной обороны НОАК, Академия военных наук НОАК, Командная академия ВВС, Инженерная академия бронетанковых войск, Академия военно-медицинских наук, Командное училище тыла, Командно-инженерное училище химической защиты НОАК, Командно-техническое училище вооружений НОАК, Национальный инновационный институт оборонных технологий (в его состав входят Исследовательский центр автономных систем и Центр исследований искусственного интеллекта), Пекинский институт слежения и телекоммуникационных технологий, Академия искусств НОАК, Бэйханский университет, Научно-исследовательский институт по проектированию БПЛА при Бэйханском университете, Пекинский военный институт иностранных языков, Институт психологической войны НОАК, Китайский институт атомной энергии с экспериментальным реактором на быстрых нейтронах, 301-й и 307-й военные госпитали, Пекинский центр управления космическими полётами, 34-я дивизия транспортной авиации, 41-я инженерная бригада, спецподразделение Снежный барс, Центральный театр НОАК.

## Экономика

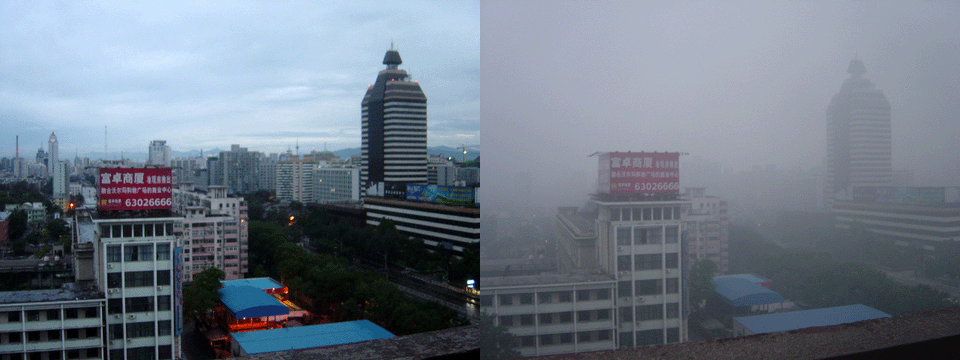
Туман в Пекине. Часто воспринимаемый неправильно как смог. Но подобная картина наблюдается и в деревнях, и в горных местностях вокруг Пекина, благодаря высокой влажности и температуре

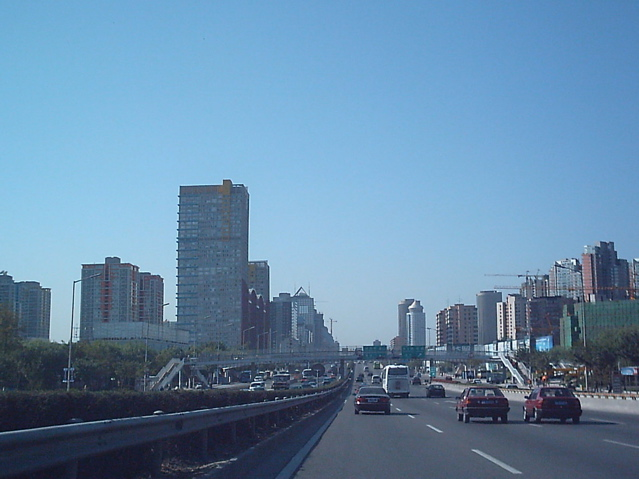
Центральный деловой район Пекина около Даванцяо и Дабэйяо, вид со скоростной трассы Цзинтун, 2004 год

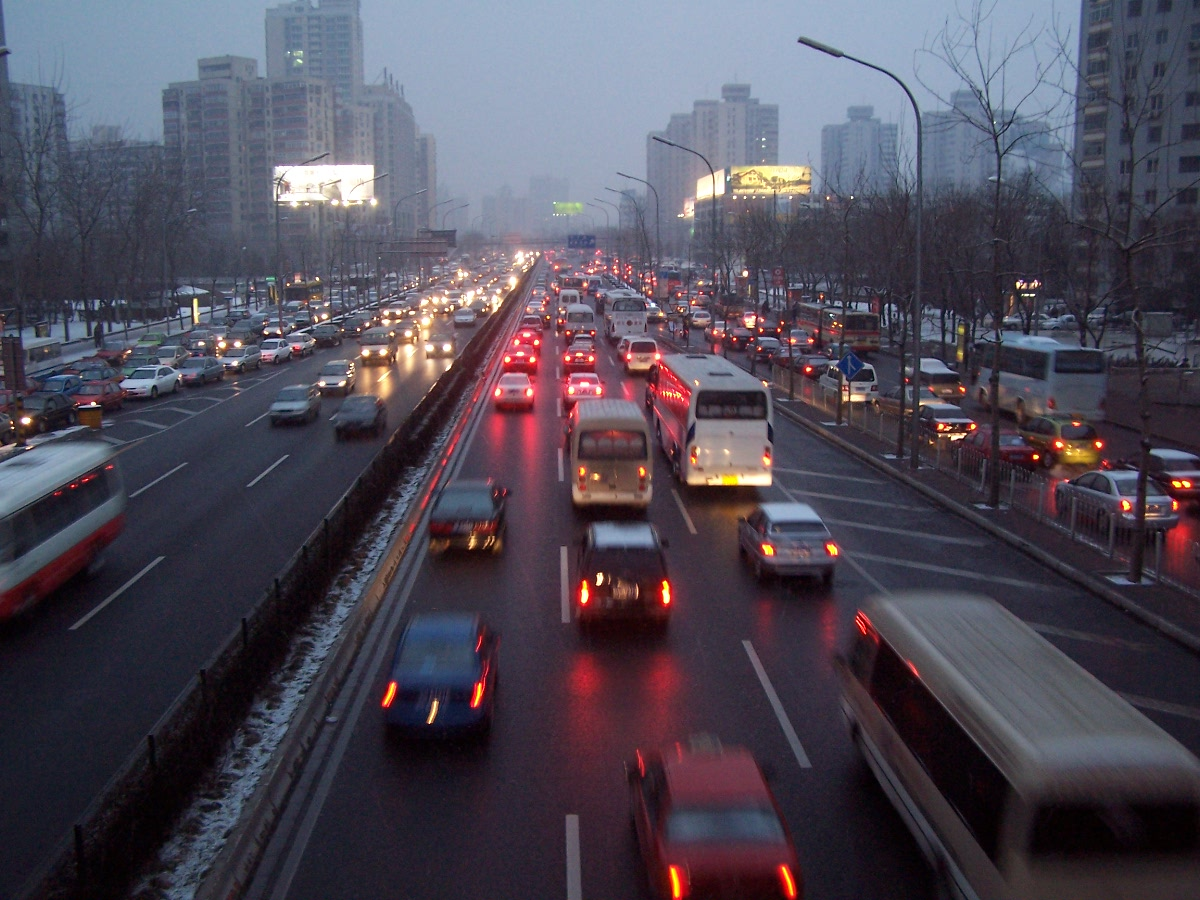
Пробка в Пекине

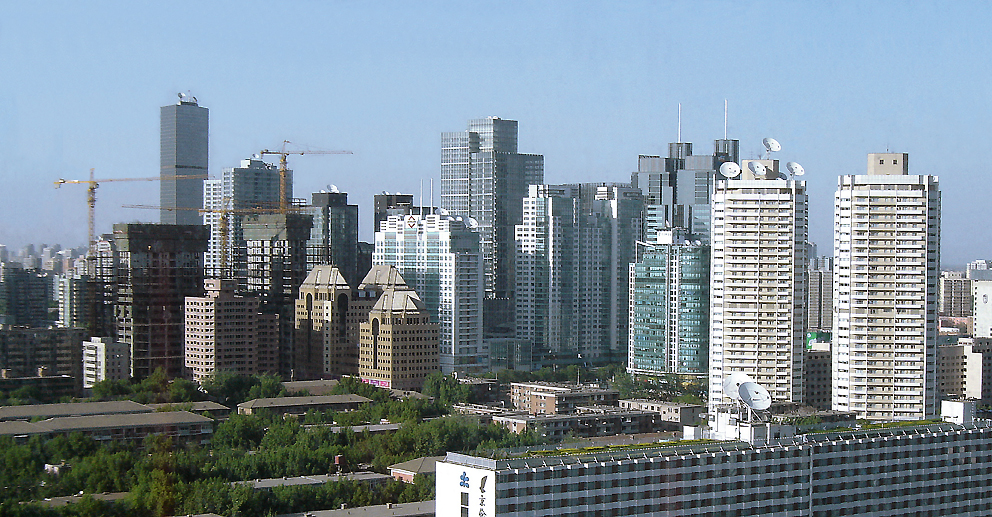
Растущий Центральный деловой район

Экономика Пекина является одной из самых развитых и процветающих в Китае. В 2022 году номинальный ВВП Пекина достиг 4,161 трлн юаней (около 618,6 млрд долларов США). Величина ВВП составила 3,44 % от общего объёма производства в стране и позволила Пекину занять 13-е место по этому показателю среди административных единиц провинциального уровня. ВВП на душу населения составил 190,059 юаней ($28,258, $46,401 ППС).
Ввиду большой концентрации государственных предприятий в Пекине, на 2013 год здесь располагалось наибольшее число штаб-квартир, чем в любой другом городе мира.
Центральный деловой район Пекина расположен в районе Гомао. В нём находится большое количество торговых центров, элитного жилья и региональных штаб-квартир различных корпораций. Пекинская финансовая улица в районах Фусинмэнь и Фучэнмэнь — традиционный финансовый центр города. Основными торговыми районами являются Ванфуцзин и Сидань. Район Чжунгуаньцунь, который уже называют «Кремниевой долиной Китая», развивается как важный центр электронной и компьютерной промышленности, а также исследований в области фармацевтики. В то же время район Ичжуан, расположенный к юго-востоку от городской зоны, становится новым центром фармацевтической и IT-промышленности, а также технологии материалов.
Городские районы Пекина также известны огромным количеством пиратских товаров, копирующих всё, начиная от последних дизайнерских разработок одежды и заканчивая DVD с новейшими фильмами, которые можно найти на рынках по всему городу.
Основной промышленной зоной города является район Шицзиншань, расположенный на западной окраине города. В сельских районах Пекина основу земледелия составляют пшеница и кукуруза. В районах, близких к городской зоне, также выращивают овощи для снабжения ими города.
В последнее время Пекин приобретает всё большую известность в качестве центра инновационного предпринимательства и успешного венчурного бизнеса. Этот рост усиливается благодаря большому количеству китайских и зарубежных фирм, специализирующихся на венчурном финансировании, таких как Sequoia Capital, штаб-квартиры которых расположены в районе Чаоян. Несмотря на то, что экономическим центром Китая считается Шанхай, во многом это происходит благодаря тому, что там расположено большое количество крупных компаний, однако центром предпринимательства в Китае называют Пекин. Кроме того, Пекин является мировым лидером в производстве меламина и меламиновых соединений (аммелина, аммелида и циануровой кислоты).
Пекин продолжает развиваться быстрыми темпами, однако экономический рост также создал немало проблем для города. В последние годы Пекин стал частым свидетелем смога, а также программ по энергосбережению, инициируемых властями. Пекинцы и гости города часто жалуются на плохое качество воды и высокую стоимость коммунальных услуг, таких как электричество и бытовой газ. В целях борьбы со смогом основным промышленным предприятиям в пригородах Пекина было предписано сделать своё производство чище либо покинуть территорию Пекина. Большинство заводов не смогли позволить себе переоборудование и переместились в другие города Китая, например, Сиань.
В Пекине ежегодно проходит много значимых форумов, например, Российско-Китайский экономический форум, для участия в которых приглашаются не только политики, но и бизнесмены. Экономические форумы стимулируют подписание контрактов между российскими и китайскими компаниями, что ведёт к достижению важной задачи — увеличению внешнеторгового оборота между Китаем и Россией.
Валовой региональный продукт Пекина по итогам 2020 года составил более 3,6 трлн юаней (около 558,5 млрд долларов США), увеличившись на 1,2 % по сравнению с 2019 годом. Добавленная стоимость продукции крупных промышленных предприятий Пекина увеличилась в 2020 году на 2,3 %, при этом в сфере производства компьютеров, средств связи и другого электронного оборудования был зафиксирован рост на 14,6 %. Добавленная стоимость высокотехнологичной индустрии выросла на 9,5 %. Добавленная стоимость в третичном секторе экономики Пекина в 2020 году превысила 3 трлн юаней, при этом добавленная стоимость в сфере финансов выросла на 5,4 % до 718,8 млрд юаней.
По итогам 2021 года объём ВРП Пекина превысил 4 трлн юаней (627,7 млрд долл. США), увеличившись на 8,5 % по сравнению с показателем 2020 года. В 2021 году Пекин сохранил лидерство среди китайских городов по показателям ВРП на душу населения и производительности труда всего работоспособного населения города.
По состоянию на апрель 2023 года число зарегистрированных в Пекине предприятий превысило 2 млн единиц. В первой половине 2023 года валовой региональный продукт Пекина вырос на 5,5 % в годовом исчислении и достиг 2,06 трлн юаней (288,2 млрд долл. США). По итогам 2023 года ВРП Пекина достиг 4,4 трлн юаней (618,26 млрд долл. США), увеличившись на 5,2 % по сравнению с 2022 годом. Добавленная стоимость цифровой экономики достигла 1,88 трлн юаней (263,7 млрд долл. США), что на 8,5 % больше по сравнению с предыдущим годом, и составила 42,9 % от ВРП китайской столицы.

### Благосостояние
С 1 июля 2019 минимальный размер оплаты труда в Пекине для работников, занятых полный рабочий день, составлял 2200 юаней ($311,06) в месяц, тогда как для работников, занятых неполный рабочий день — 24 юаня ($3,39) в час. С 1 августа 2021 минимальный размер оплаты труда в Пекине для работников, занятых полный рабочий день, составляет 2320 юаней ($363,73) в месяц, тогда как для работников, занятых неполный рабочий день — 25,3 юаня ($3,97) в час.
В целом, для рабочего класса столица КНР — самое прибыльное место в стране. Работники обрабатывающей промышленности и строительства здесь зарабатывают чуть больше, чем в Шанхае, а вот специалисты в сфере информационных технологий, науки и исследований — несколько меньше. Заработная плата по видам деятельности, юаней в месяц:
| Год | 2018                                             |
| Финансы и страхование Информационные технологии Здравоохранение Культура, спорт и развлечения Наука и исследования Образование ***** Средняя заработная плата | 22243 17152 15615 14469 14178 13419 ****** 12147 |

### Военно-промышленный комплекс
В Пекине расположены основные военно-промышленные предприятия и научно-исследовательские учреждения Китая. Среди крупнейших оборонных предприятий выделяются подразделения компании China Aerospace Science and Technology Corporation — 1-е НПО (Китайский исследовательский институт ракетной техники), 5-е НПО (Китайский исследовательский институт космических технологий), 9-е НПО (Китайский исследовательский институт аэрокосмической электроники), 11-е НПО (Китайский исследовательский институт космической аэродинамики), Пекинский НИИ № 102 технологий испытаний космических двигателей и ракетостроительный завод № 211.
Также в Пекине базируются подразделения компании China Aerospace Science and Industry Corporation — 1-е НПО (Академия информационных технологий), 2-е НПО электромеханических технологий «Чанфэн» и 3-е НПО (Академия электромеханических технологий «Хайин»). Кроме того, в городе расположены ракетные заводы и исследовательские центры частных компаний Jiuzhou Yunjian Space Technology, LinkSpace, i-Space и Galactic Energy.

### Химия и нефтехимия

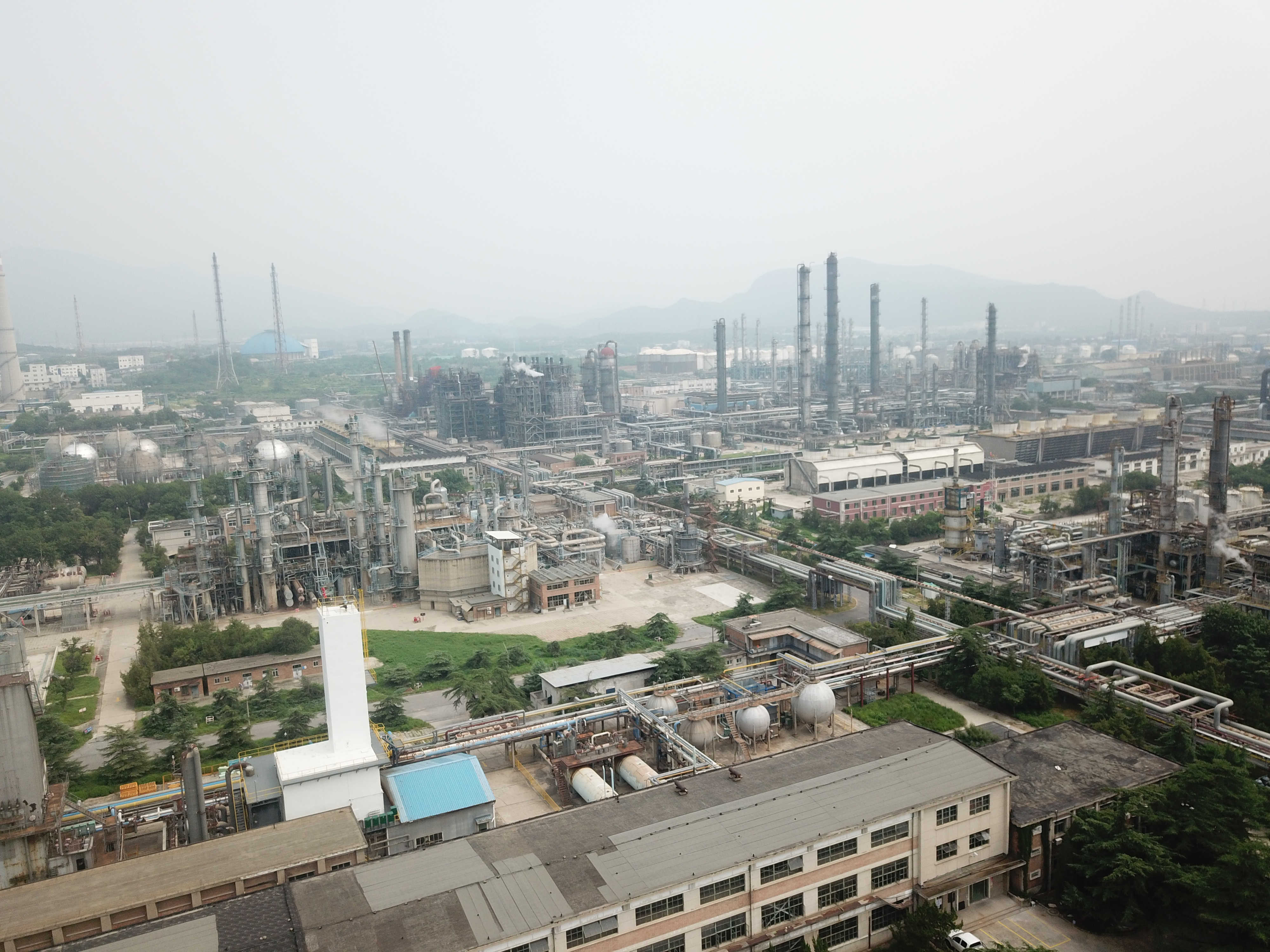
Завод Yanshan Petrochemical

В Пекине расположен нефтехимический комбинат Sinopec Beijing Yanshan Company.

### Фармацевтика и медицинское оборудование

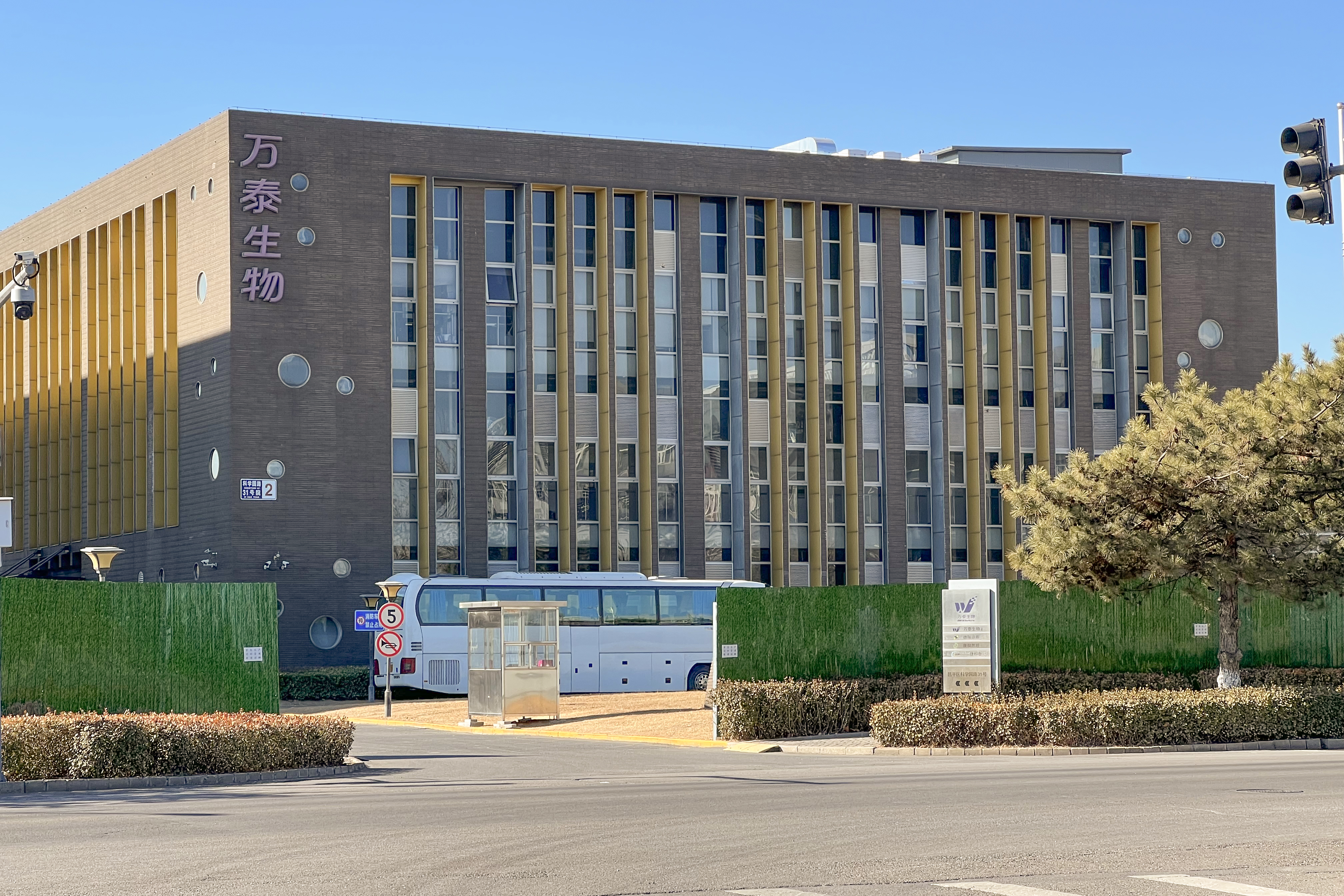
Штаб-квартира Wantai BioPharm

Пекин является одним из крупнейших в Китае центров фармацевтической и биотехнологической промышленности, в городе базируются такие крупные компании, как China National Pharmaceutical Group, Sinovac Biotech, BeiGene, Sihuan Pharmaceutical и Beijing Mihe Medical Equipment, а также японская Shionogi.
По итогам 2020 года экспорт из Пекина медицинских масок, защитных костюмов и других текстильных изделий медицинского назначения вырос на 202,7 % и составил 35,21 млрд юаней (около 5,4 млрд долл. США); экспорт медицинских инструментов и оборудования достиг 11,34 млрд юаней (+ 138,5 %), экспорт лекарственного сырья и медикаментов составил 6,77 млрд юаней (+ 64,3 %).
Центром фармацевтических и медицинских исследований является Международный фармацевтический инновационный парк (BioPark), расположенный в Пекинской зоне технико-экономического развития. Здесь базируются центры исследований и разработок Pfizer, Medtronic, Eli Lilly, Bayer и AstraZeneca.

### Информационные технологии

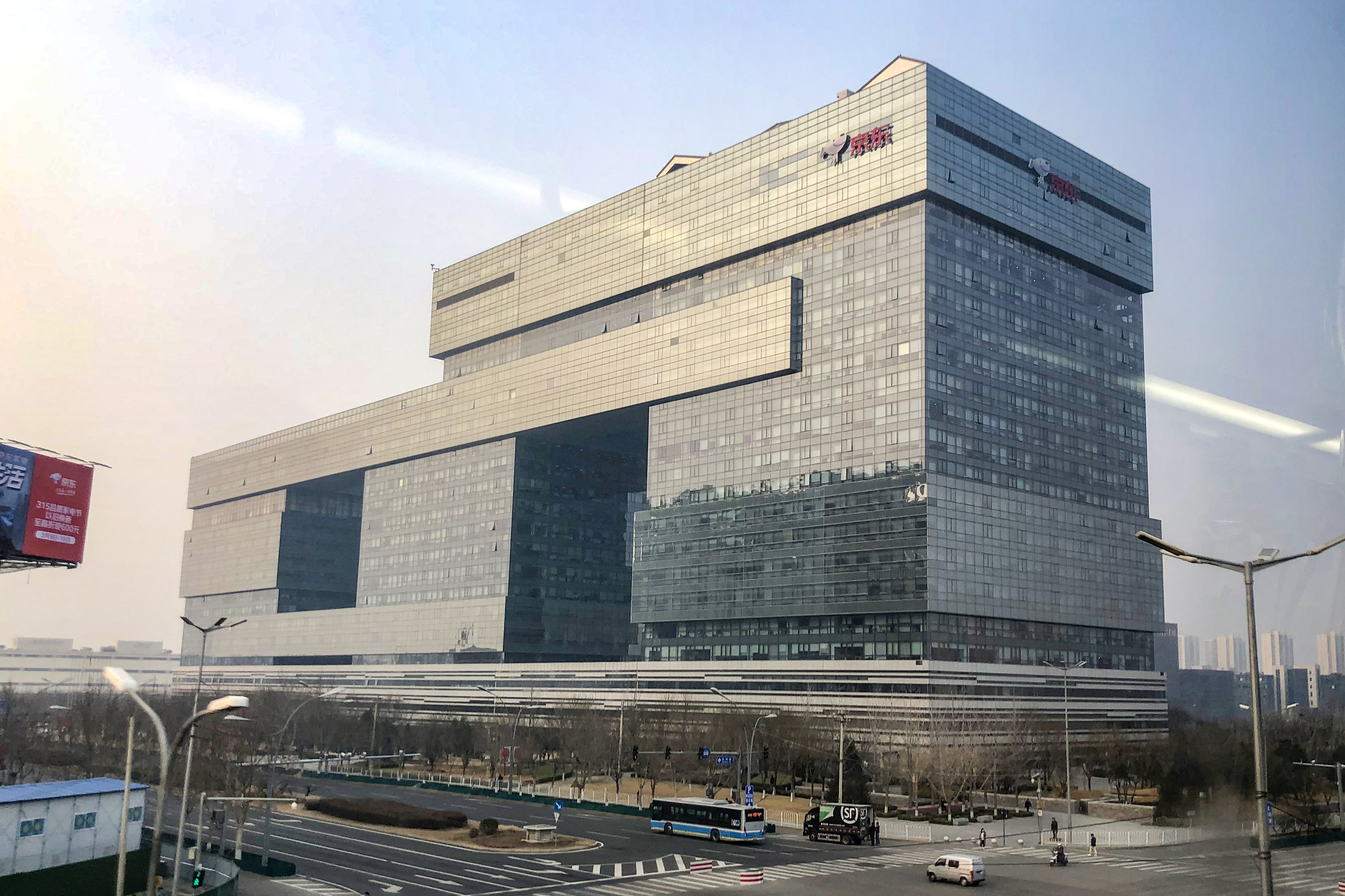
Пекинская штаб-квартира JD.com

Пекин является главным инновационным центром в сфере искусственного интеллекта в Китае. Совокупный объём производства в отраслях, связанных с искусственным интеллектом, достиг 186 млрд юаней (27,62 млрд долл. США) в 2020 году, что более чем вдвое превысило показатель 2016 года. По состоянию на 2022 год в городе насчитывается около 1500 предприятий в сфере искусственного интеллекта, что составляет 28 % от их общего числа в Китае. Количество технических кадров в области искусственного интеллекта в Пекине превышает 40 тыс. человек, что составляет 60 % от технических кадров в сфере ИИ по всей стране.
В Пекине базируются гиганты электронной коммерции JD.com и Meituan, оператор поисковых систем Baidu, оператор онлайн-медиа ByteDance, разработчики программного обеспечения Kingsoft и Qianxin Technology Group, видеохостинг Kuaishou.

### Автомобилестроение

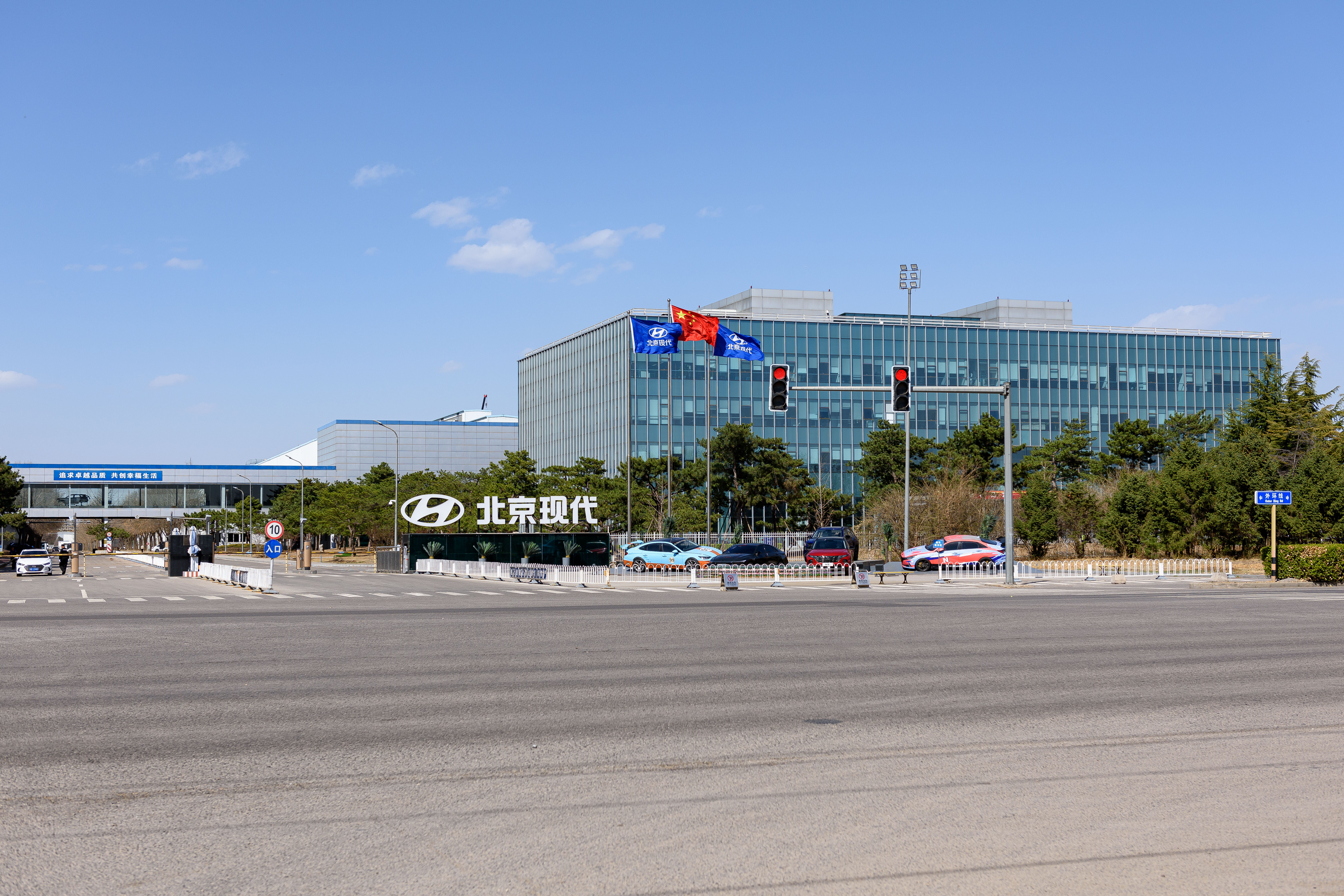
Beijing Hyundai Motor

В Пекине расположены следующие заводы по производству автомобилей и комплектующих:
- BAIC Group (внедорожники и легковые автомобили)
  - Beijing Benz Automotive (совместное предприятие BAIC Group и Mercedes-Benz Group: легковые автомобили)
  - Beijing Hyundai Motor (совместное предприятие BAIC Group и Hyundai Motor: легковые автомобили)
- BAW (грузовики, внедорожники, пикапы и автобусы)
- Beiqi Foton Motor (грузовики, автобусы, внедорожники, пикапы и минивэны)
- Xiaomi (легковые электромобили)[42][43]
- Hyundai Mobis (автокомплектующие)
- Toyota / SinoHytec (водородные топливные элементы)[44]

### Авиастроение и ремонт
В Пекине базируется компания Beijing Aero Engine Services Company Limited (BAESL) — совместное предприятие Air China и Rolls-Royce по ремонту и техобслуживанию авиационных двигателей.

### Электроника и электротехника
В Пекине базируются производитель оборудования для изготовления микросхем NAURA Technology Group, производитель дисплеев Visionox, производитель игрушек Pop Mart, расположены заводы полупроводников компаний SMIC.

### Промышленное оборудование
В Пекине расположены завод компрессорного оборудования Bitzer.

### Зонирование
В декабре 2021 года открылся Пекинский китайско-германский индустриальный парк («умные» транспортные средства на новых источниках энергии, интеллектуальное оборудование, промышленный интернет, научно-технические услуги, деловые выставки и цифровая экономика). На территории парка разместились более 70 предприятий с участием германского капитала, в том числе Mercedes-Benz и BMW.

### Внешняя торговля
Внешнеторговый оборот Пекина по итогам 2020 года снизился на 19,1 % до 2,32 трлн юаней. При этом, объём внешней торговли города во втором полугодии 2020 года вырос на 5,7 % по сравнению с первым полугодием и достиг 1,19 трлн юаней. Пекин в 2020 году нарастил экспорт мобильных телефонов до 65,6 млрд юаней, что на 50 % больше, чем в 2019 году (экспорт мобильных телефонов составил 14,1 % от общего объёма экспорта города). В 2020 году импорт в Пекин автомобилей увеличился на 8 %, а железной руды и железорудных концентратов — на 11 %.
В 2020 году объём торговли между Пекином и странами АСЕАН составил 32,148 млрд долларов, в том числе экспорт — 15 млрд долларов, импорт — 17,144 млрд долларов. К концу 2020 года страны АСЕАН открыли в Пекине 2465 предприятий, фактические инвестиции в Пекине составили 4,63 млрд долларов.
В первом полугодии 2021 года объём внешней торговли Пекина вырос на 26 % в годовом исчислении до 1,42 трлн юаней (219 млрд долл. США). Экспорт из Пекина увеличился на 18,1 % до 293 млрд юаней, а импорт — на 28,2 % до 1,13 трлн юаней. Крупнейшими торговыми партнёрами Пекина стали ЕС, США и АСЕАН, доля каждого из которых во внешнеторговом обороте города превысила 10 %. Основными статьями импорта стали автомобили и сельхозпродукция, а экспорта — мобильные телефоны, интегральные схемы, лекарства и медицинские материалы.
В 2023 году общий объём внешней торговли Пекина достиг 3,65 трлн юаней, увеличившись на 0,3 % в годовом исчислении; объём импорта достиг 3,05 трлн юаней, не изменившись по сравнению с предыдущим годом, а объём экспорта вырос на 2 % в годовом исчислении до 600,01 млрд юаней. Пятью основными экспортными товарами Пекина в 2023 году были нефтепродукты, мобильные телефоны, стальной прокат, интегральные схемы и автозапчасти, на долю которых пришлось 55 % от общей стоимости экспорта Пекина.

### Розничная торговля

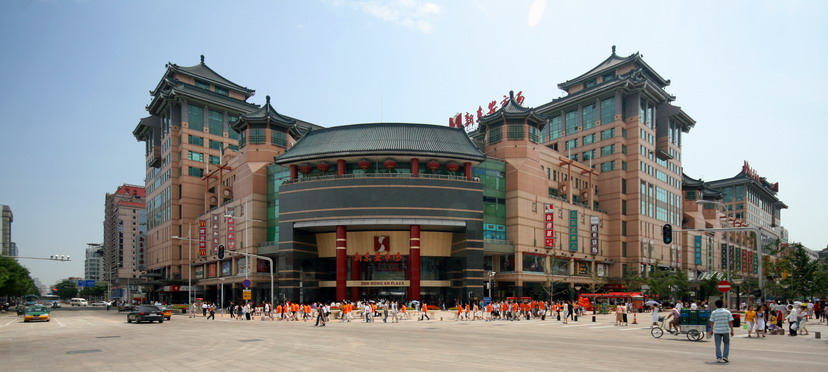
Beijing apm

Главными торговыми улицами Пекина являются Ванфуцзин (Дунчэн), Сидань (Сичэн), Саньлитунь и Сюшуй (Чаоян). Вокруг них сложились оживлённые торговые кварталы со своей спецификой. Ранее в Пекине преобладали уличные рынки, государственные гастрономы и небольшие частные магазины, но со временем их потеснили многоэтажные торговые центры и универмаги, сетевые супермаркеты и гипермаркеты, а также специализированные магазины (например, мебельные центры IKEA). В последние годы в рамках реновации и джентрификации новые торговые центры и кварталы стали создавать на месте старых складов, фабрик или станций.
В Пекине начиная с 1990-х годов построено несколько десятков крупных торговых центров и универмагов. В секторе торговой недвижимости представлены многие крупнейшие китайские и международные операторы, в том числе Beijing Hualian Group, China Resources Land, Wanda Group, Longfor Group, In Time Properties, Joy City Property, Swire Properties, Sun Hung Kai Properties, Kerry Properties, Link Real Estate Investment Trust, New World Development, Beijing Cuiwei Tower, Aeon, Lotte Department Store, CapitaLand и Ito-Yokado.
| - Golden Resources Mall (557 тыс. м²) - INDIGO Mall (176 тыс. м²) - Taikoo Li Sanlitun (120,4 тыс. м²) - Beijing apm (120 тыс. м²) - Dongan Department Store - Chaoyang Joy City - Xidan Joy City - Galleria Shopping Center - CapitaMall Taiyanggong - CapitaMall Crystal - LIVAT Beijing Xihongmen - Bloomage LIVE - Beijing Mall - Wangfujing Department Store - SoShow Chongwenmen - China Resources Dreamport - Miyun MIXC - North Star Shopping Center - Sofly Shopping Center - SKP Beijing - Galeries Lafayette Beijing - Zihexin Plaza | - Xitieying Wanda Plaza - Fengtai Wanda Plaza - Huaifang Wanda Plaza - BHG Mall Shangdi - BHG Mall Tianshimingyuan - BHG Mall Tiantongyuan - BHG Mall Changying - BHG Mall Gongyixiqiao - BHG Mall Huilongguan - BHG Mall Longbeicun - BHG Mall Fuchengmen - Longde Plaza Tiantongyuan - Ginza Mall - WF Central - Zhongguancun Plaza - Tangjialing Outlets - Hua Wei Center - Seasons Place - Gloria Champion - Beijing Modern Plaza - Cuiwei Department Store - Ganjiakou Department Store | - Raffles City Beijing - AEON Beijing International Mall - Hopson One - Changying Paradise Walk - Daxing Paradise Walk - Fangshan Xiyue Paradise Walk - Lize Paradise Walk - Parkview Green - China World Mall - City Plaza Shilipu - U-Town Shopping Center - Jing Liang Plaza - Link Plaza Zhongguancun - Bairong World Trade Center - Wangfujing Yintai in88 - The Gate City Mall - Changan Market - New Times Plaza - Jingbei Shopping Mall - Beijing New World Centre - Ito Yokado Beijing Yayuncun - Hanguang Department Store |

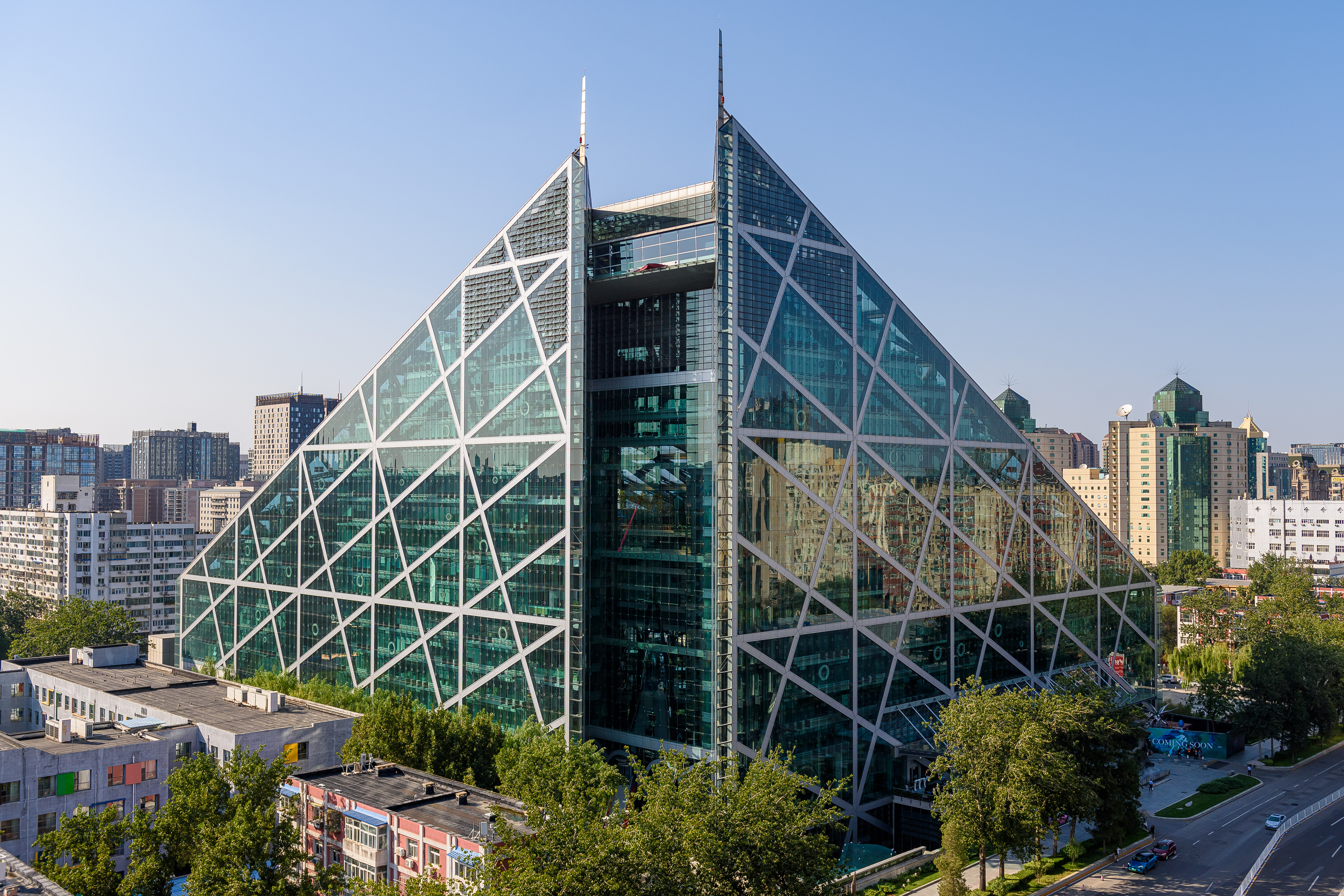
Parkview Green
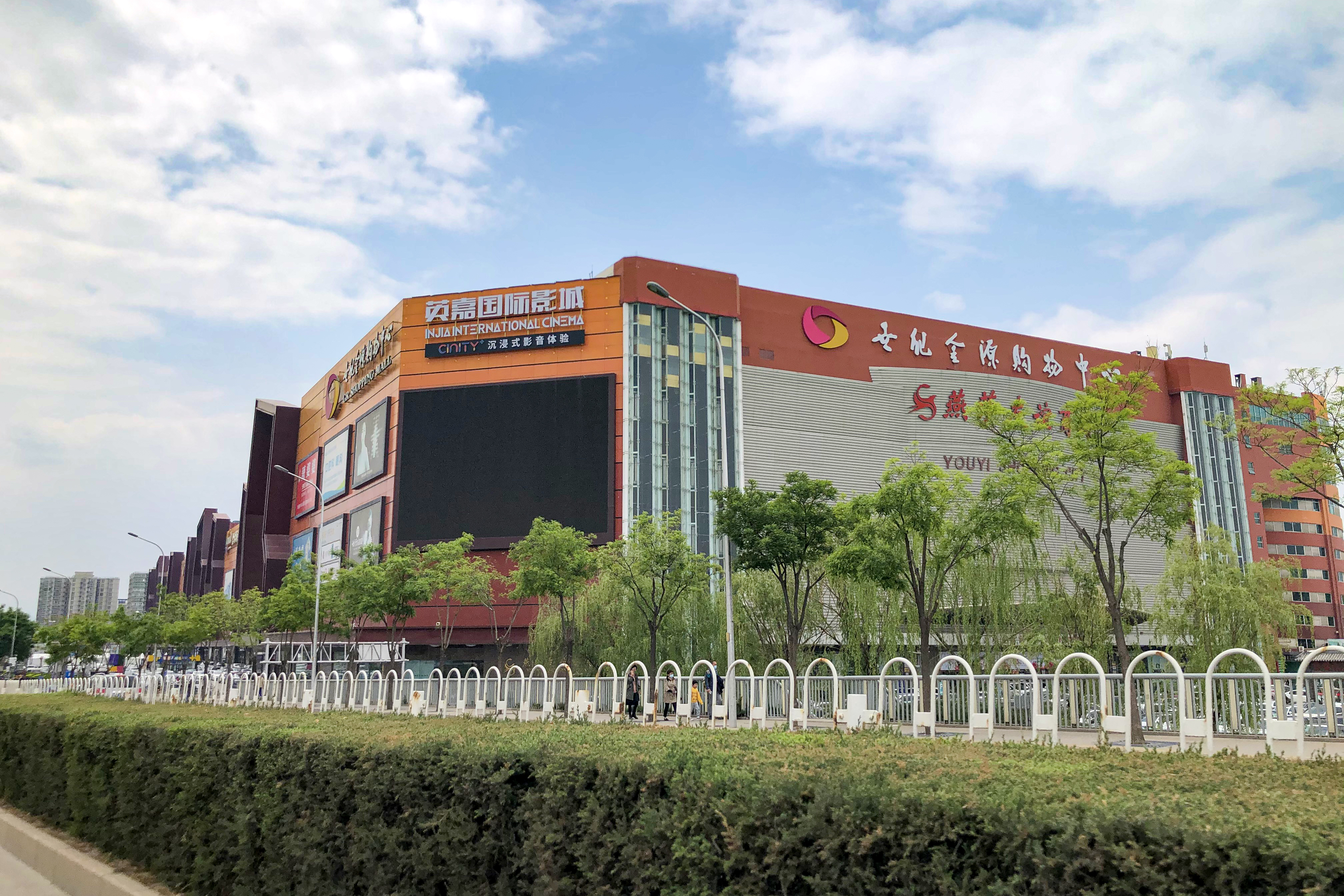
Golden Resources Mall
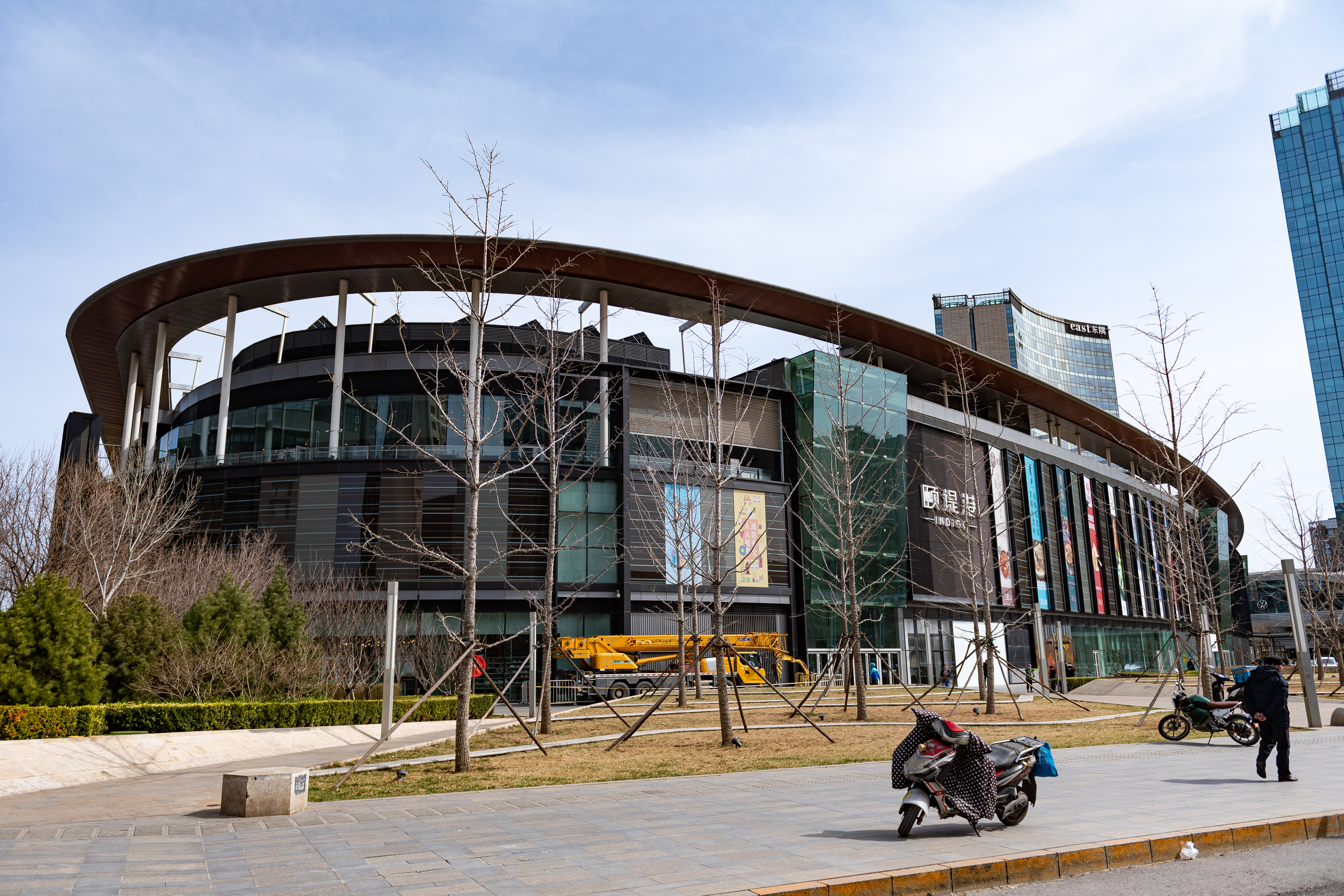
INDIGO Mall
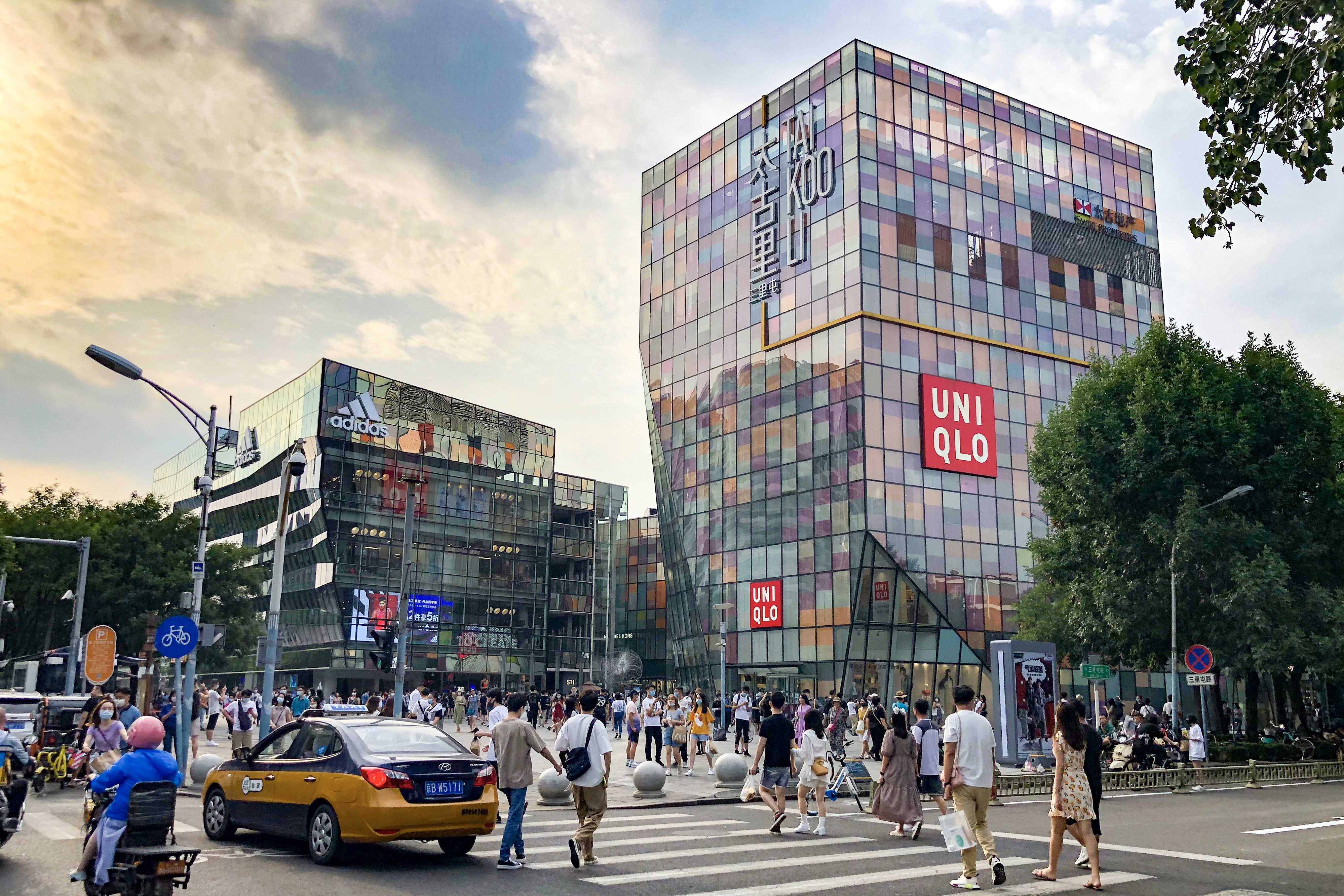
Taikoo Li Sanlitun
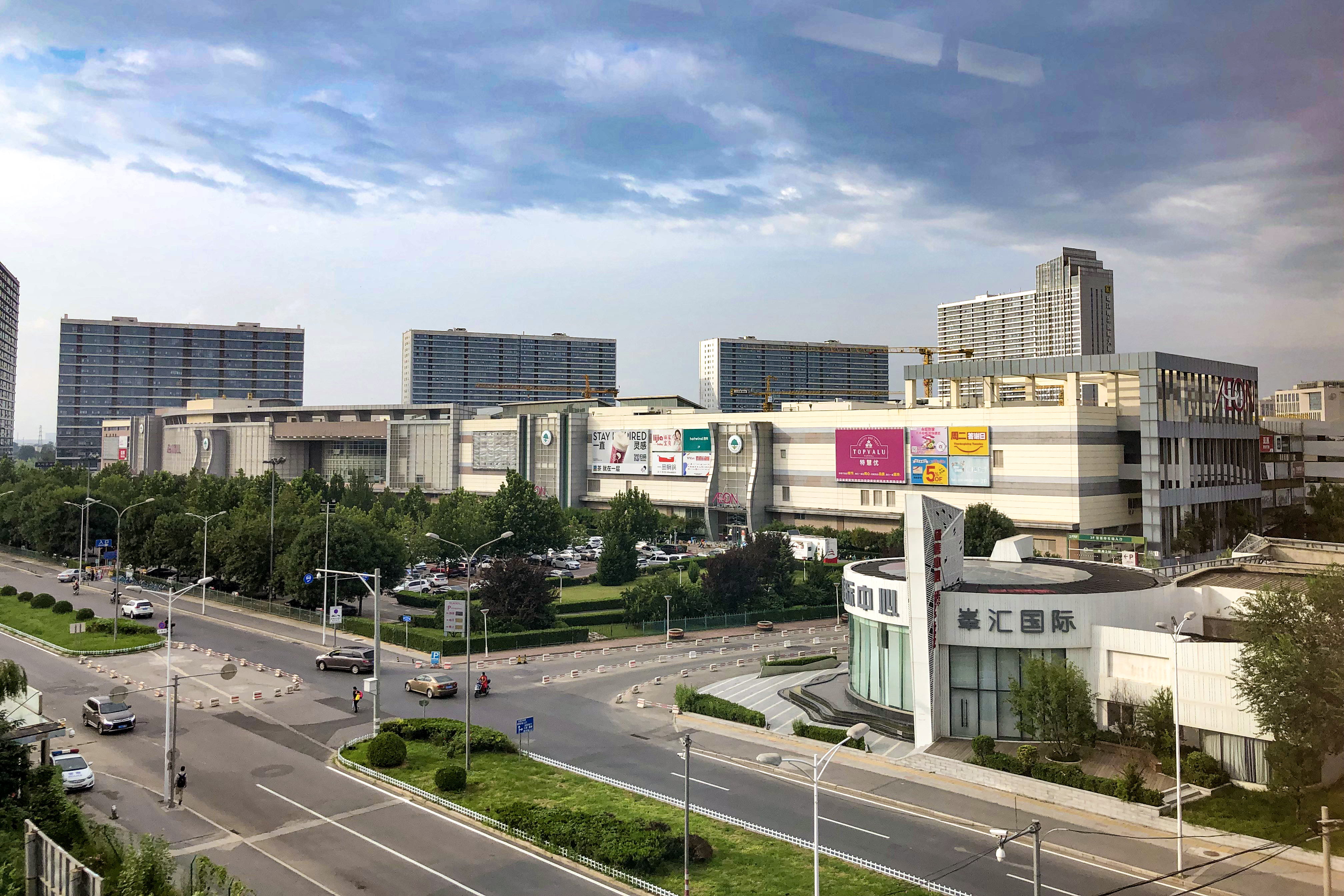
AEON Beijing International Mall
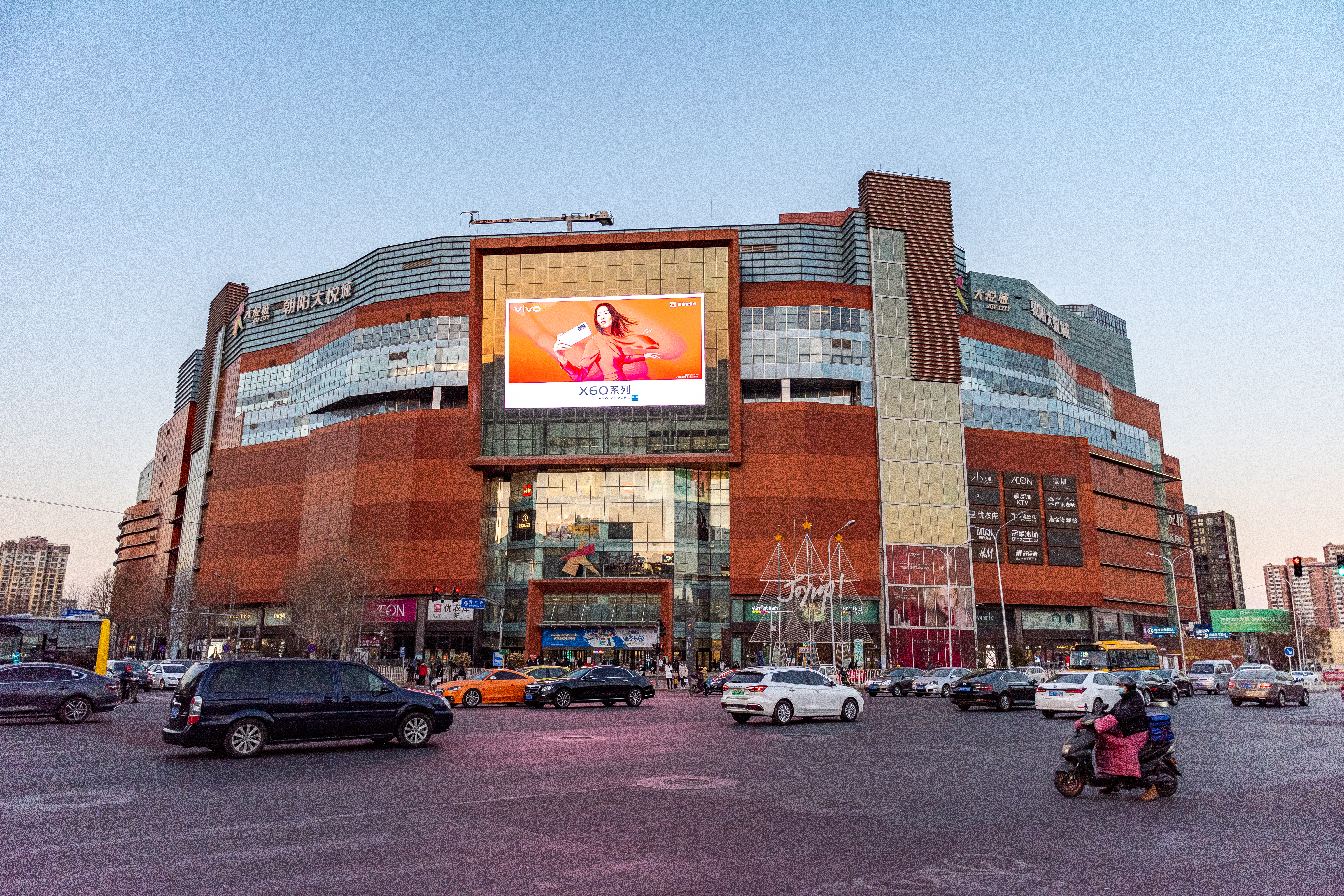
Chaoyang Joy City
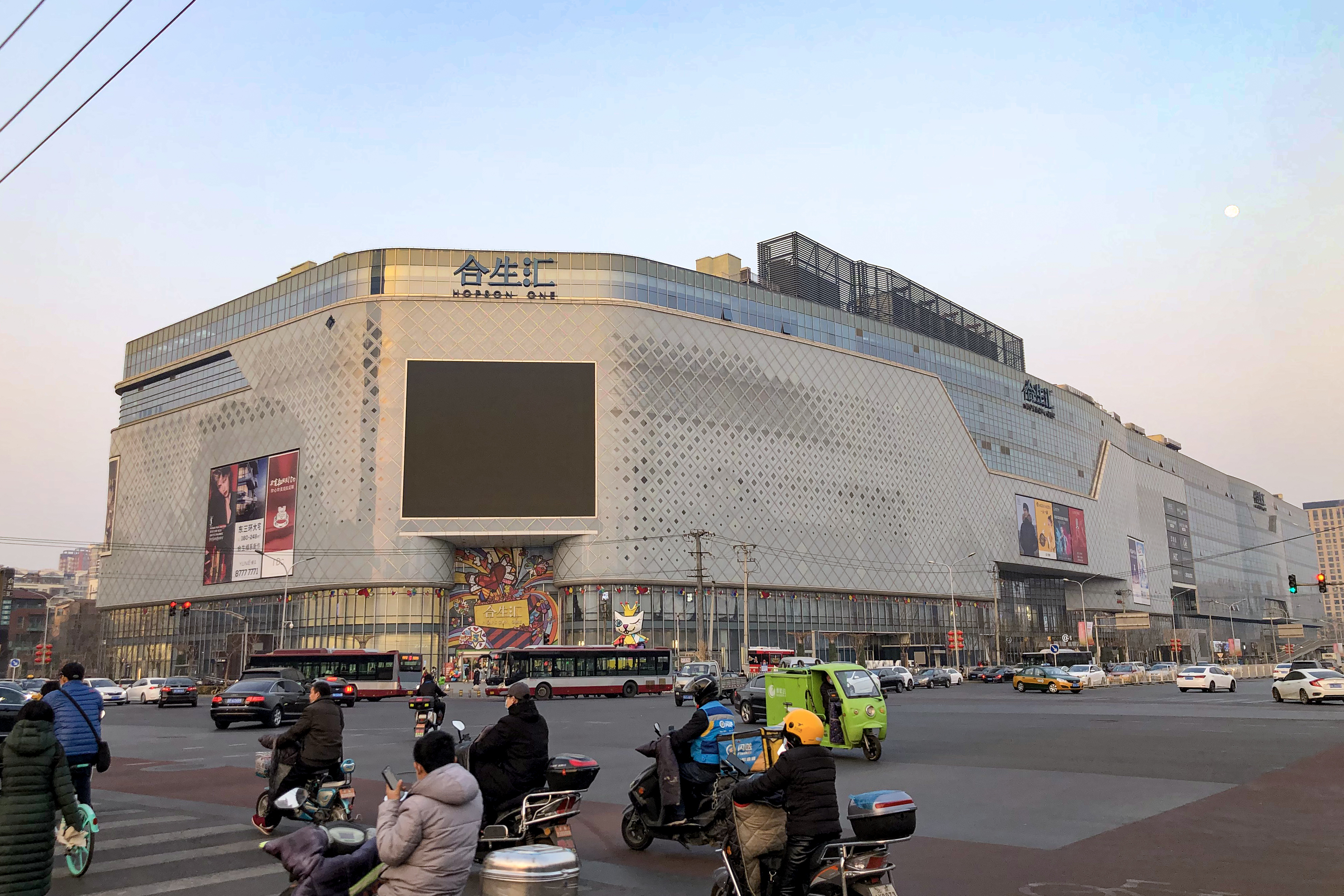
Hopson One
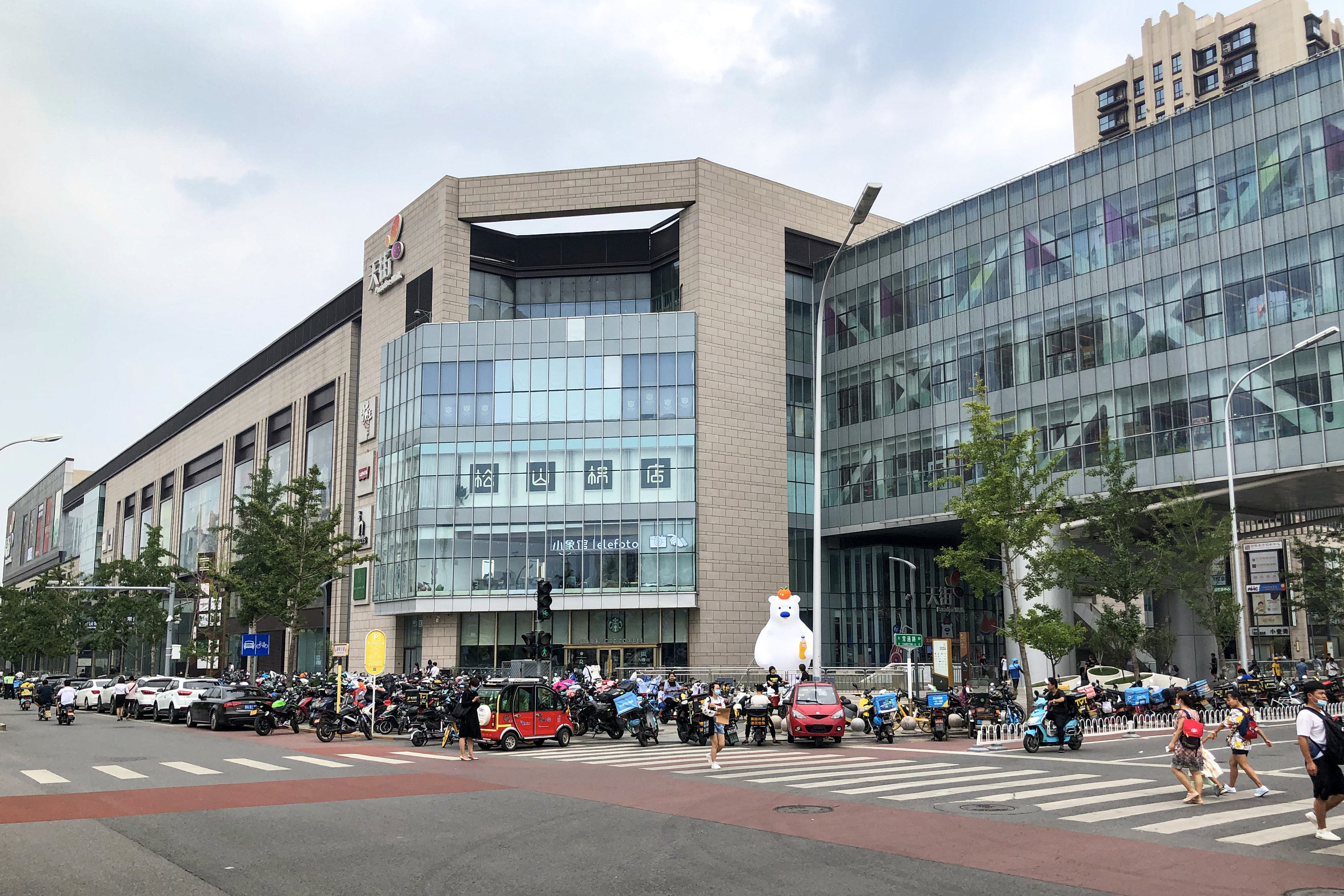
Changying Paradise Walk
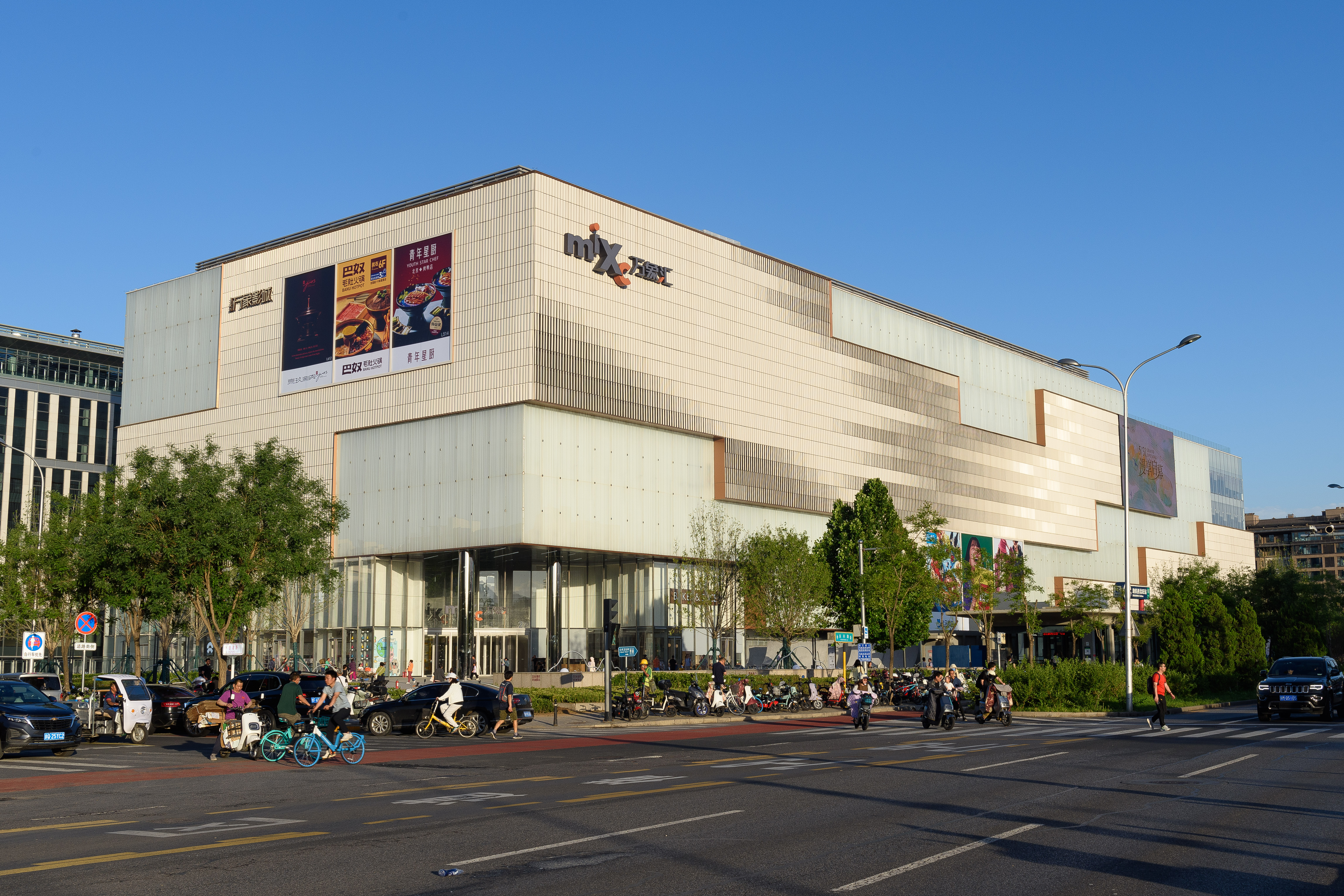
Xibeiwang MIXC One
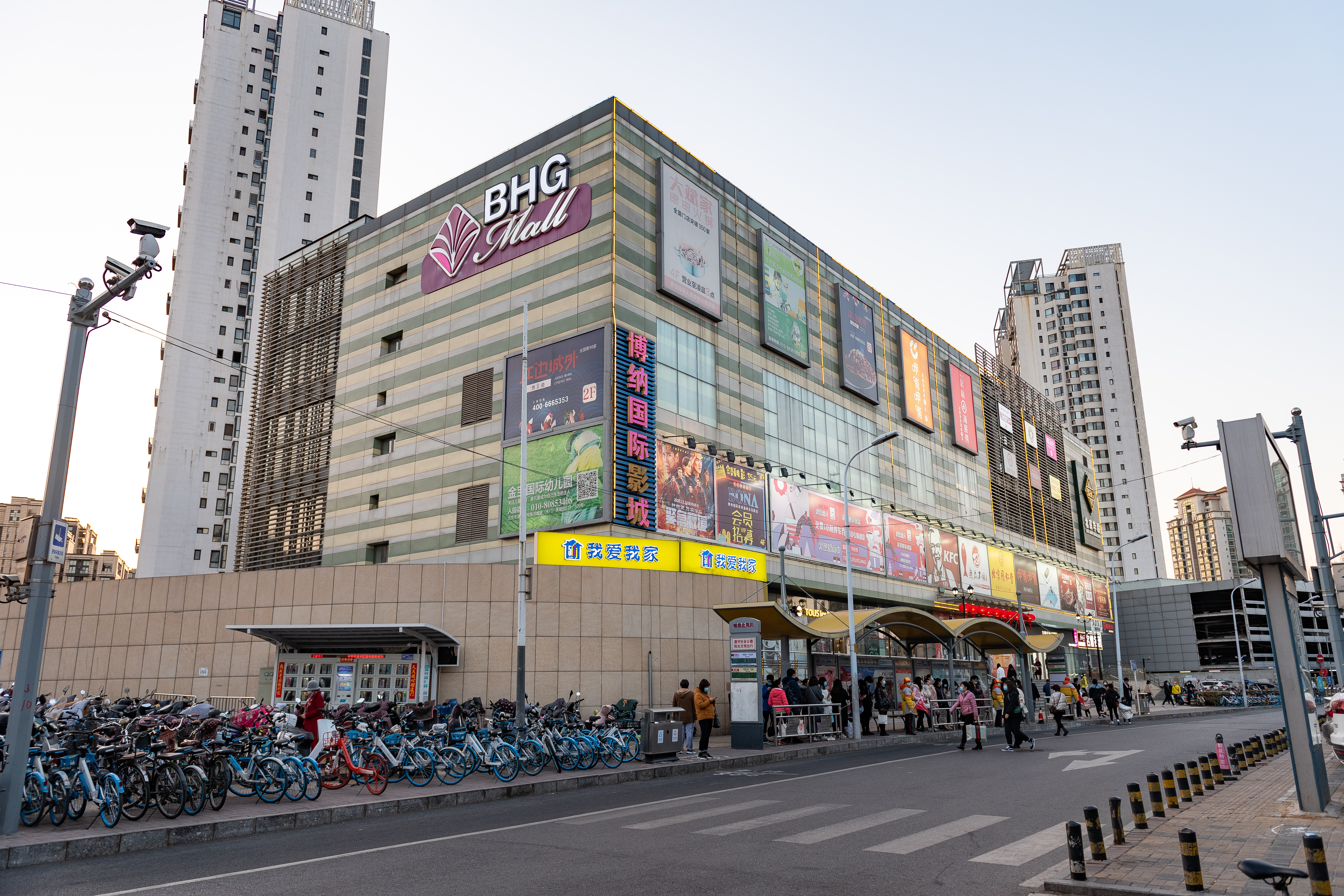
BHG Mall Tianshimingyuan
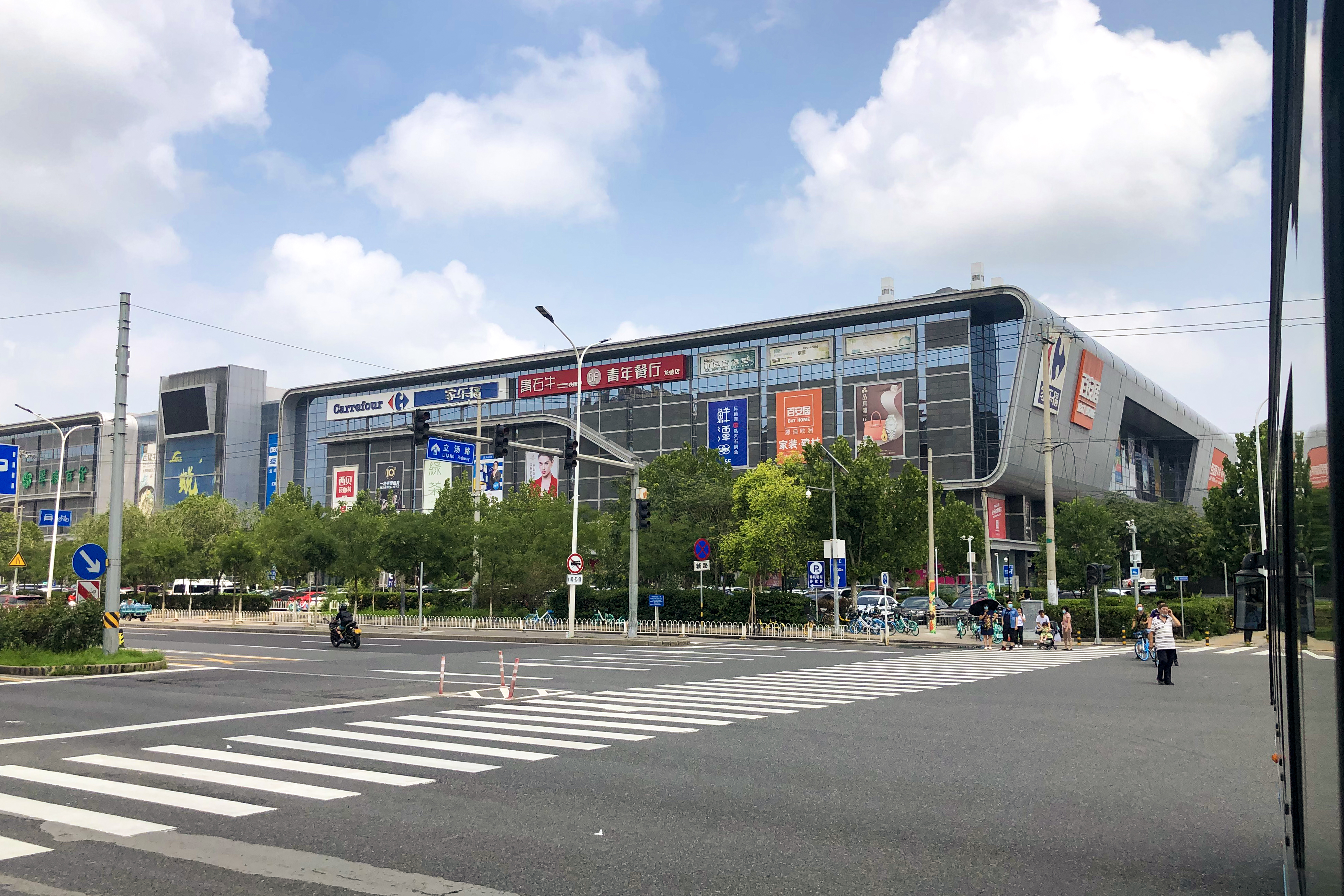
Longde Plaza Tiantongyuan
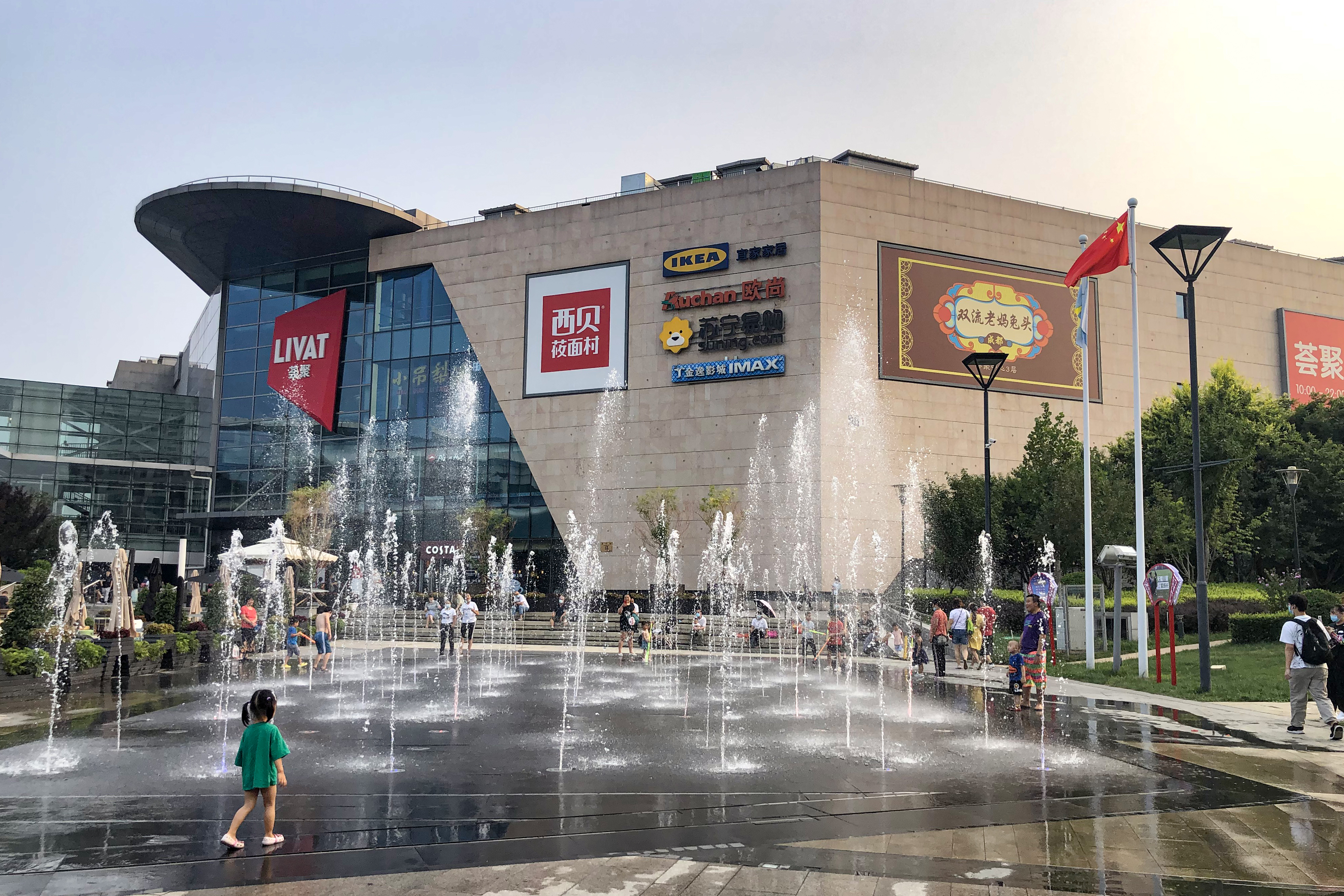
LIVAT Beijing Xihongmen
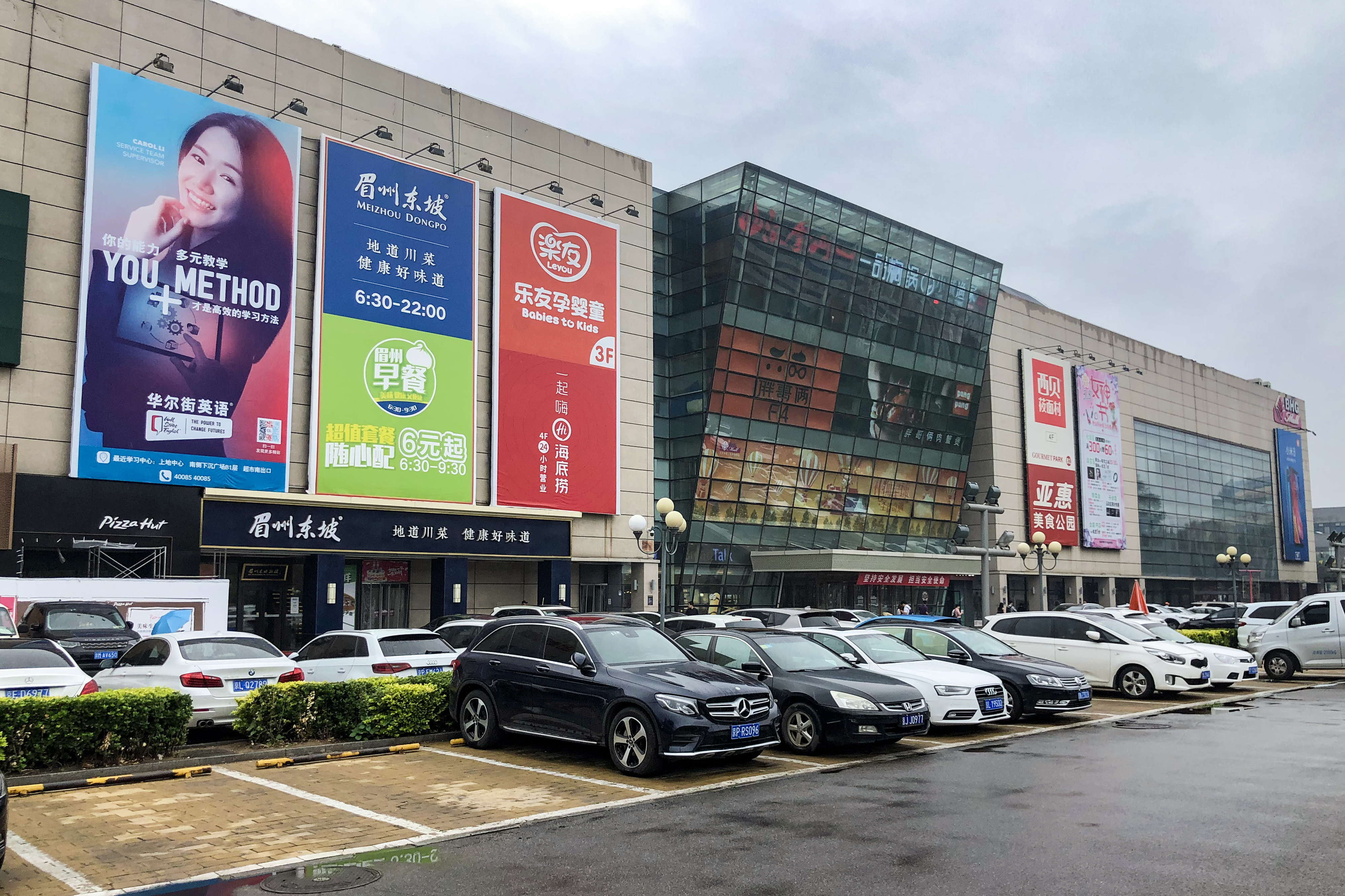
BHG Mall Shangdi

### Туризм и гостиничное дело
Пекин является самым популярным туристическим центром страны. Среди наиболее посещаемых туристических достопримечательностей города — парк развлечений Universal Beijing Resort, участок Великой Китайской стены Бадалин, Летний императорский дворец в парке Ихэюань, Запретный город и Национальный музей Китая.

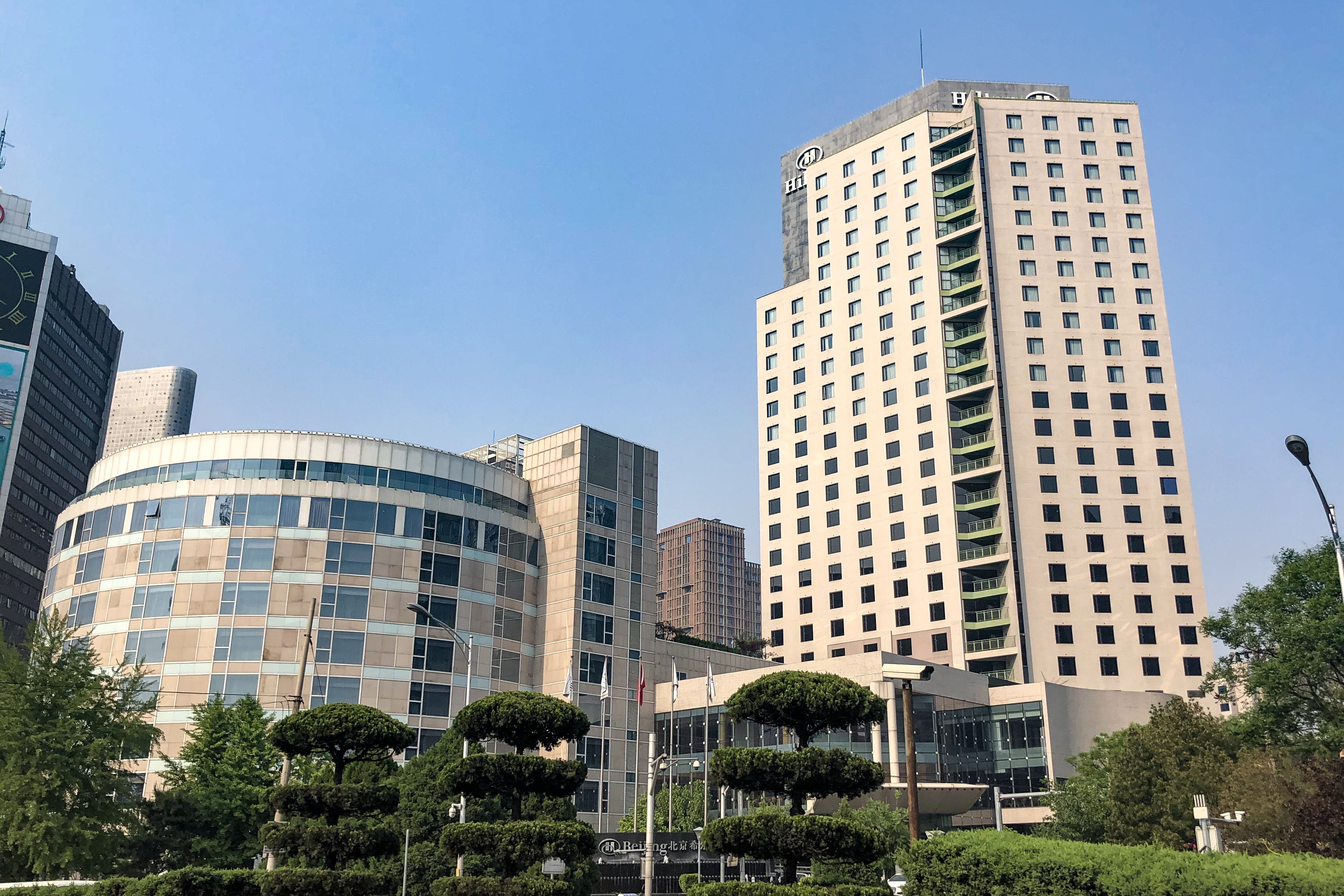
Hilton Beijing

В Пекине представлены люксовые отели таких международных и китайских сетей, как St. Regis, Marriott, JW Marriott, The Westin, The Ritz-Carlton, Sheraton, Sheraton Grand, Four Points, Renaissance, Park Hyatt, Grand Hyatt, Hyatt Regency, Hilton, Waldorf Astoria, Conrad, DoubleTree, Four Seasons, InterContinental, Crowne Plaza, Regent, Fairmont, Sofitel, Grand Mercure, Bulgari, Kempinski, Mandarin Oriental, The Peninsula, Shangri-La, Marco Polo, Rosewood, Wanda Vista, Jin Jiang, The Ascott, Pan Pacific, Hotel Nikko.
Среди четырёхзвёздочных отелей представлены сети Holiday Inn, Holiday Inn Express, Novotel, Mercure, Courtyard, Hyatt Place, Howard Johnson’s, JI Hotel, Vienna International и Happy Dragon.

## Транспорт
Вместе с ростом города, вызванным экономическими реформами, Пекин превратился в важный транспортный узел. Через город и вокруг него проходят пять дорожных колец, девять скоростных автодорог, одиннадцать государственных автомагистралей, семь железнодорожных линий. На административной территории Пекина также расположен крупный международный аэропорт.
По состоянию на сентябрь 2023 года общая протяжённость линий общегородского рельсового транспорта Пекина достигла 1172 км, благодаря чему город занял первое место в Китае по этому показателю; в Пекине функционировали 27 городских линий рельсового транспорта протяжённостью 807 км и четыре пригородные железнодорожные линии протяжённостью 365 км. Транспортные средства, работающие на новых и экологически чистых источниках энергии, составляли 94 % всех городских автобусов, а 65 % городских автомобилей такси являлись чисто электрическими.

### Железнодорожный

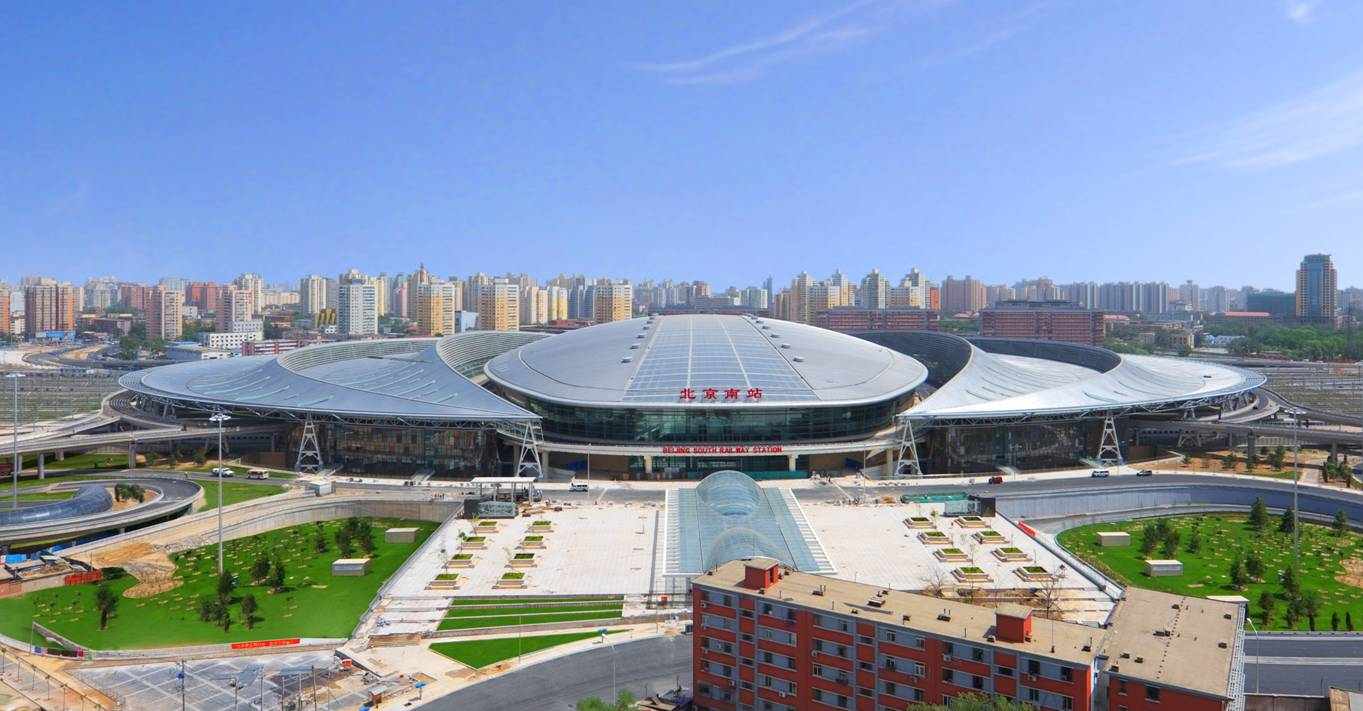
Южный вокзал

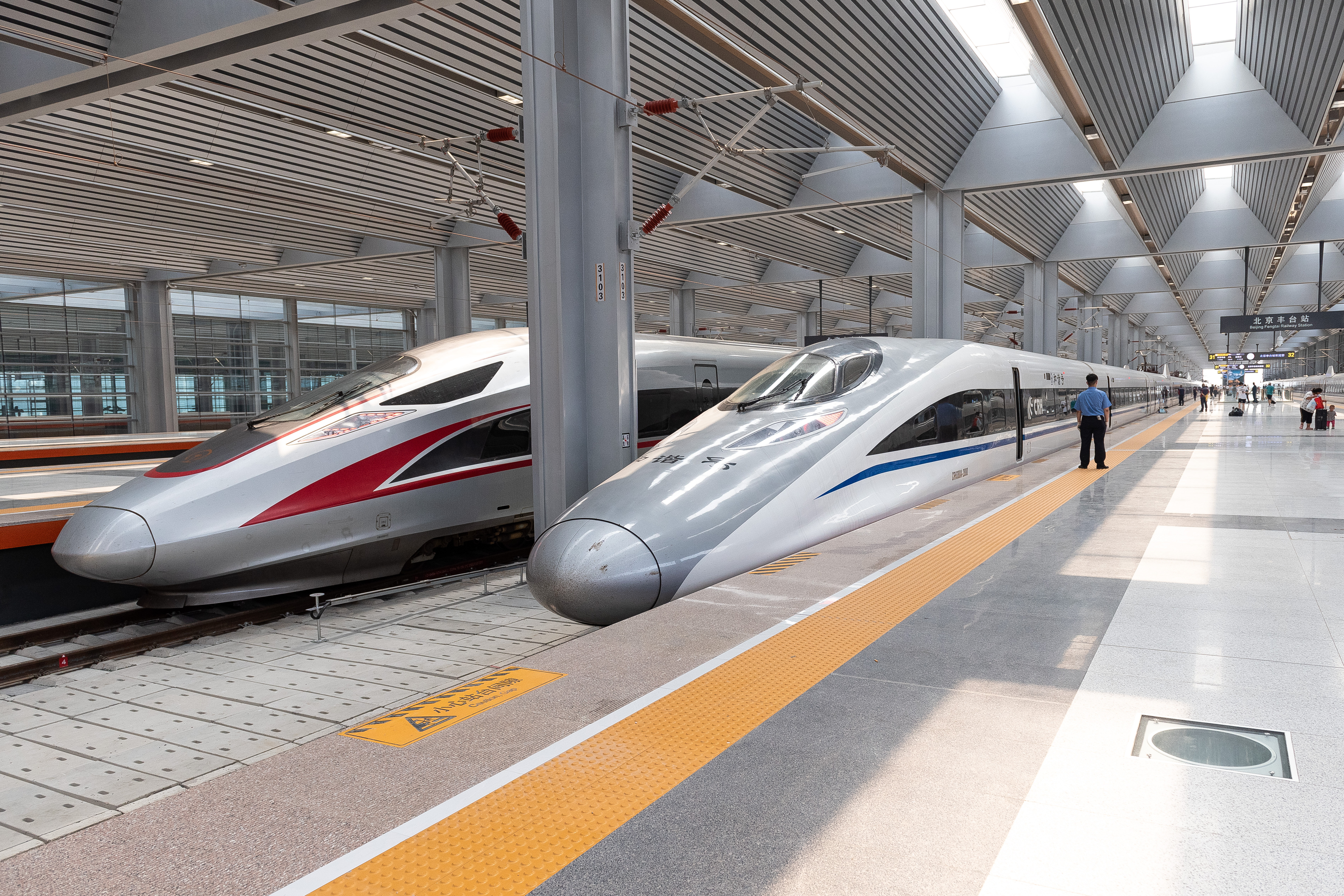
Вокзал Фэнтай

Пекин — крупный железнодорожный узел. Железнодорожные пути ведут из Пекина в Гуанчжоу, Шанхай, Харбин, Баотоу, Тайюань, Чэндэ, Циньхуандао и Цзюлун (САР Гонконг). Большинство международных пассажирских поездов, в том числе в Москву и Пхеньян, отправляются из Пекина.
Центральную часть Пекина обслуживают три крупных вокзала: Пекинский вокзал, Южный пекинский вокзал (высокоскоростное сообщение) и Западный пекинский вокзал. Кроме того, есть три железнодорожные станции, находящиеся в городской черте: Пекин-Восточный, Пекин-Северный и Фэнтай. В пригородной зоне также расположены несколько станций. На 1 августа 2006 года Пекинский вокзал ежедневно принимал 167 составов, а Западный пекинский вокзал — 176 составов.
В 2008 году открыта скоростная железная дорога Пекин-Тяньцзинь.
Важное значение имеют грузовые железнодорожные перевозки из Пекина в Москву.

### Автомобильный

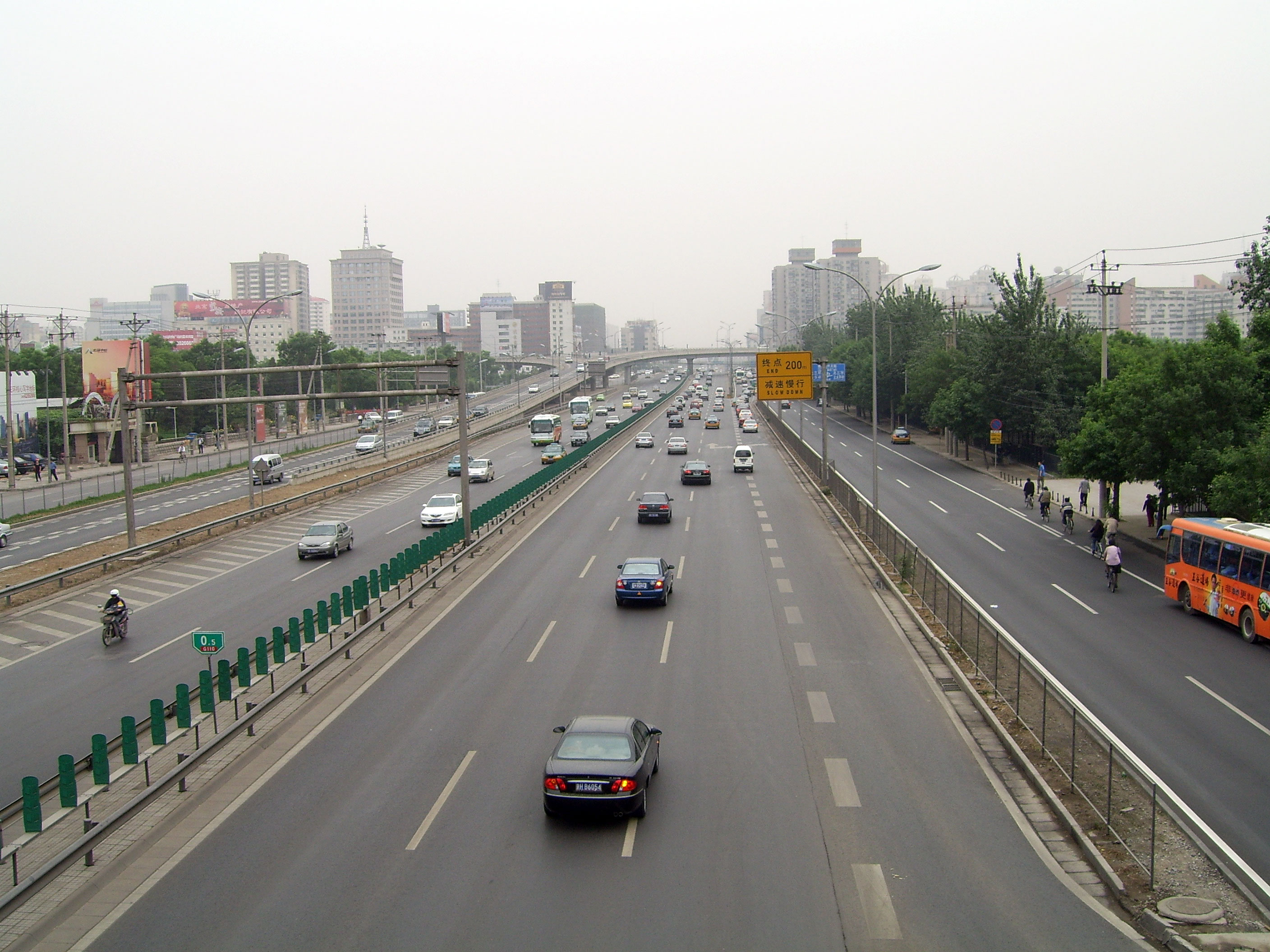
Скоростная автодорога Бадалин около пересечения с северной секцией Шестого кольца

Пекин связан автодорожной сетью со всеми частями Китая. Девять скоростных автодорог (и ещё шесть проектируемых или строящихся) и одиннадцать государственных автомагистралей выходят из Пекина. Сам Пекин обладает пятью автокольцами, которые скорее напоминают по форме квадраты, поскольку для Пекина характерна прямоугольная структура, при этом улицы расположены по сторонам света.
Одна из наибольших транспортных проблем Пекина связана с автомобильными пробками, которые стали повседневным явлением в городе в час пик, а местами и вне его. Чаще всего пробки наблюдаются на кольцевых автодорогах и главных улицах в районе проспекта Чанъаньцзе.
В последние годы проводится масштабная реконструкция дорог внутри Третьего кольца, в ходе которой улицы между кольцами перестраиваются как бессветофорные скоростные дороги и соединяются со скоростными трассами вне Третьего кольца. Это должно решить проблему «перескакивания между кольцами» для водителей Пекина. В качестве одной из мер для разрешения транспортной проблемы было введение выделенных полос для общественного транспорта, по которым в часы пик запрещено движение других автомобилей.
Проспект Чанъаньцзе проходит через весь Пекин с востока на запад, пересекая площадь Тяньаньмэнь. Его зачастую называют «Первой улицей Китая».

### Авиационный
Столичный аэропорт Пекина (аэропорт «Шоуду», Beijing Capital Airport, PEK) расположен в районе Шуньи, в 20 км к северо-востоку от городской зоны Пекина. Столичный аэропорт обслуживает большинство внутренних и практически все международные рейсы. Это главные воздушные ворота Китая и базовый аэропорт национального перевозчика Air China. Он связан с городом скоростной дорогой «Аэропорт», путь по которой до центра города занимает около 40 минут. К Олимпиаде 2008 до аэропорта были построены ещё одна скоростная автотрасса, а также линия легкорельсового транспорта.
На административной территории Пекина также расположены следующие аэропорты: Лянсян, Наньюань, Сицзяо, Шахэ и Бадалин. В основном, они используются в военных целях.
Первая очередь аэропорта Дасин была открыта в 2019 году, полностью ввести аэропорт в строй планируется к 2025 году. В 2023 году Пекинский международный аэропорт Дасин принял и отправил более 290 тыс. рейсов и обслужил более 39,4 млн пассажиров, в том числе более 2 млн международных пассажиров. К концу 2023 года было открыто более 30 пассажирских авиамаршрутов, связывающих аэропорт Дасин и зарубежные пункты назначения, а также специальные административные районы Гонконг и Макао.

### Общественный транспорт

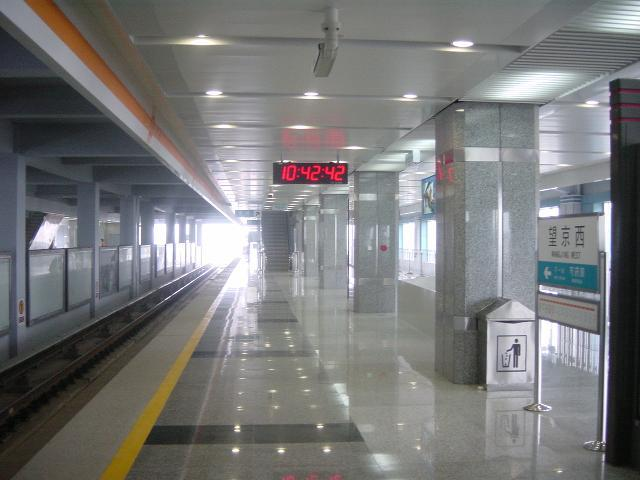
Станция метро Ванцзинси

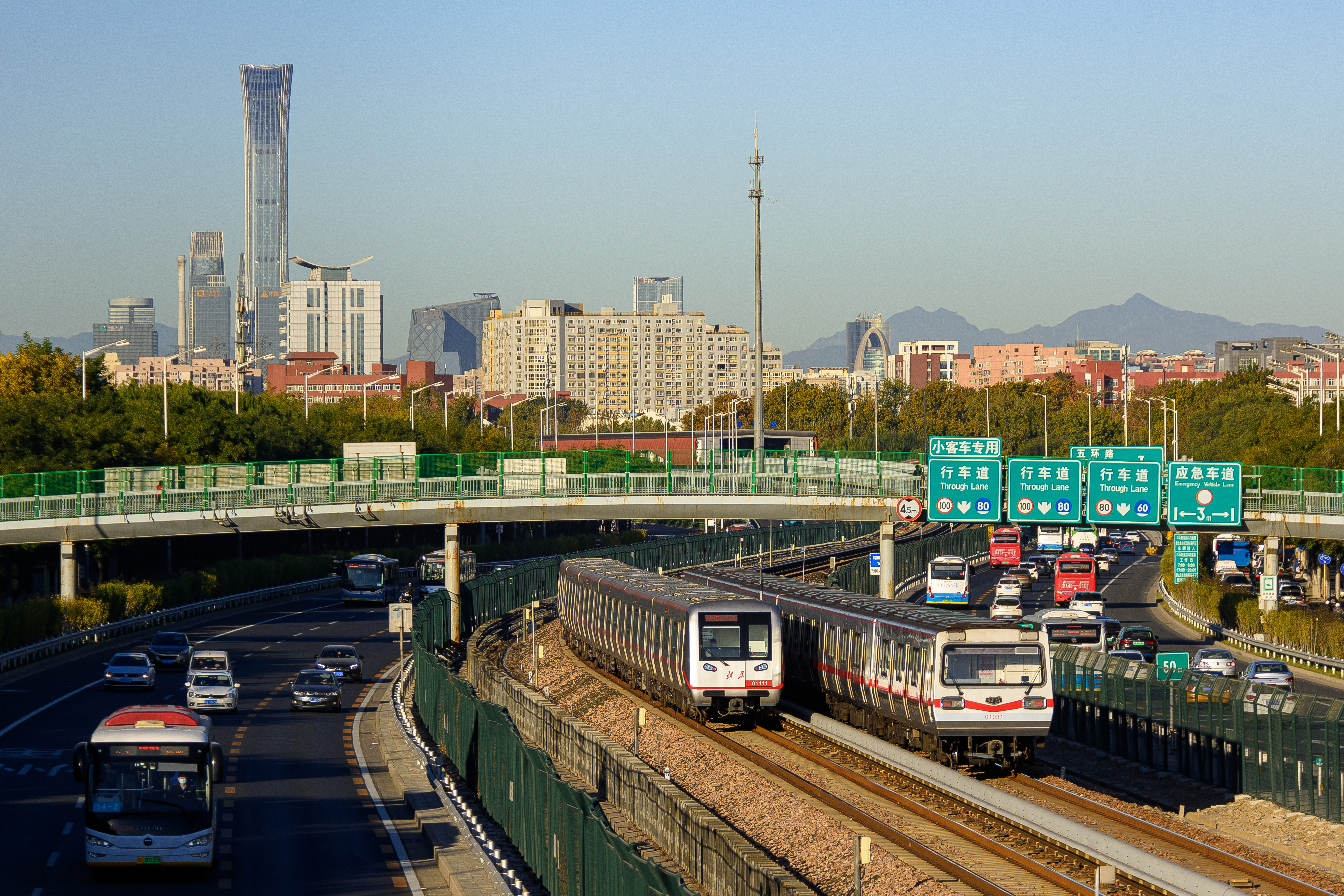
Пекинский метрополитен

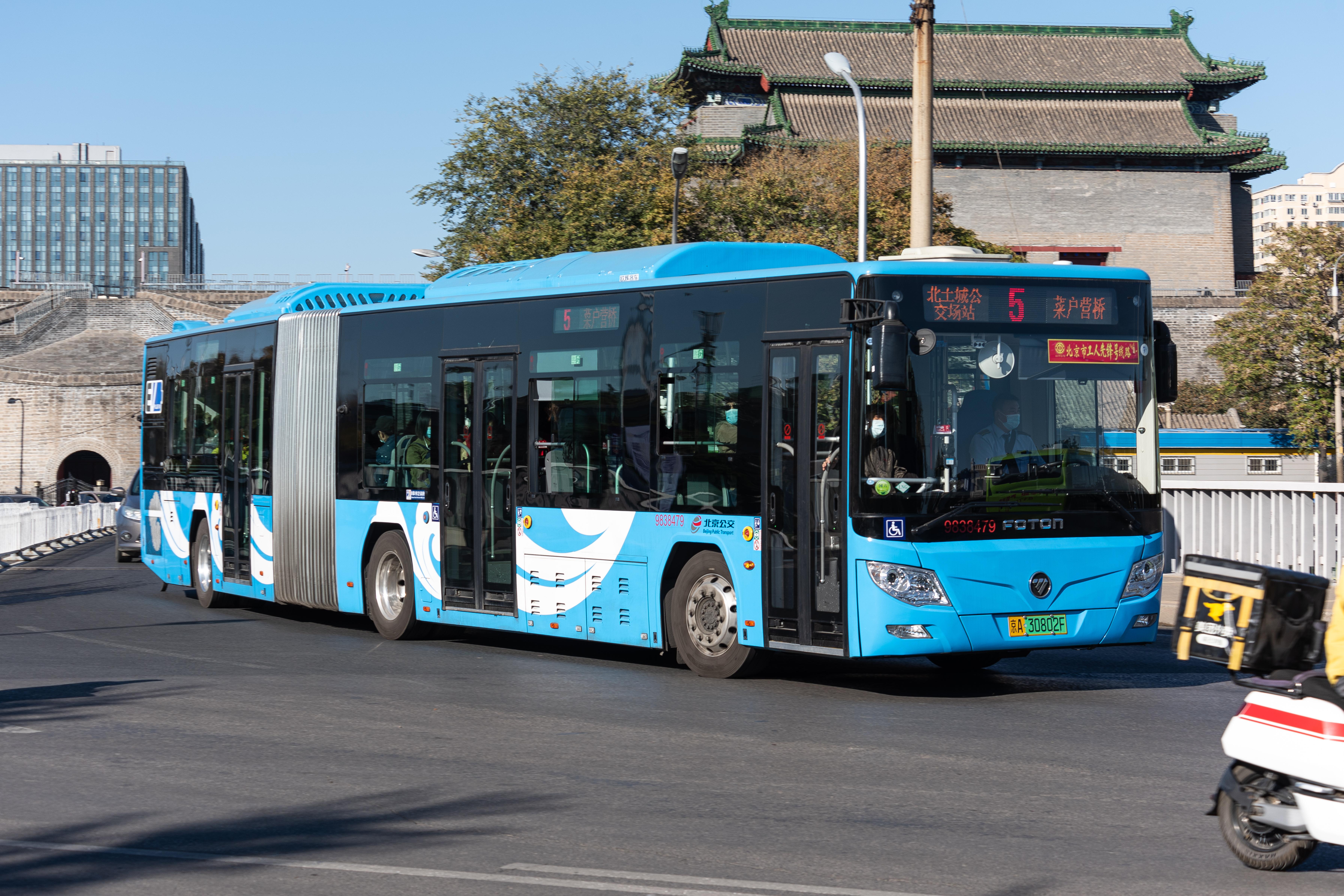
Пекинский автобус

Первая ветка метро в Пекине начала работать в 1969 году, она также стала первой линией метро в Китае. По состоянию на конец 2021 года метрополитен Пекина состоял из 27 линий. По ним ежедневно курсировали 10,7 тыс. поездов, перевозя почти 10 млн пассажиров. На 10 линиях в часы пик составы метро ходят с минимальным интервалом в две минуты. Несколько новых линий открылись к началу Олимпиады 2008 года, ещё несколько — к началу Олимпиады 2022 года.
По состоянию на декабрь 2024 года сеть рельсового транспорта Пекина насчитывала 522 станции, включая 98 пересадочных станций; общая протяжённость линий городского рельсового транспорта достигла 879 км.
Проезд в метро стоит от 3 до 8 юаней. Зависит стоимость от количества станций на маршруте. Исключение — линия, ведущая в аэропорт, поездка на которой стоит 25 юаней.
В 2004 году в Пекине насчитывалось 599 автобусных и троллейбусных маршрутов.
В Пекине на автодорогах всегда можно увидеть такси. В городе также существуют нелегальные частные такси. На 30 апреля 2011 года стоимость проезда на официальном такси составляла 10 юаней за первые 3 км или меньше плюс 2 юаня за каждый последующий километр. За время простоя также начисляется такса. Если дистанция поездки превышает 3 км, то дополнительно взимается топливный сбор 2 юаня. Большинство моделей машин такси — это Hyundai Elantra и Volkswagen Jetta (Bora). После введения новых правил, цена за первые 3 км стартует от 13 юаней с последующим добавлением в 2.3 юаня за дополнительный километр, а также добавочная стоимость в 1 юань в конце проезда. После 15 км плата за каждый последующий километр увеличивается на 50 %. Между 11 вечера и 5 утра действует увеличенный ночной тариф: начальная цена — 11 юаней, такса за километр — 2,4 юаня.

### Велосипедный
В Пекине растёт число выделенных велодорожек без светофоров, велопарковок и велопрокатов. Количество поездок на городских велосипедах, совершённых пользователями велопрокатов в Пекине, увеличилось с 50 млн в 2017 году до 950 млн в 2021 году.

## Архитектура
В городской зоне Пекина превалируют три архитектурных стиля. Во-первых, это традиционная архитектура императорского Китая, одним из лучших примеров которой являются Ворота Небесного Спокойствия (Ворота Тяньаньмэнь) — архитектурный символ Китая, а также Запретный Город и Храм Неба. Вторым является стиль 50-70-х гг. XX века, который очень напоминает советские постройки того же времени. И, наконец, современные архитектурные формы, главным образом расположенные в Центральном деловом районе. Самыми высокими зданиями являются Чайна-Цзунь, China World Trade Center Tower 3, Fortune Financial Center и Штаб-квартира CCTV.

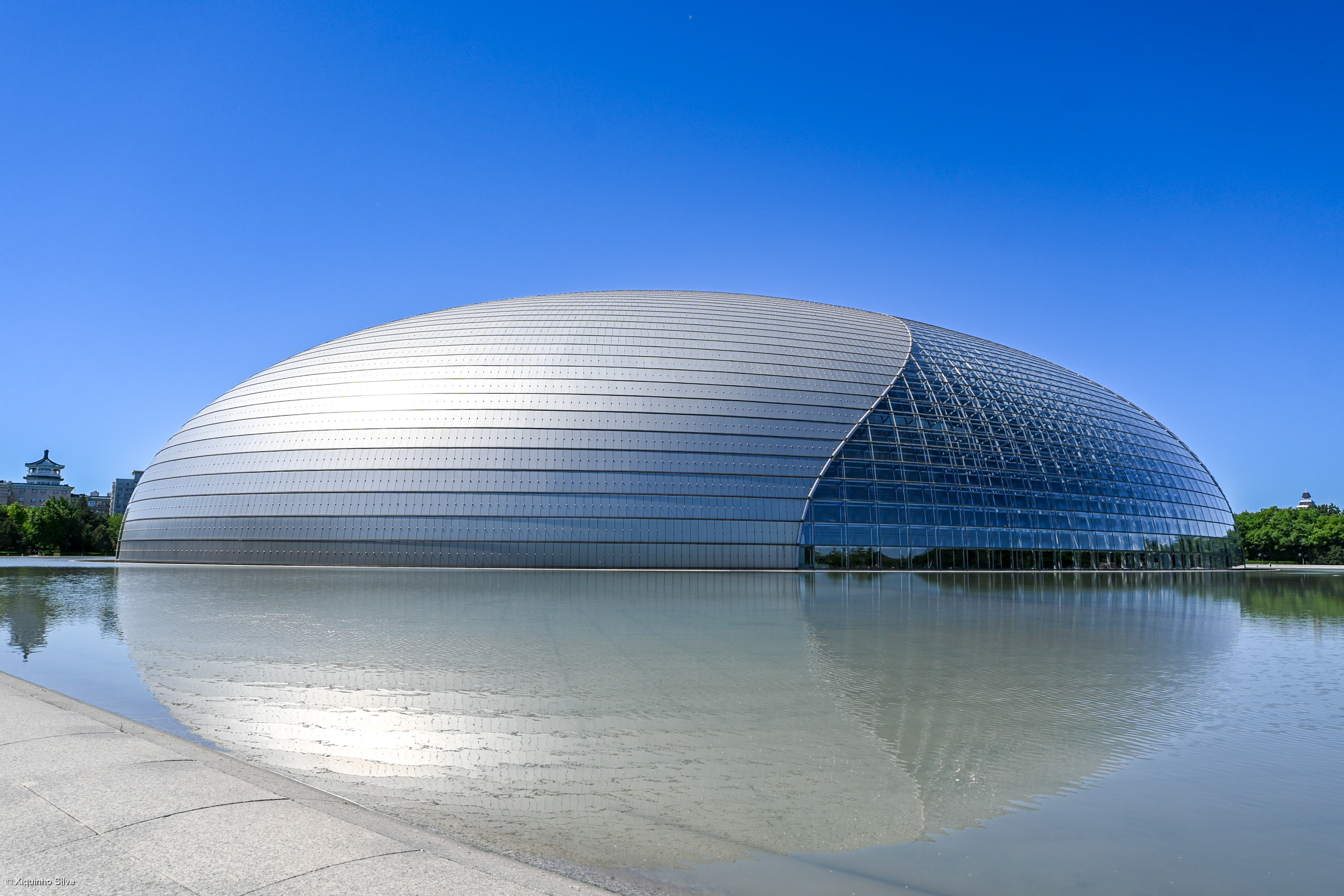
Национальный центр исполнительских искусств
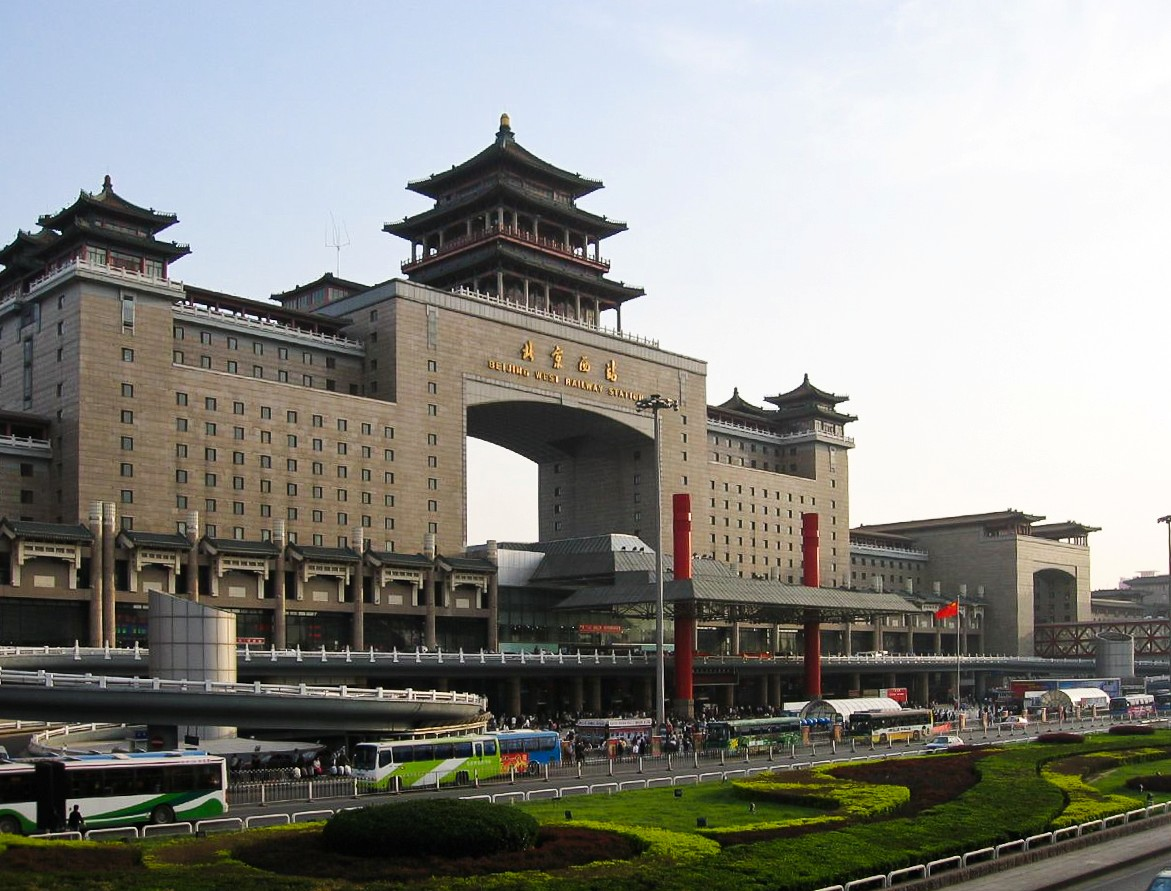
Западный вокзал
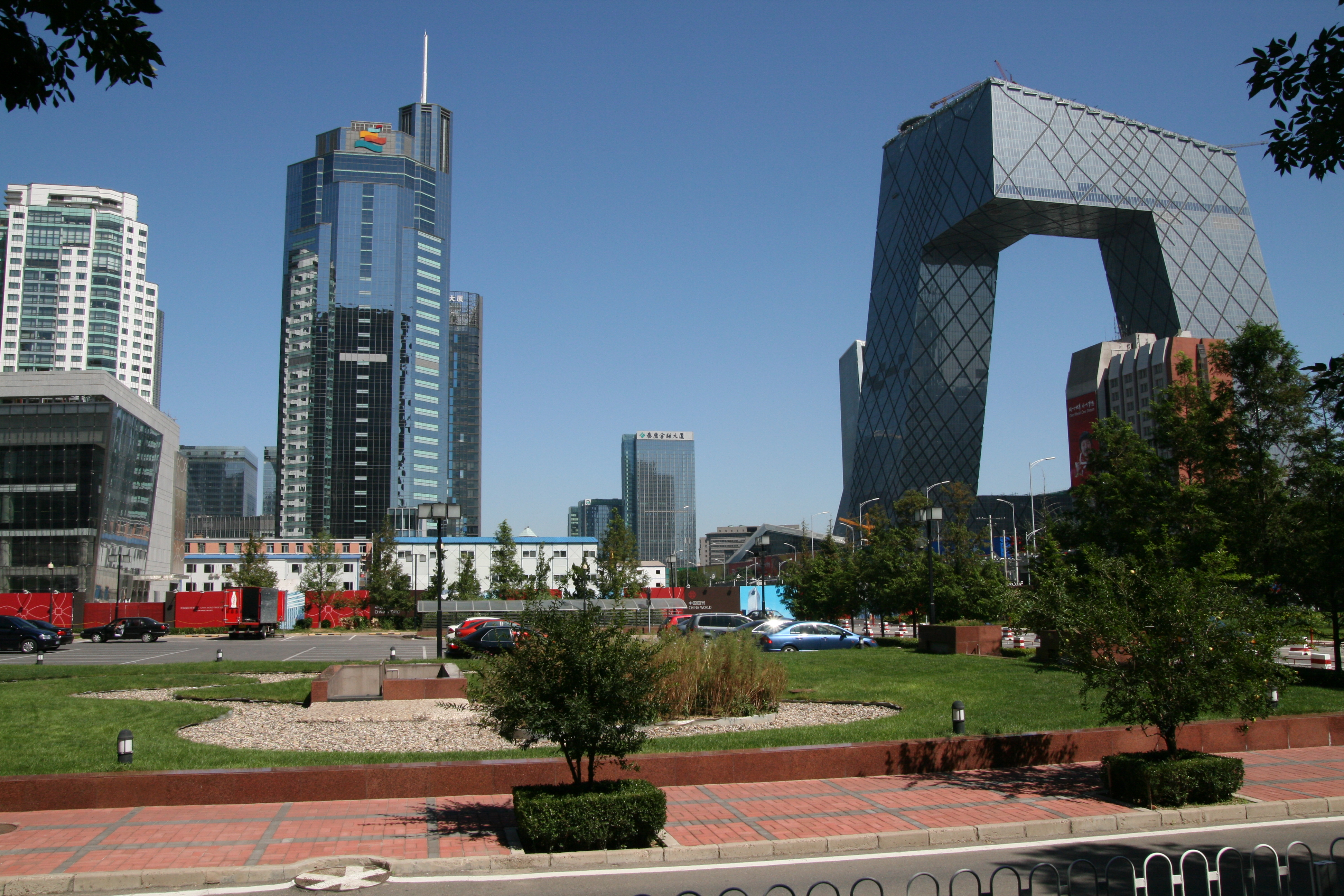
Штаб-квартира CCTV
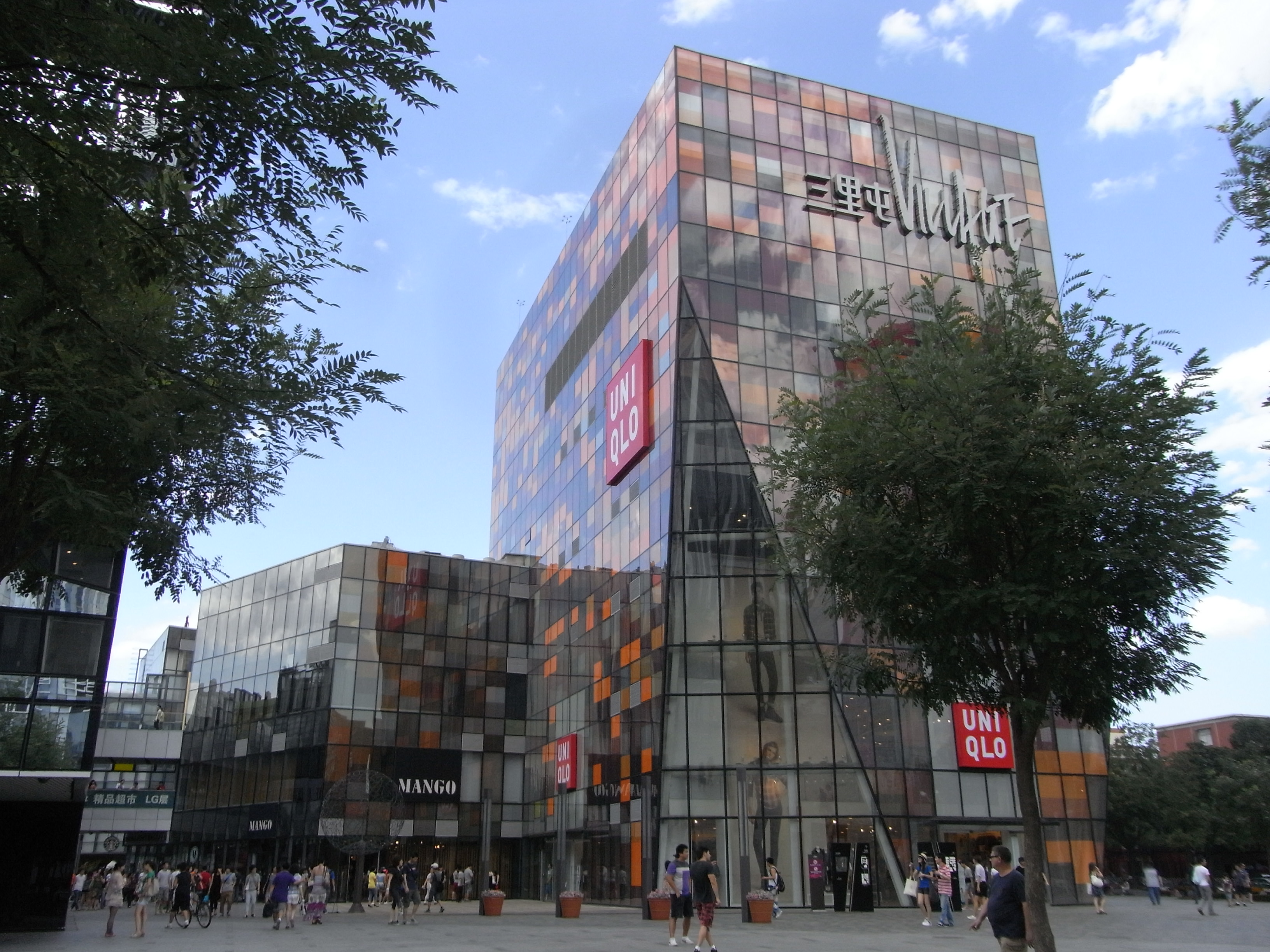
Здание в районе Саньлитунь
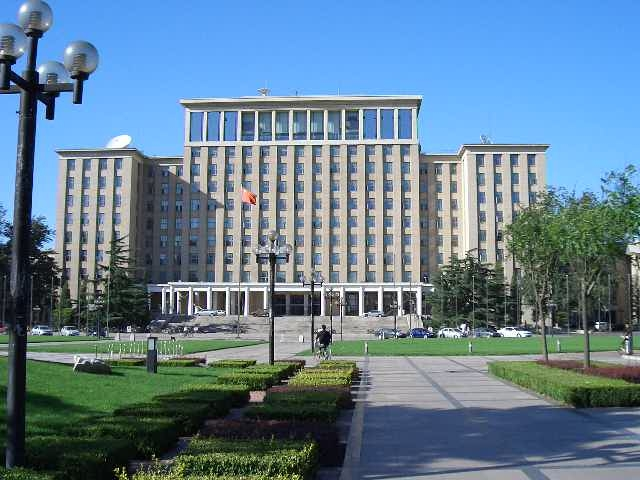
Университет Цинхуа
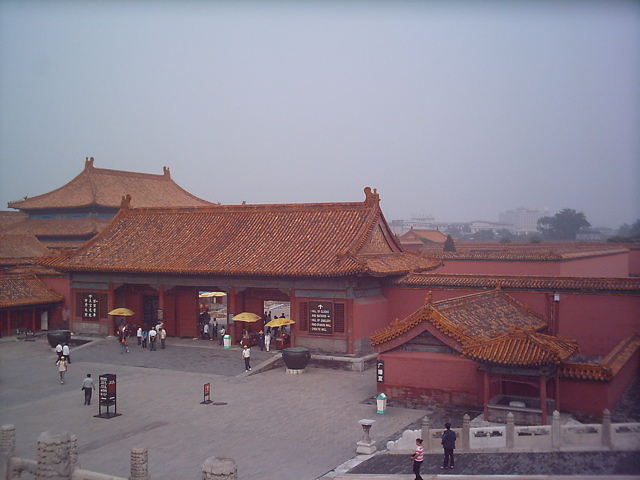
Императорский Пекин
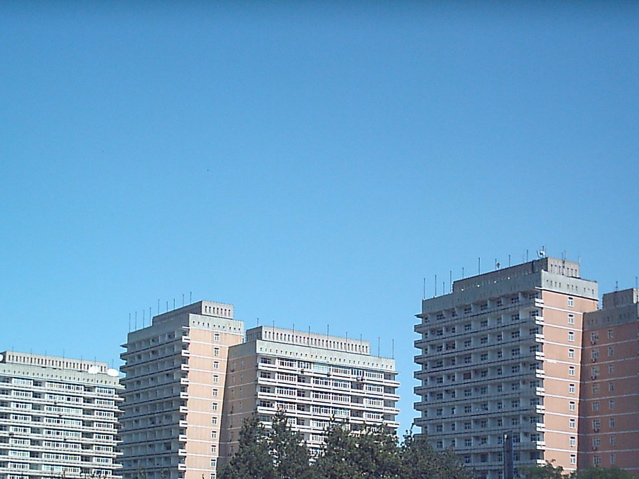
«Дома-коробки» 1970-х
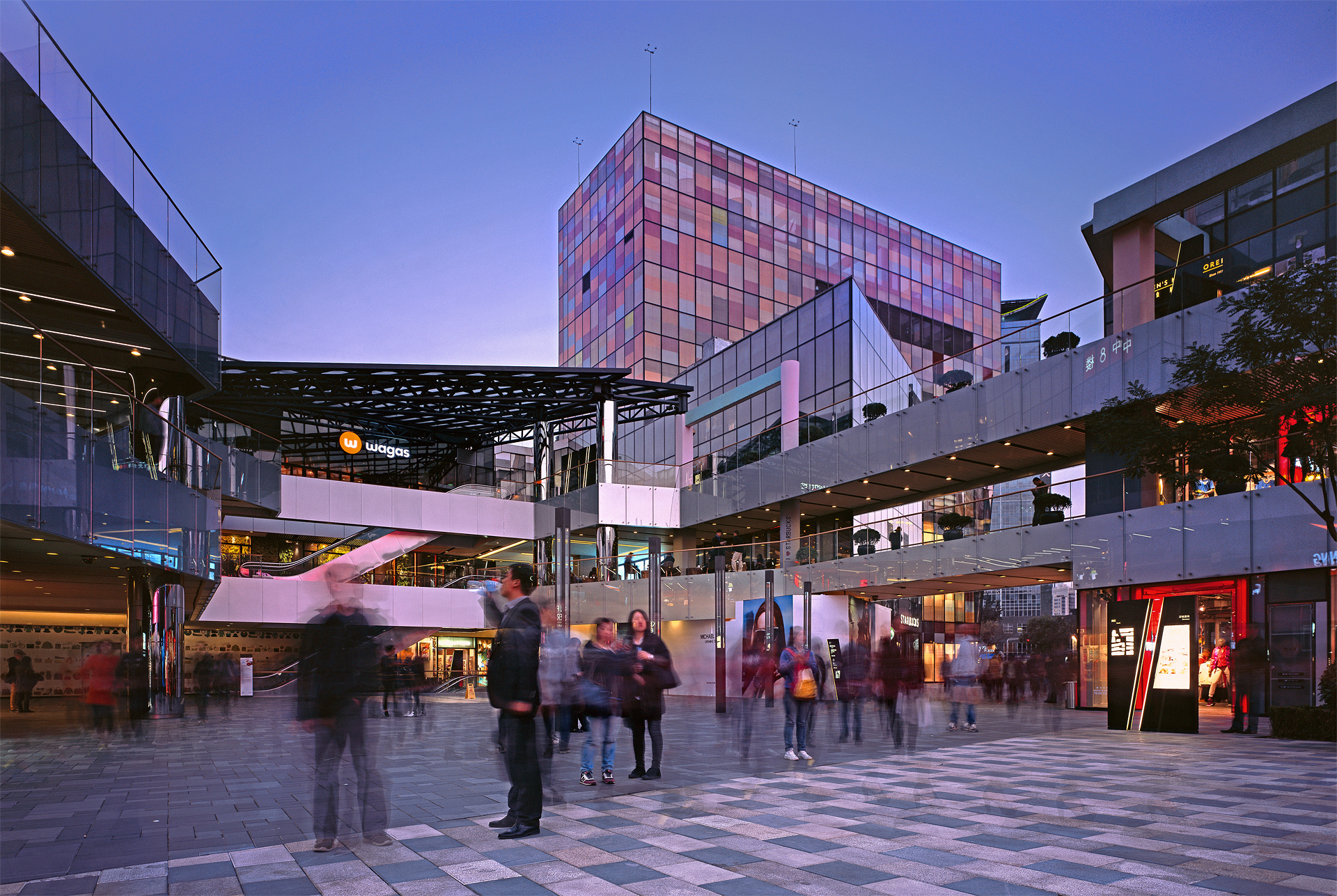
Здание развлекательного центра
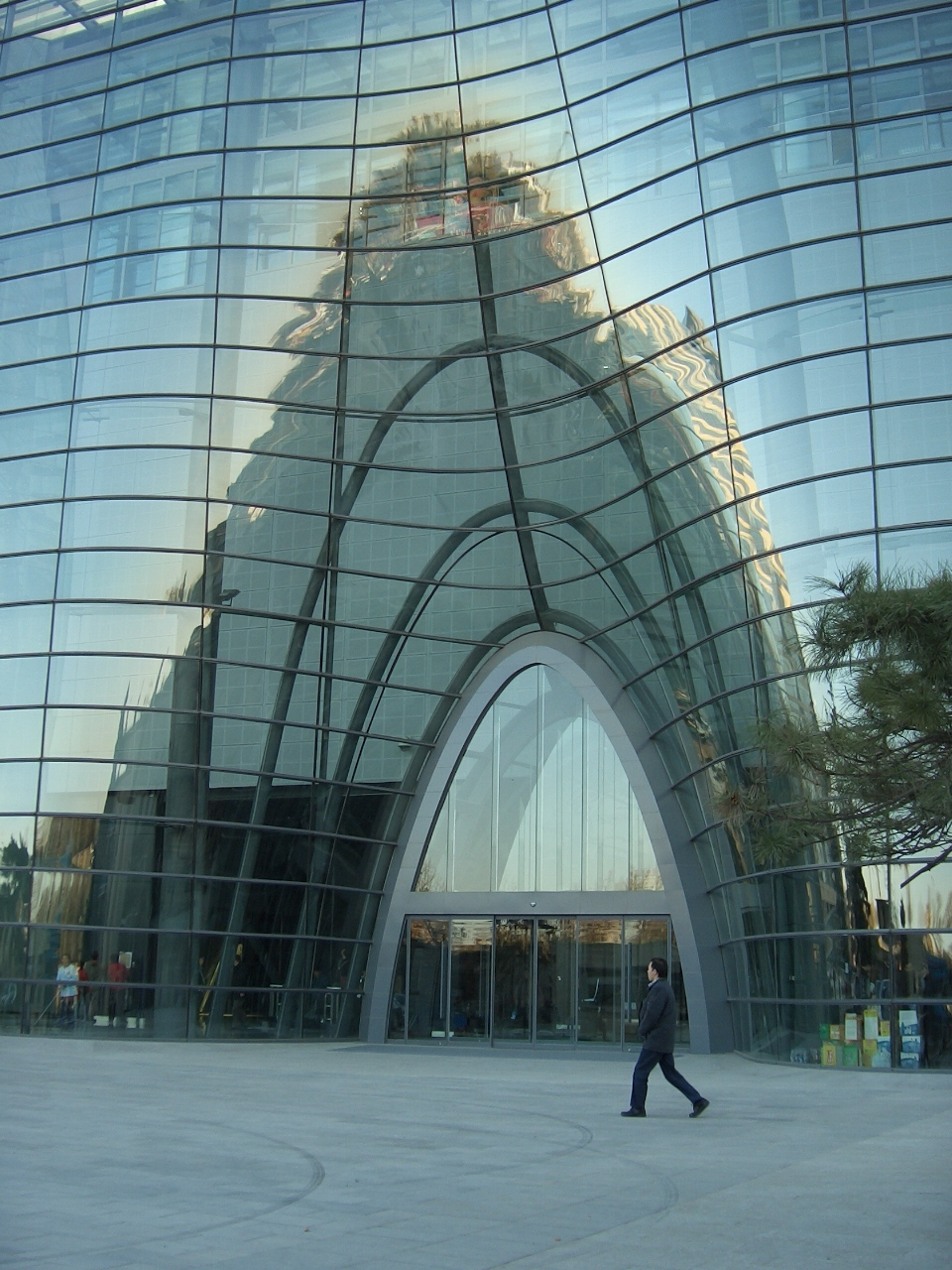
Пекинский планетарий
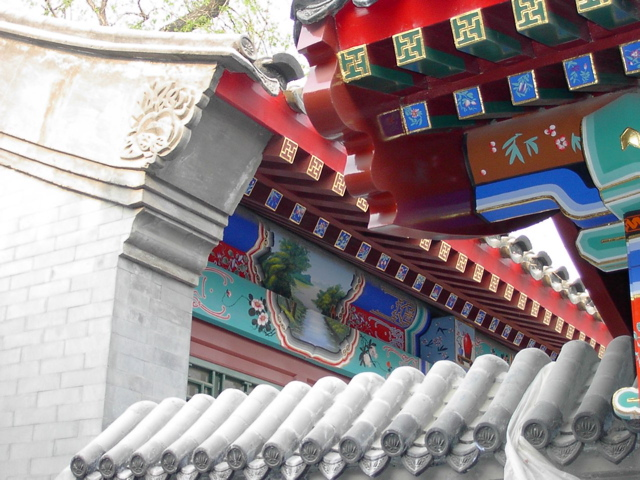
Детали традиционной архитектуры
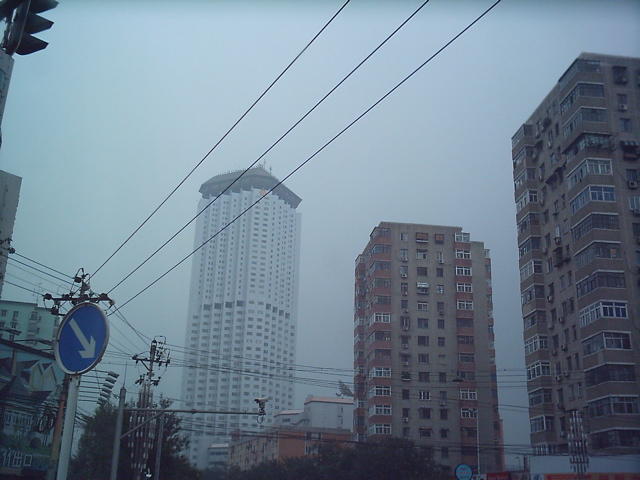
Смешение 70-х и 90-х
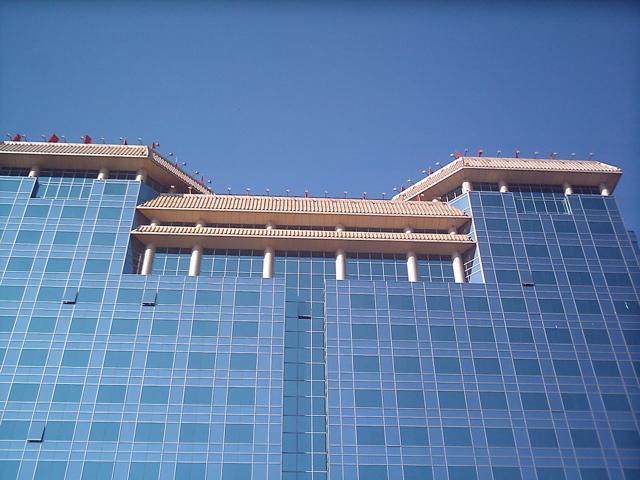
Старое и новое в одном здании
Врата Тяньаньмэнь
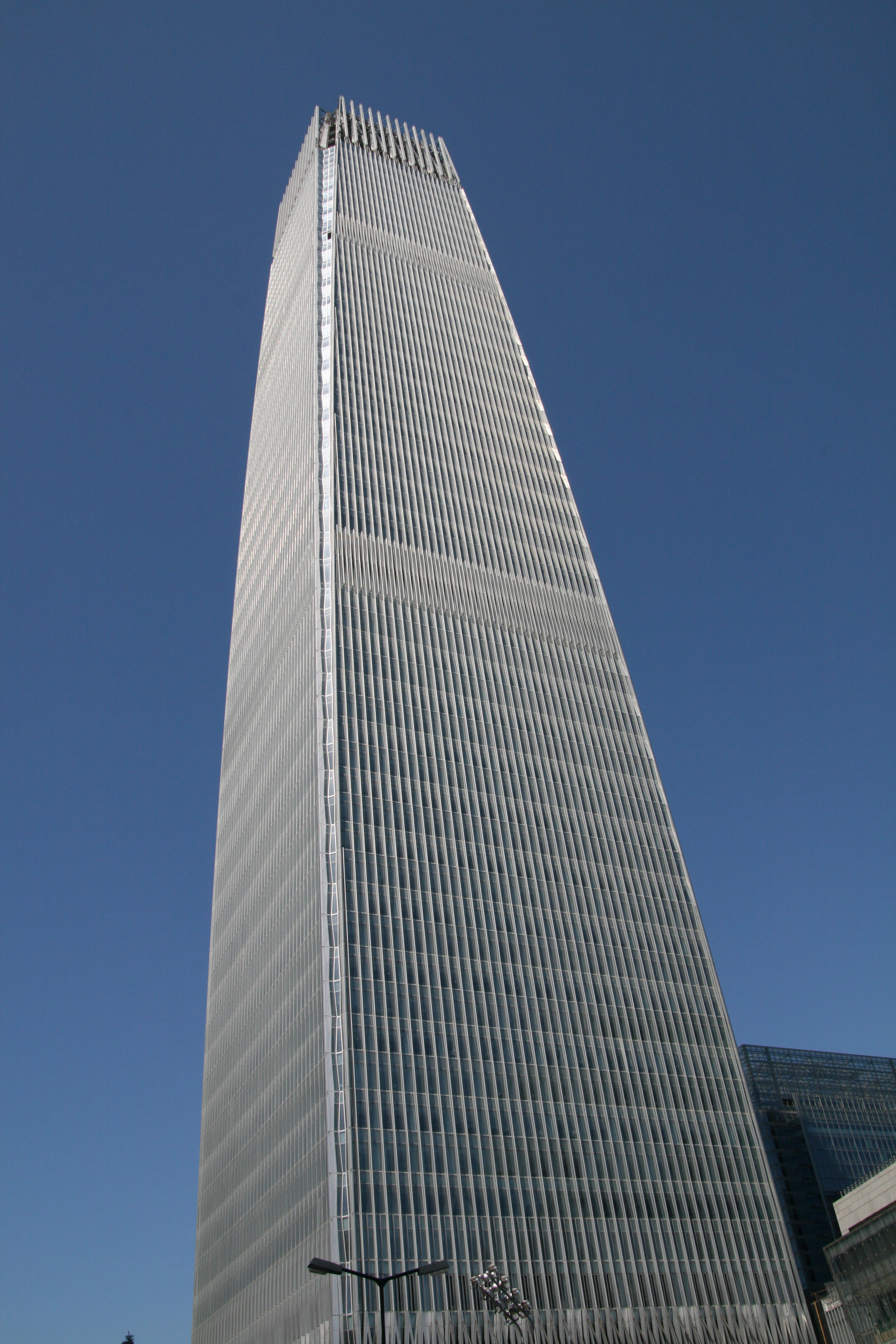
Башня Китайского Всемирного Торгового Центра
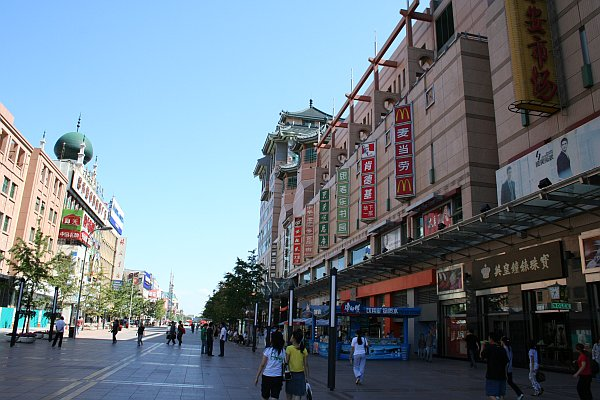
Главная торговая улица Ванфуцзин
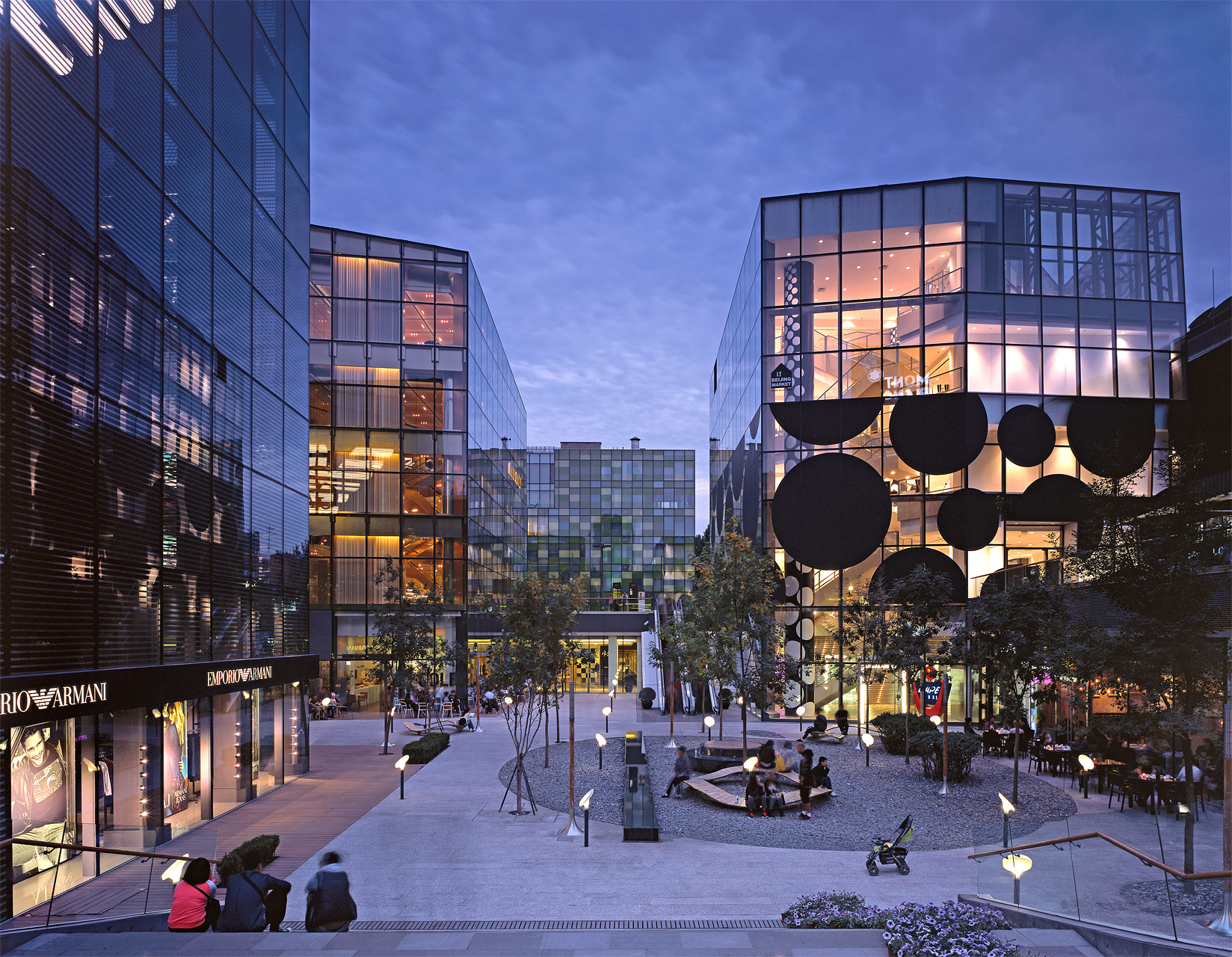
Торговый центр Тайко Ли

Поразительное смешение старых и новых архитектурных стилей можно наблюдать в районе под названием Зона искусств 798, в которой дизайн 1950-х сливается с новыми веяниями. Влияние американских городских форм и общественных ценностей ощущается в пригородном поселении Оранжевый уезд в часе езды к северу от Пекина.
Для Пекина традиционными являются постройки в стиле сыхэюань (кит. 四合院). Они состоят из квадратного участка, на котором вплотную к его границам буквой «П» располагается дом с двориком внутри. Во дворах часто можно увидеть гранатовое или другое дерево, а также цветы в горшках или аквариум с рыбами. Сыхэюани, примыкая друг к другу, формируют переулки-хутуны (кит. 胡同), соединяющие разные части старого города Пекина. Обычно они прямые и идут с востока на запад так, чтобы ворота на участки выходили на север и юг, что соответствует принципам фэншуй. Они бывают разной ширины, некоторые настолько узки, что по ним одновременно могут пройти лишь несколько пешеходов.
Когда-то весь Пекин состоял из сыхэюаней и хутунов, но теперь они быстро исчезают, целые кварталы хутунов сносятся и на их месте вырастают высотные здания, а жителям хутунов предоставляются равные или большие по площади квартиры. Однако многие говорят о том, что ощущение общности и жизни в хутунах заменить невозможно. Некоторые наиболее исторические и живописные хутуны охраняются и восстанавливаются государством. Один из таких примеров — хутун Наньчицзы.

## Культура

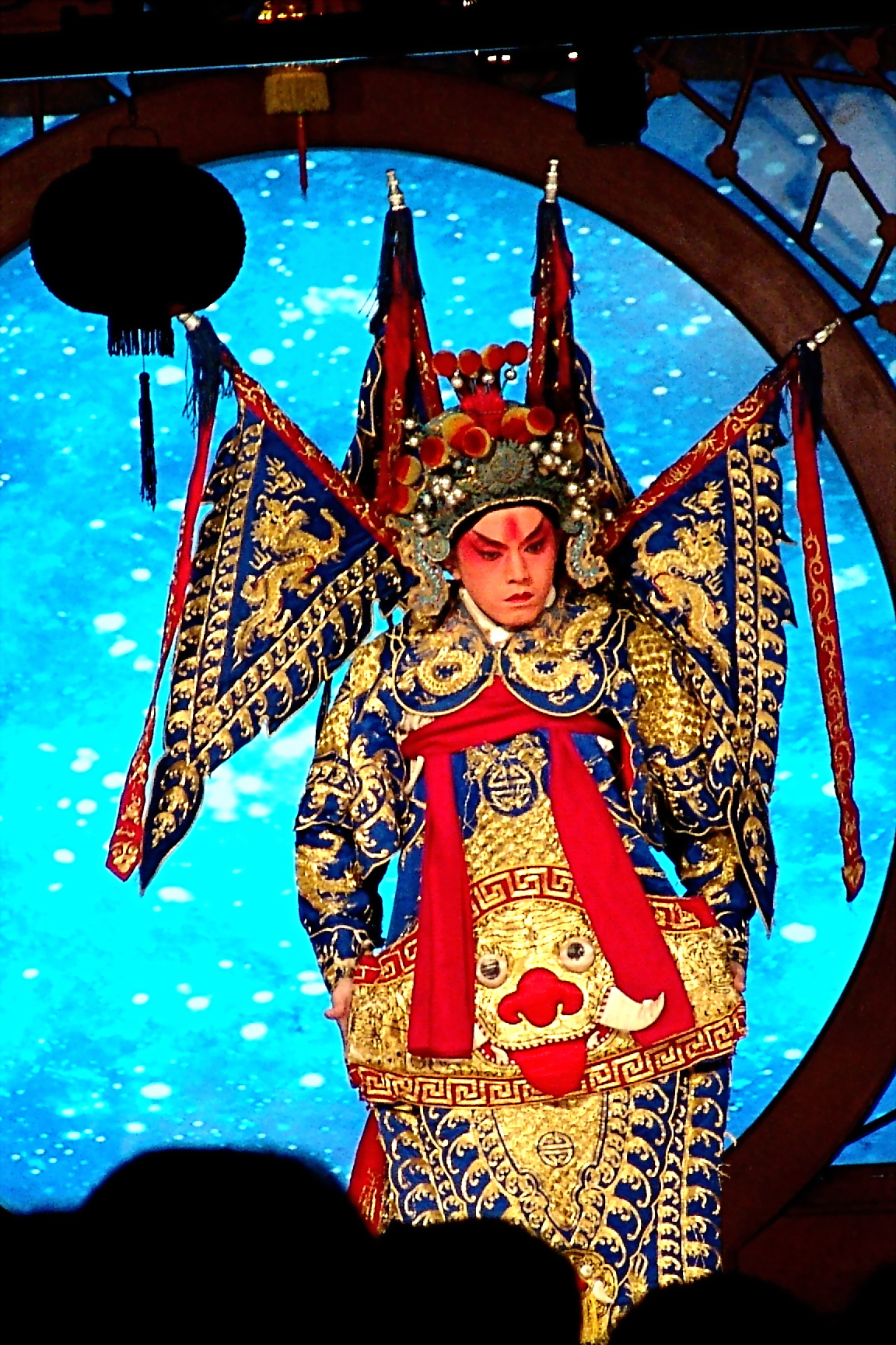
Персонаж классической пекинской оперы (представление в знаменитом Чайном домике Лаошэ)

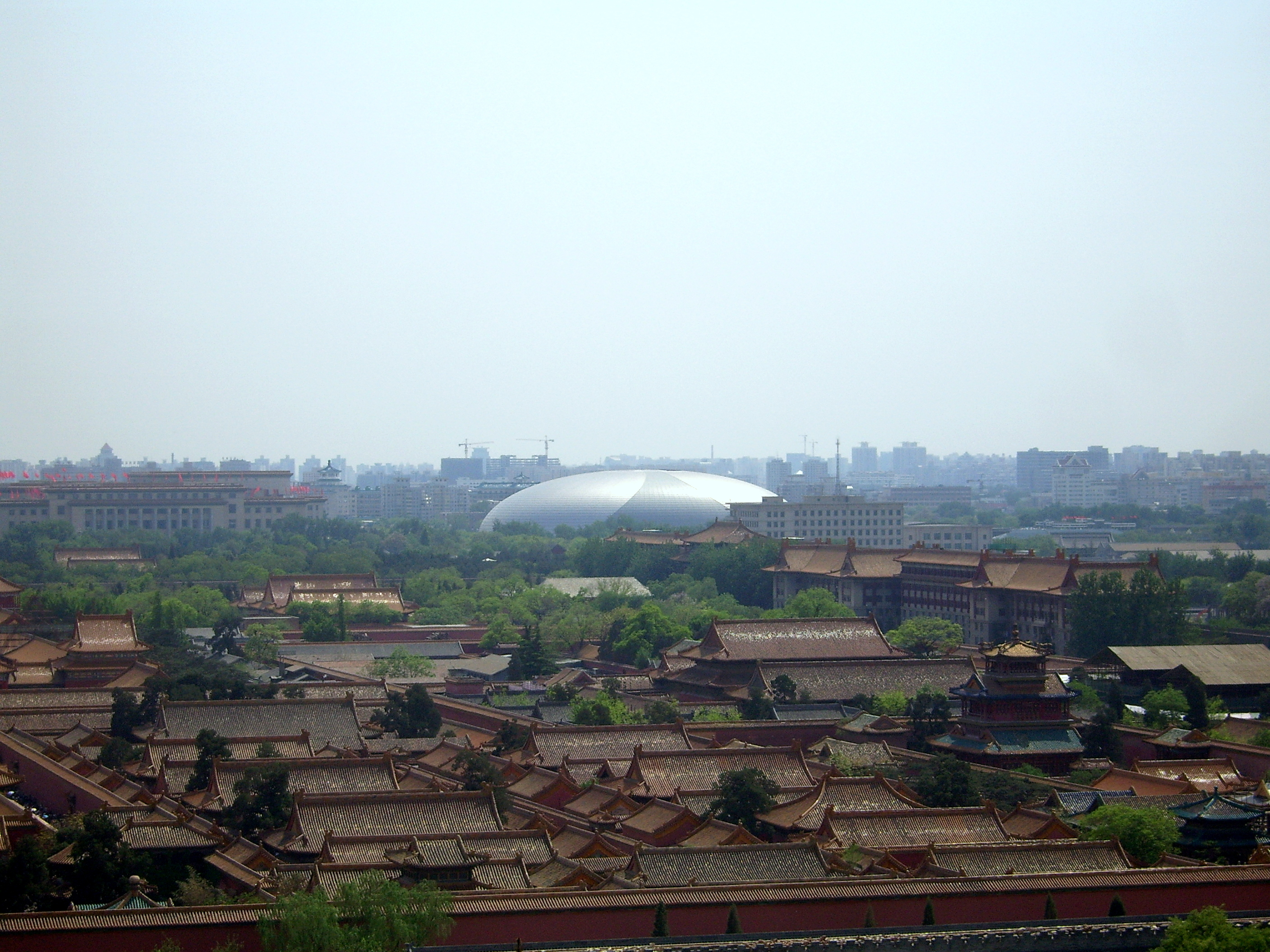
Футуристическое здание Национального оперного театра резко контрастирует с исторической застройкой близлежащего Запретного города

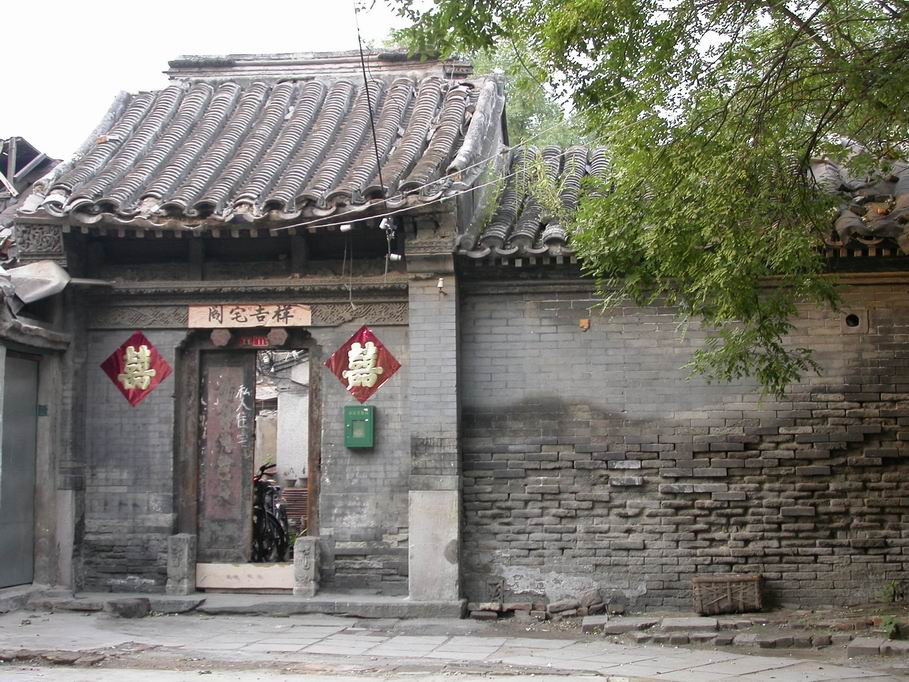
Сыхэюань на одном из пекинских хутунов

Для коренных пекинцев родным является пекинский диалект, входящий в северную группу севернокитайского языка. Диалект Пекина послужил базой для путунхуа (официального нормативного языка Китайской Народной Республики), гоюй (официального языка Тайваня) и хуаюй (официального языка Сингапура). Диалекты сельских районов Пекина отличаются от речи горожан и приближаются к наречиям соседней провинции Хэбэй.
Пекинская опера (кит. трад. 京劇, упр. 京剧, пиньинь Jīngjù, палл. цзинцзюй) — один из самых известных видов искусства в Пекине. Пекинская опера считается одним из главных достижений китайской культуры. Она представляет собой сочетание песен, диалогов и сцен действия, состоящих из жестов, движения, боевых приёмов и акробатики. Большая часть диалогов пекинской оперы звучит на архаичном сценическом диалекте, который довольно сильно отличается и от путунхуа, и от пекинского диалекта; это создаёт серьёзные трудности для её понимания, в том числе и для носителей языка. Вследствие во многих театрах пекинской оперы теперь установлены электронные табло, на которых отображаются титры на китайском и английском языках.
Пекинская кухня — известная разновидность китайской кухни. Пожалуй, самое знаменитое её блюдо это пекинская утка. Другое известное блюдо пекинской кухни — маньхань цюаньси (满汉全席 — «маньчжуро-китайский полный банкет»), которое обычно подавалась цинским императорам, которые были этническими маньчжурами. Оно до сих пор остаётся очень дорогим и престижным.
В Пекине также есть много чайных. Китайский чай представлен множеством сортов и считается, что чай дорогих сортов обладает сильным целебным действием.
Пекинская техника перегородчатой эмали цзинтайлань — один из традиционных видов народного мастерства Китая. В Китае также пользуются известностью пекинские лакированные изделия с нанесёнными на их поверхность узорами и резьбой.
Фулин цзябин — традиционная пекинская закуска, представляющая собой блин (бин) с начинкой, приготовленной из фулина (тутового гриба) — традиционного ингредиента китайской медицины.

### Стереотипы о пекинцах
Другие китайцы обычно считают пекинцев открытыми, уверенными в себе, обладающими чувством юмора, галантными, интересующимися политикой, искусством, культурой и другими «большими» делами, необременёнными денежными заботами и подсчётами и любящими играть главную роль в различных делах. Про них также говорят, что они аристократичны, высокомерны, спокойны, надменно относятся к «провинциалам», любят помыкать другими и придают значение социальному положению себя и других. Существование подобных стереотипов может объясняться столичным статусом Пекина на протяжении большей части последних 800 лет и, как следствие, большой концентрацией чиновников и знати.

## Достопримечательности
Несмотря на войны и беспорядки девятнадцатого и двадцатого веков, включая ущерб, причинённый европейским вторжением, японской оккупацией и Культурной революцией, а также интенсивной урбанизацией последних лет, приведшей к сносу многих хутунов, в Пекине осталось немало достопримечательностей, обладающих древней историей.

### Объекты всемирного наследия
Объектами всемирного наследия ЮНЕСКО на территории Пекина являются Бадалинский участок Великой Китайской стены, Гугун (Запретный город), Чжоукоудянь — реликвии «пекинского человека», Ихэюань (Летний дворец), Храм Неба, Гробницы императоров династии Мин и участок Тунхуэй (кит. упр. 通惠) Великого канала.

### В историческом центре Пекина

#### Здания, памятники и исторические места

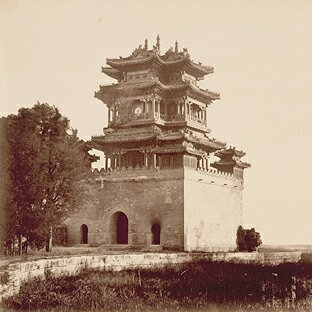
Летний императорский дворец (фото Феличе Беато, октябрь 1860)

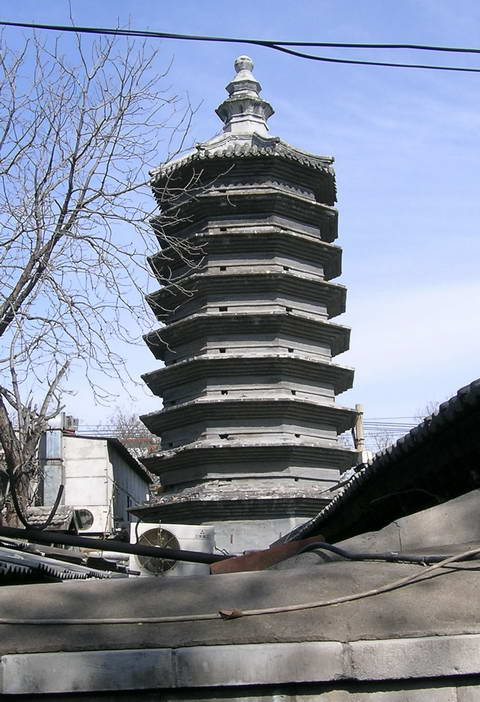
Пагода Ваньсун

- Запретный Город (объект Всемирного наследия) со Вратами Небесного Спокойствия
- Площадь Тяньаньмэнь — самая большая площадь в мире, место проведения демонстраций протеста в 1919, 1976 и 1989 гг. На площади расположены:
  - Ворота Тяньаньмэнь (Ворота Небесного Спокойствия)
  - Дом народных собраний (место заседания высшего законодательного органа КНР)
  - Национальный музей Китая
  - Памятник народным героям
  - Мавзолей Мао Цзэдуна
- Летний дворец (объект Всемирного наследия)
- Руины Старого летнего дворца
- Башни Колокола и Барабана
- Хутуны и сыхэюани в старых районах
- Мост Лугоуцяо (Мост Марко Поло)
- Крепость Ваньпин (у Моста Марко Поло)
- Мост Балицяо (Мост Восьми вёрст)
- Гунванфу (Дом князя Гуна)
- Театр пекинской оперы Чжэн Ицы
- Улица Люличан
- Старая пекинская обсерватория
- Геологический музей Китая

#### Храмы, церкви и мечети

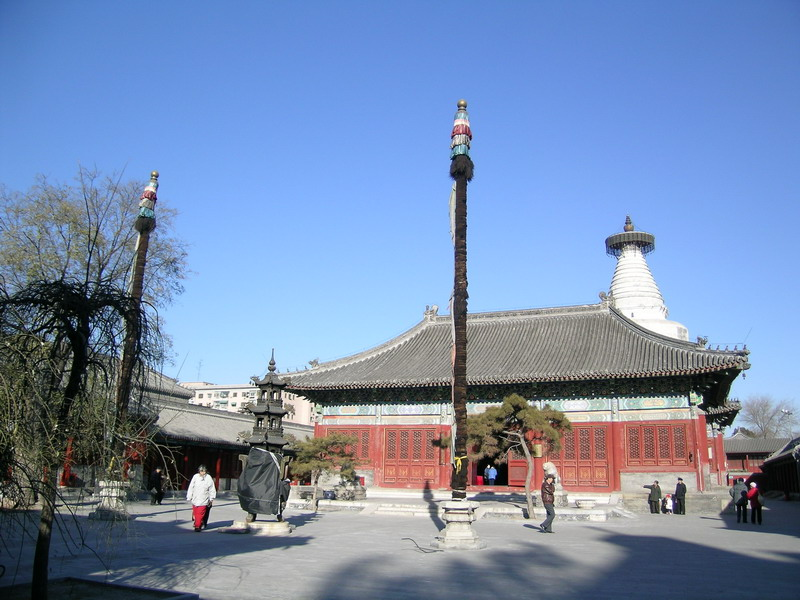
Храм Мяоин — один из самых известных буддистских храмов Пекина

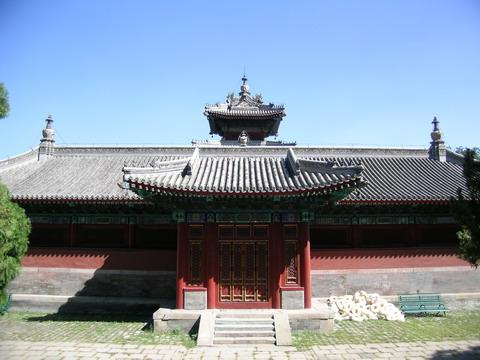
Храм Биюньсы (Храм Лазурных облаков)

- Храм Неба (объект Всемирного наследия) на юге Пекина
- Храм Земли на севере Пекина
- Храм Солнца на востоке Пекина
- Храм Луны на западе Пекина
- Храм Таньчжэ
- Храм Цзетай
- Храм Юньцзюй
- Храм Юнхэ (буддийский храм тибетской традиции)
- Храм Гуанцзи
- Храм Конфуция
- Храм Белых облаков
- Храм Великого колокола
- Храм Фаюань
- Храм Мяоин
- Храм Чжэньцзюэ
- Храм Ваньшоу
- Храм Пяти пагод
- Храм Чжихуа
- Храм Лазурных облаков
- Храм Лежащего Будды
- Храм Белой Пагоды в Парке Бэйхай
- Бадачу
- Собор Непорочного Зачатия
- Кафедральный собор Сишику
- Мечеть Нюцзе

#### Парки и сады

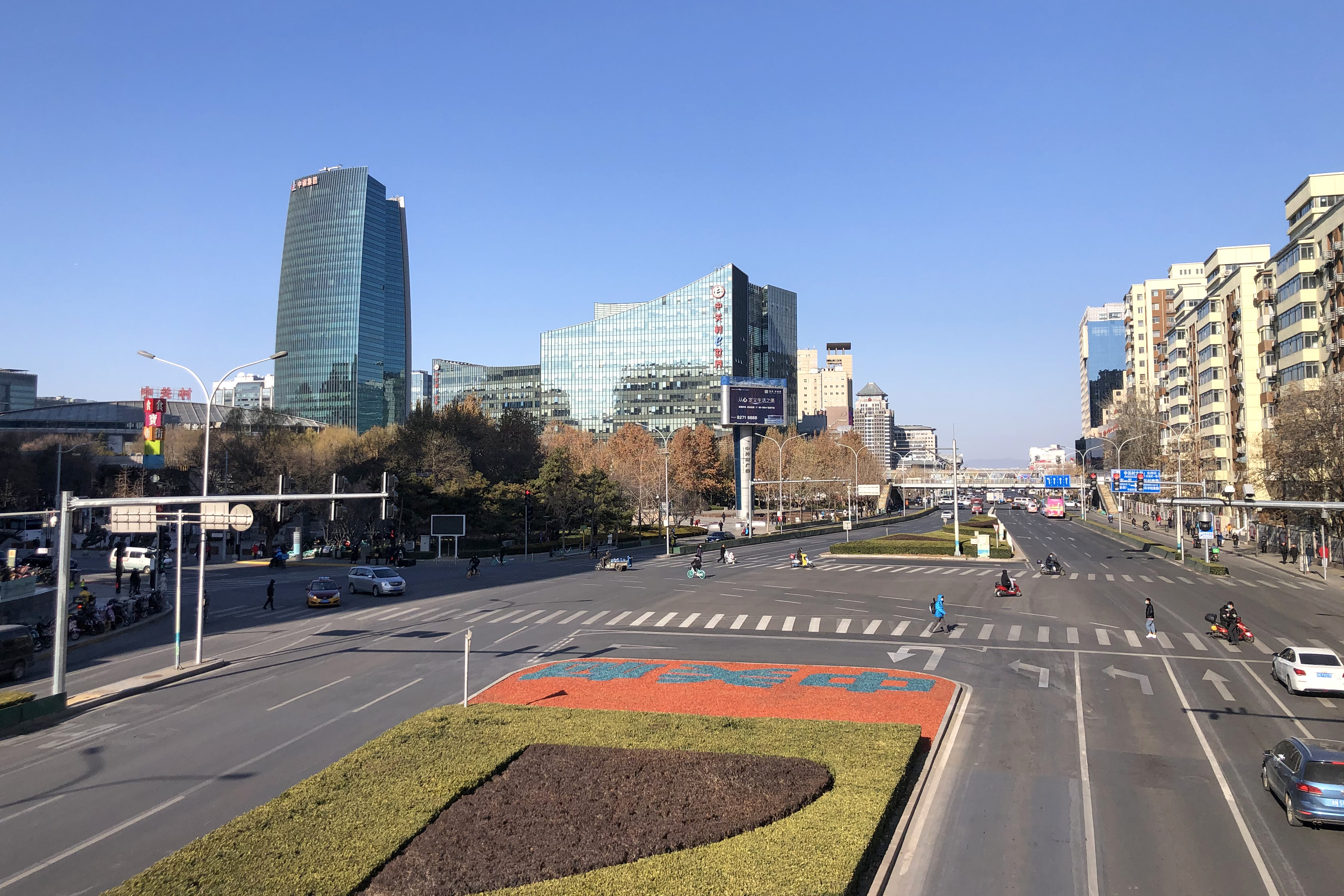
Чжунгуаньцунь, научный центр Пекина

- Парк Бэйхай
- Парк Юаньминъюань
- Шичахай
- Парк Сяншань
- Сяншань (Благоухающие холмы)
- Дагуаньюань
- Пекинский ботанический сад
- Таожаньтин
- Пекинский зоопарк

#### Торговые и деловые районы
- Ванфуцзин — главная торговая улица Пекина
- Сидань
- Шёлковая улица
- Центральный деловой район Пекина
- Пекинский финансовый центр
- Чжунгуаньцунь
- Ичжуан
- Баого — храм и антикварный рынок
- Ябаолу — «русский» квартал

### Вне исторического центра
- Участки Великой китайской стены (объект Всемирного наследия):
  - Бадалин
  - Цзюйюнгуань
  - Мутяньюй
  - Сыматай
  - Цзиньшаньлин
  - Цзянькоу
- Гробницы династии Мин (объект Всемирного наследия)
- Место нахождения синантропа в Чжоукоудянь (объект Всемирного наследия)
- Шиду

### Гостиницы
В течение двух десятилетий после основания КНР в 1949 году в Пекине практически не было гостиниц в западном понимании этого слова. Проживание для приезжавших на время предоставлялись так называемыми чжаодайсо — гостевыми домами, подчинявшимися тому или иному ведомству или государственному органу. Некоторые из них используются и по сей день.
В конце 1970-х был дан старт политике реформ и открытости Дэн Сяопина, и для привлечения и обслуживания международного бизнеса началось строительство множества гостиниц и другой туристической инфраструктуры. На сегодняшний день Пекин является одним из самых часто посещаемых городов и важных экономических, политических и культурных центров Азии, в городе работает огромное число гостиниц, многие из которых соответствуют высочайшим международным стандартам.
Наиболее известной гостиницей является государственный Отель Пекин. Среди других известных гостиниц Great Wall Sheraton Hotel, Kempinski Hotel Beijing Lufthansa Centre, Отель Цзяньго, Raffles Beijing Hotel, China World Hotel, St. Regis, Grand Hyatt at Oriental Plaza и Peninsula Palace Hotel, которым управляет гонконгская Peninsula Group.
Недорогие молодёжные хостелы в последние годы приобретают всё большую популярность во всём мире, в том числе и в Пекине. Большинство хостелов расположено на восточном отрезке Третьей кольцевой автодороги или в центре города в старых хутунах.

### Ночная жизнь
Ночная жизнь Пекина богата различными развлечениями. Большинство ночных клубов расположено в районе улицы Саньлитунь либо около Стадиона рабочих, к северу и западу от него.
Бурную ночную жизнь также можно наблюдать в районе Удаокоу, на северо-западе Пекина. В основном его посещают корейцы и другие иностранцы, главным образом, студенты.
Наиболее известные районы баров и ночных клубов, открытых допоздна:
- Саньлитунь
- Хоухай
- Юаньдаду

## Образование

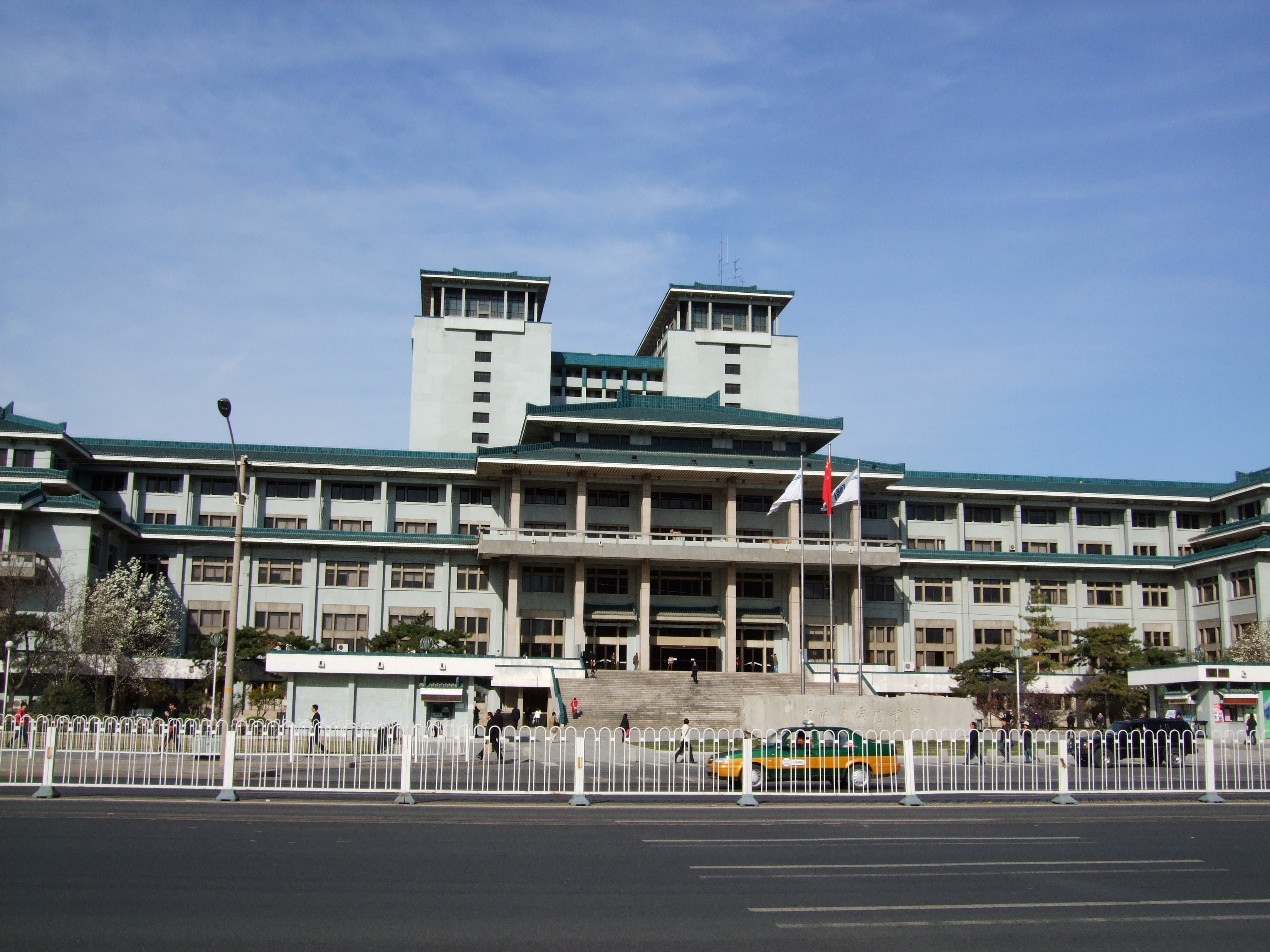
Южная часть Главного здания Национальной библиотеки Китая

В Пекине расположено большое число колледжей и университетов, включая несколько университетов международного значения, в частности, два самых престижных университета Китая: Пекинский университет и Университет Цинхуа.
Благодаря статусу Пекина как политической и культурной столицы Китая в Пекине сконцентрирована значительная часть высших учебных заведений страны — по меньшей мере 59. В Пекине обучается множество иностранных студентов из Кореи, Японии, Северной Америки, Европы и Юго-Восточной Азии. В пекинских вузах также обучается немало российских студентов. Количество иностранных студентов, обучающихся в Пекине растёт с каждым годом. Ниже приведён список высших учебных заведений Пекина, находящихся в ведомстве Министерства образования:
- Пекинский университет (北京大学) (основан в 1898 году), наиболее известен преподаванием гуманитарных предметов, естественных наук, бизнеса и юриспруденции.
- Университет Цинхуа (清华大学) (основан в 1911 году), наиболее известен техническими специальностями
- Китайский народный университет (中国人民大学) (основан в 1937 году)
- Пекинский университет авиации и космонавтики (北京航空航天大学)
- Пекинский педагогический университет (北京师范大学, Beijing Normal University) (основан в 1902 году)
- Пекинский политехнический университет (北京理工大学)
- Пекинский университет транспорта (北京交通大学)
- Центральный финансово-экономический университет (中央财经大学)
- Университет международного бизнеса и экономики (对外经济贸易大学)
- Университет международных отношений (国际关系学院)
- Пекинский научно-технический университет (北京科技大学)
- Китайский молодёжный университет политических наук (中国青年政治学院, China Youth University for Political Sciences), наиболее известен преподаванием права и политики
- Китайский университет политики и юриспруденции (中国政法大学)
- Пекинский промышленный университет (北京工业大学, Beijing University of Technology)
- Пекинский университет иностранных языков (北京外国语大学, Beijing Foreign Studies University)
- Второй пекинский институт иностранных языков (北京第二外国语学院, Beijing International Studies University)
- Пекинский лингвистический университет (北京语言大学, Beijing Language and Culture University)
- Пекинский университет гражданского строительства и архитектуры (北京建筑大学, Beijing University of Civil Engineering and Architecture)
- Китайский сельскохозяйственный университет (中国农业大学)
- Пекинский университет химической промышленности (北京化工大学, Beijing University of Chemical Technology)
- Пекинский университет китайской медицины (北京中医药大学)
- Китайский университет нефти (石油大学, Beijing University of Petroleum)
- Пекинский университет почты и телекоммуникаций (北京邮电大学)
- Столичный педагогический университет (首都师范大学, Capital Normal University)
- Пекинский университет лесного хозяйства (北京林业大学)
- Китайский университет информации (中国传媒大学, Communication University of China)
- Центральная академия драмы (中央戏剧学院)
- Центральная консерватория (中央音乐学院)
- Центральная академия изящных искусств (中央美术学院)
- Пекинская киноакадемия (北京电影学院)
- Центральный университет национальностей (中央民族大学, Central University for Nationalities)
- École Centrale de Pékin

## Наука

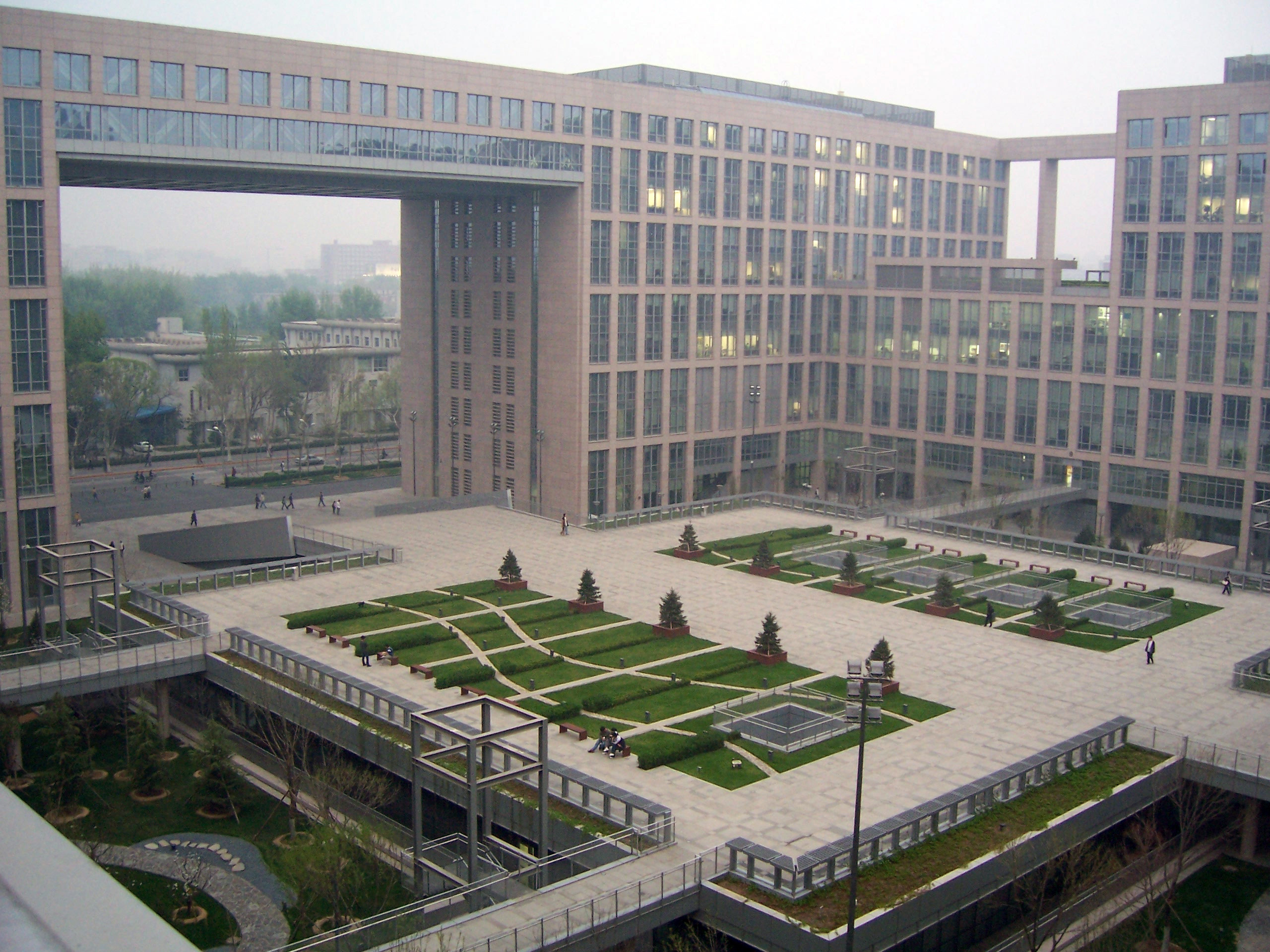
Бэйханский университет

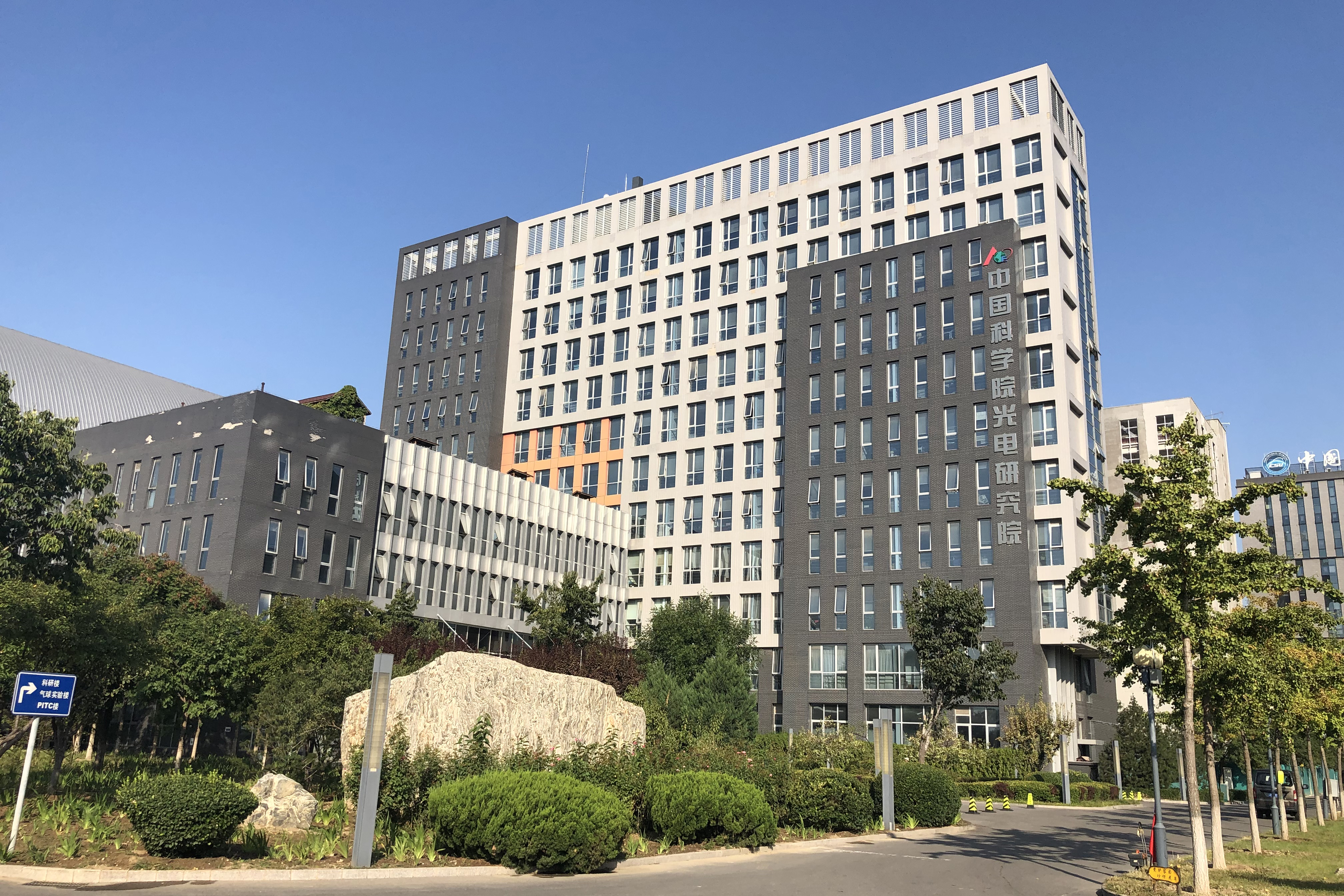
Академия оптоэлектроники Китайской академии наук

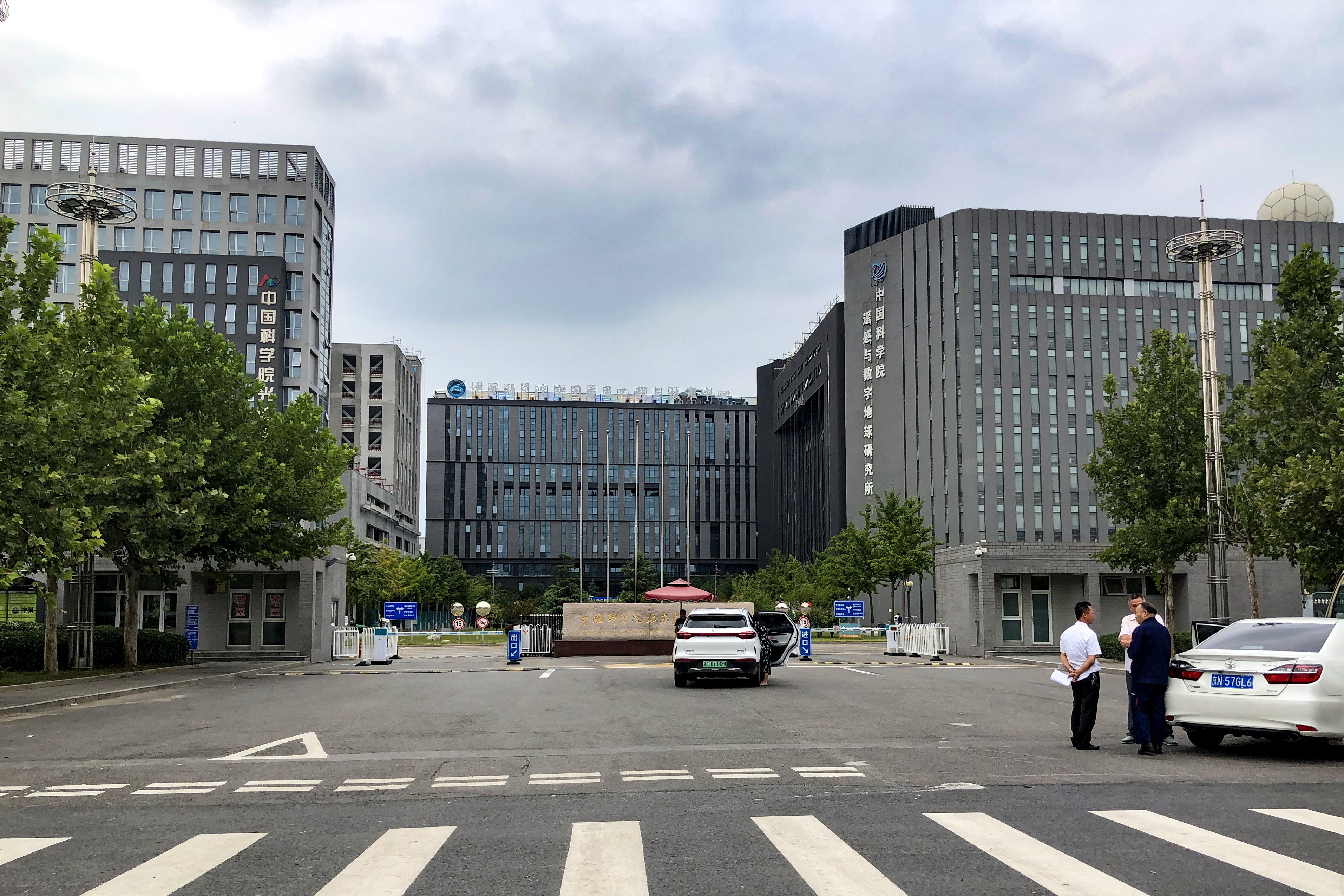
Пекинский центр передовых технологий Китайской академии наук

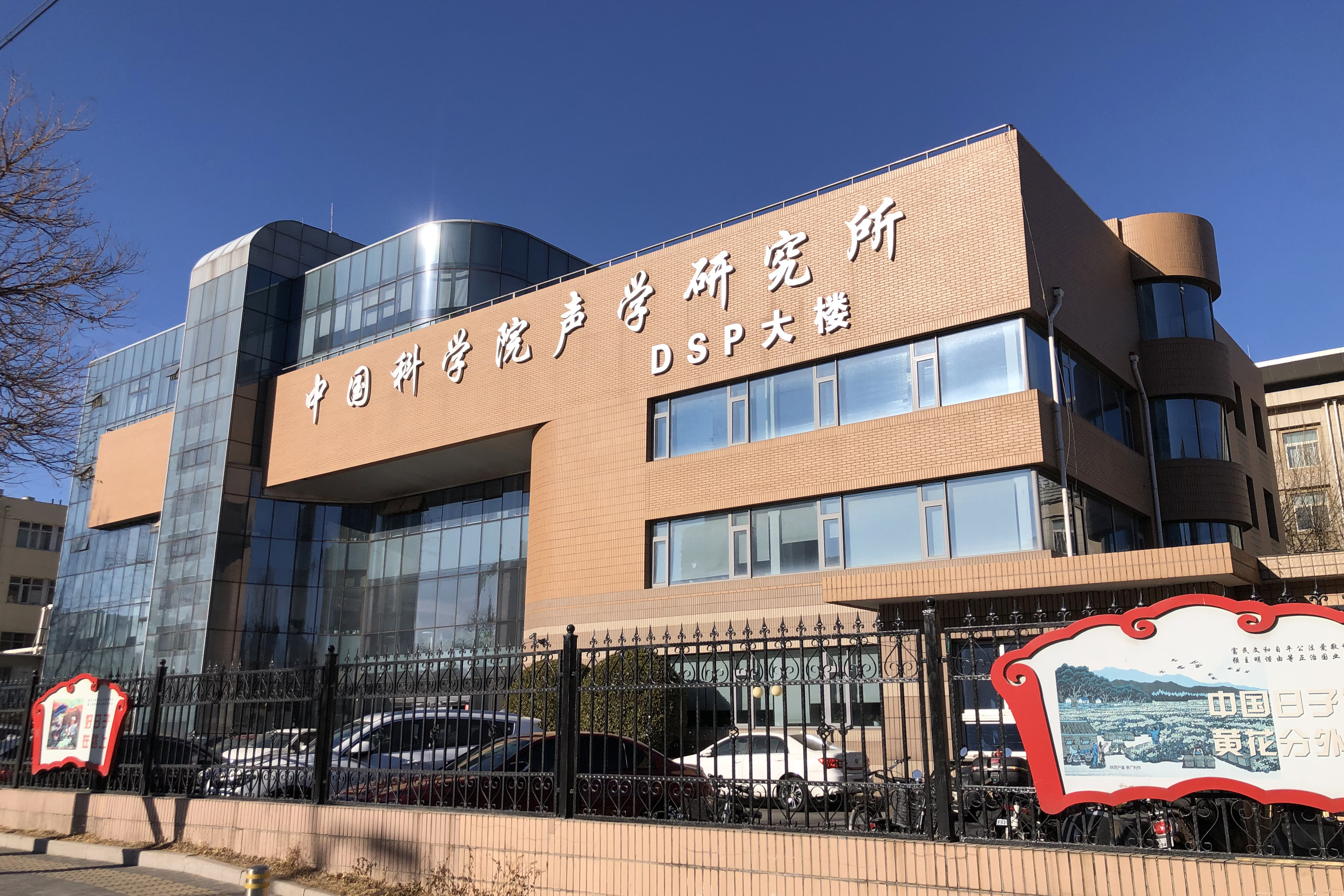
Институт акустики Китайской академии наук

Согласно рейтингу британского журнала Nature по состоянию на 2022 год Пекин являлся ведущим научно-исследовательским центром Китая и всего мира. Здесь базируется Китайская академия наук и её многочисленные подразделения, а также Академия сельскохозяйственных наук Китая, Академия военно-медицинских наук Китая, Китайская академия медицинских наук, Пекинская академия искусственного интеллекта, научные учреждения при министерствах и ведомствах (особенно выделяются Министерство образования КНР, Министерство сельского хозяйства КНР и Министерство здравоохранения КНР).
Главную роль в научных исследованиях играют пекинские университеты, а также институты и лаборатории при них: университет Цинхуа, университет Китайской академии наук, Пекинский университет, Бэйханский университет, Пекинский технологический институт, Пекинский медицинский колледж при Китайской академии медицинских наук, Пекинский педагогический университет, Китайский сельскохозяйственный университет, Пекинский университет почты и телекоммуникаций, Пекинский университет химических технологий, Пекинский научно-технический университет, Столичный университет медицинских наук, Китайский университет геонаук, Северо-китайский университет электроэнергетики, Пекинский университет Цзяотун, Пекинский технологический университет, пекинский кампус Китайского нефтяного университета, Пекинский университет лесного хозяйства, Пекинский университет китайской медицины, Пекинский университет технологии и бизнеса, Столичный педагогический университет, Китайский народный университет, Китайский сельскохозяйственный университет.
Важную роль играют научные центры и лаборатории частных и государственных корпораций: Microsoft Research Asia, State Grid Corporation of China, Baidu, Sinopec, China National Petroleum Corporation, PetroChina, China Aerospace Science and Technology Corporation, China Electronics Technology Group, China National Tobacco Corporation, GE Healthcare China и China National Offshore Oil Corporation.
Специализированные исследования проводят Институт химии Китайской академии наук, Национальный институт биологических наук, Пекинская национальная лаборатория молекулярных наук, Национальная лаборатория информационной науки и технологии Цинхуа, Институт генетики и развития биологии Китайской академии наук, Научный центр здоровья Пекинского университета, Институт биофизики Китайской академии наук, Национальный центр нанонаук и технологий Китая, Пекинский институт геномики Китайской академии наук, Институт микробиологии Китайской академии наук, Пекинский институт микробиологии и эпидемиологии, Институт автоматики Китайской академии наук, Китайский центр по контролю и профилактике заболеваний, Институт физики Китайской академии наук, Институт компьютерных технологий Китайской академии наук, Технический институт физики и химии Китайской академии наук, Центр совместных инноваций квантовой материи.
Кроме того, в Пекине расположены такие значимые научные учреждения, как Институт зоологии Китайской академии наук, Исследовательский центр экологических наук и защиты окружающей среды Китайской академии наук, Институт полупроводников Китайской академии наук, Государственная ключевая объединённая лаборатория интегральной оптоэлектроники, Институт инженерных процессов Китайской академии наук, Институт рака Китайской академии медицинских наук, Институт физики высоких энергий Китайской академии наук, Институт механики Китайской академии наук, Пекинский институт заболеваний мозга, Институт ботаники Китайской академии наук, Государственная ключевая совместная лаборатория моделирования окружающей среды и контроля за загрязнением, Институт географических наук и исследования природных ресурсов Китайской академии наук, Китайская академия инспекции и карантина, Институт дистанционного зондирования и цифровизации Земли.
Среди других значимых научных учреждений — Институт электроники Китайской академии наук, Институт программного обеспечения Китайской академии наук, Национальный институт контроля за продуктами и лекарствами, Институт информационной инженерии Китайской академии наук, Китайская академия рыбных наук, Пекинская академия сельскохозяйственных и лесных наук, Китайская академия лесного хозяйства, Национальная астрономическая обсерватория Китайской академии наук, Пекинский исследовательский центр вычислительных наук, Китайский исследовательский институт электроэнергетики (CEPRI), Исследовательский центр возобновляемой энергетики и Институт энергетической и силовой инженерии Пекинского университета авиации и космонавтики.

## Здравоохранение
Ведущими научно-исследовательскими и лечебными учреждениями Пекина являются Главная больница Народно-освободительной армии Китая, больница Пекинского медицинского колледжа, больница Китайско-японской дружбы и больница Сюаньву Столичного медицинского университета.

## Средства массовой информации

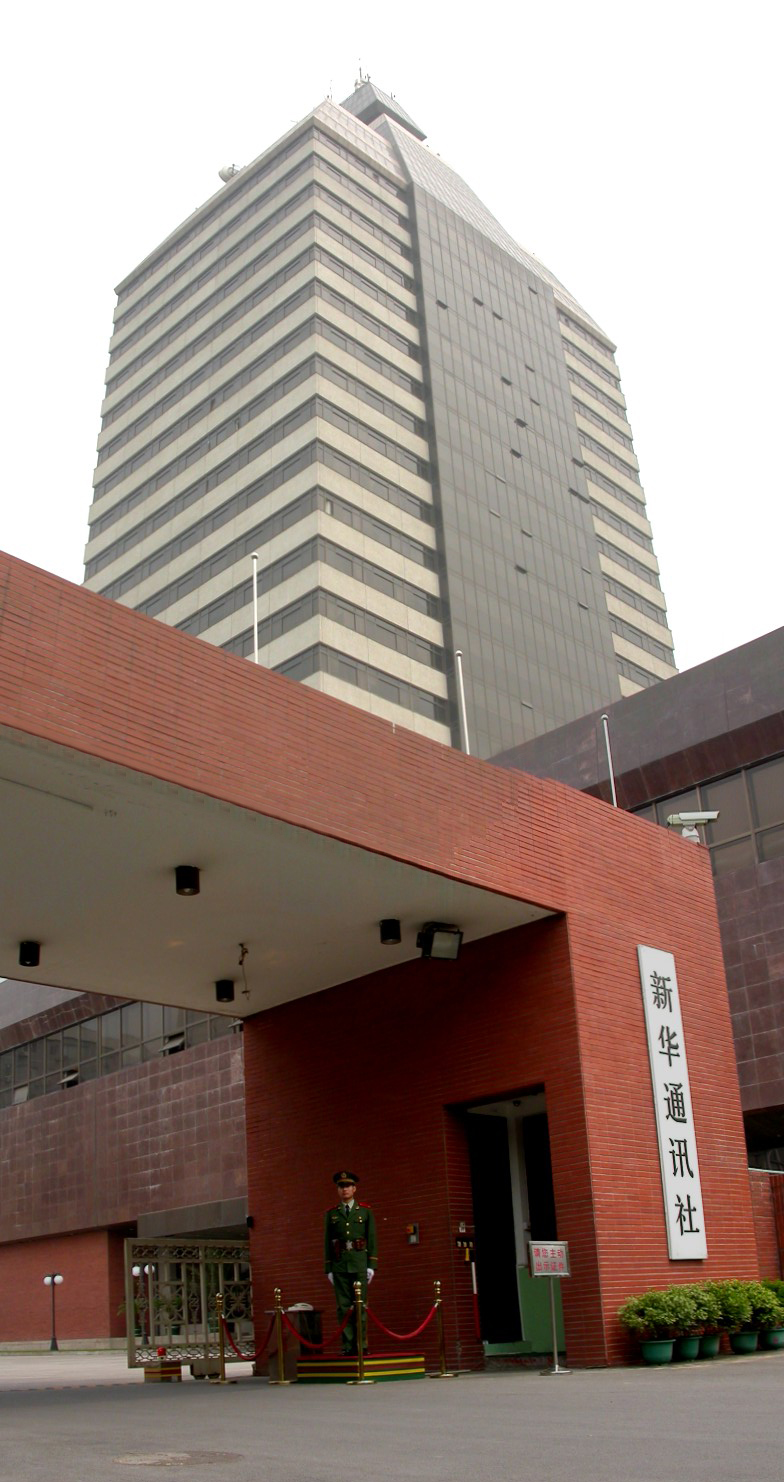
Информационное агентство Синьхуа

### Радио и телевидение
Пекинское телевидение (BTV) вещает на десяти каналах, носящих номера от 1 до 10. В отличие от Центрального телевидения Китая у Пекинского телевидения нет общегородского канала, вещающего на английском языке.
На трёх радиостанциях Пекина есть передачи на английском: Hit FM на частоте FM 88.7, Easy FM, канал Международного радио Китая на FM 91.5, и новая радиостанция Radio 774 на AM 774.
Другие радиостанции Пекина:
| Частота/Интернет               | Описание                     |
| ------------------------------ | ---------------------------- |
| Синьвэнь — Интернет-стрим      | Новости                      |
| Гудянь — Интернет-стрим        | Классическая музыка          |
| Цзинцзи — Интернет-стрим       | Экономика Пекина             |
| Тунсу — Интернет-стрим         | Поп-музыка                   |
| Цзяотун — Интернет-стрим       | Дорожные новости             |
| Цзяосюэ — Интернет-стрим       | Образовательная радиостанция |
| Вэньи — Интернет-стрим         | Китайская литература         |
| Вэньсюэ инши — Интернет-стрим  | Китайское кино               |
| Тиюй — Интернет-стрим          | Спорт                        |
| Сицюйцзунъи — Интернет-стрим   | Драматические произведения   |
| Иньюэ — Интернет-стрим/97.4 FM | Музыка                       |
| Ячжоу люсин — Интернет-стрим   | Азиатская поп-музыка         |
| Шэнхо — Интернет-стрим         | Городская жизнь              |
| Цинъинюэ — Интернет-стрим      | Лёгкая музыка                |
| Вайюй — Интернет-стрим         | Иностранные языки            |
| DAB — Интернет-стрим           | Цифровое радио               |
| Цинмэн — Интернет-стрим        | Романтическая музыка         |

Интернет-сайт этих радиостанций

### Пресса
Хорошо известная Вечерняя газета Пекина (Бэйцзин ваньбао) распространяется каждый день после полудня, в ней рассказывается о последних новостях Пекина. Среди других газет можно отметить: Пекинские новости (Xin Jing Bao), Beijing Star Daily, Пекинские утренние новости, Пекинская молодёжная газета (Бэйцзин циннянь бао), а также англоязычные еженедельные издания Beijing Weekend и Beijing Today (англоязычная версия Молодёжной газеты). В Пекине также выходят общекитайские газеты Жэньминь жибао и англоязычная China Daily.
Издания для иностранных гостей и сообщества экспатов включают следующие англоязычные периодические издания: City Weekend, Beijing This Month, Beijing Talk, That’s Beijing и MetroZine.
Всемирно известный журнал Rolling Stone разместит редакторский корпус китайской версии журнала в Пекине.
В международных гостиницах и магазинах «Дружба» можно приобрести иностранные издания (в основном на английском и японском), как правило, с полным содержимым.

## Спорт

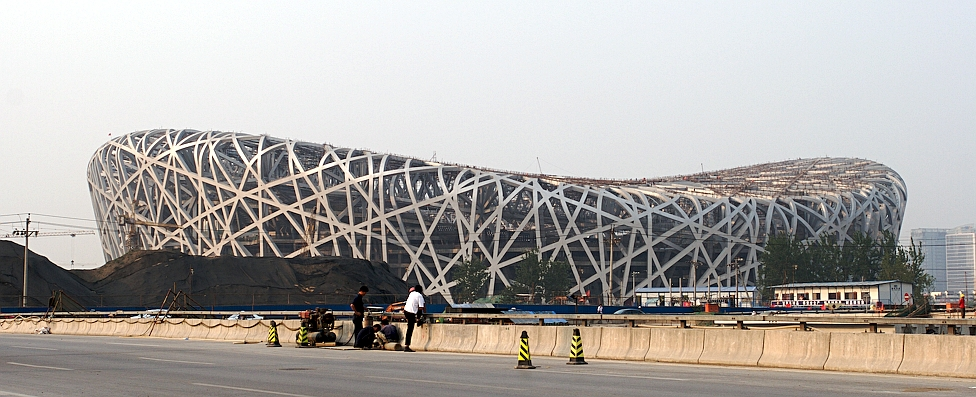
Пекинский национальный стадион

В августе — сентябре 2008 года в Пекине прошли летние Олимпийские игры и летние Паралимпийские игры. На Олимпийских играх впервые в истории сборная Китая заняла первое общекомандное место, выиграв 51 золотую медаль, значительно опередив команды США (36 золотых медалей) и России (23 золотые медали). Пекинские летние Игры стали третьими на территории Азии после Токио-1964 и Сеула-1988.
В 2015 году в Пекине прошёл Чемпионат мира по лёгкой атлетике, с 4 по 20 февраля 2022 года — XXIV Зимние Олимпийские игры, где сборная Китая завоевала 9 золотых, 4 серебряные и две бронзовые награды; затем — Зимние Паралимпийские игры.
Профессиональные спортивные команды Пекина:
- Суперлига Китайской футбольной ассоциации
  - Бэйцзин Гоань
- Китайская баскетбольная ассоциация
  - Бэйцзин Дакс
  - Пекинские олимпийцы
- Континентальная хоккейная лига
  - Куньлунь Ред Стар[71]

## Международные отношения

### Города-побратимы
- Жуковский, Россия
- Токио (яп. 東京), Япония (14 марта 1979)
- Белград (серб. Београд), Сербия (14 октября 1980)
- Нью-Йорк (англ. New York City), США (25 февраля 1983)
- Лима (исп. Lima), Перу (21 ноября 1983)
- Вашингтон (англ. Washington), США (15 мая 1984)
- Мадрид (исп. Madrid), Испания (16 сентября 1985)
- Иль-де-Франс (фр. Île-de-France), Франция (2 июля 1987)
- Кёльн (нем. Köln), Германия (14 сентября 1987)
- Акхисар (тур. Akhisar), Турция (25 августа 1988)
- Алжир (араб. مدينة الجزائر‎), Алжир (11 сентября 1989)
- Анкара (тур. Ankara), Турция (20 июня 1990)
- Каир (араб. القاهرة‎), Египет (28 октября 1990)
- Исламабад (урду اسلام آباد‎), Пакистан (8 октября 1992)
- Джакарта (индон. Jakarta), Индонезия (8 октября 1992)
- Бангкок (тайск. กรุงเทพมหานคร), Таиланд (26 мая 1993)
- Буэнос-Айрес (исп. Ciudad de Buenos Aires), Аргентина (13 июля 1993)
- Сеул (кор. 서울), Южная Корея (23 октября 1993)
- Киев (укр. Київ), Украина (13 декабря 1993)
- Берлин (нем. Berlin), Германия (5 апреля 1994)
- Брюссель (фр. Bruxelles, нидерл. Brussel), Бельгия (22 сентября 1994)
- Амстердам (нидерл. Amsterdam), Нидерланды (29 октября 1994)
- Гаутенг (англ. Gauteng), ЮАР (6 декабря 1998)
- Оттава (англ. Ottawa), Канада (18 октября 1999)
- Тегеран (перс. تهران‎), Иран (10 апреля 1999)
- Канберра (англ. Canberra), Австралия (14 сентября 2000)
- Москва, Россия (16 мая 2003)
- Бухарест (рум. Bucureşti), Румыния (21 июня 2005)
- Гавана (исп. La Habana), Куба (4 сентября 2005)
- Манила (англ. Manila), Филиппины (14 ноября 2005)
- Лондон (англ. London), Великобритания (10 апреля 2006)
- Веллингтон (англ. Wellington), Новая Зеландия (12 мая 2006)
- Мехико (исп. Ciudad de México), Мексика
- Тюмень, Россия (26 июля 2004)
- Афины (греч. Αθήνα), Греция (2005)
- Баку (азерб. Bakı), Азербайджан (28 августа 2008)
- Ташкент (узб. Toshkent), Узбекистан (2008)
- Рига (латыш. Rīga), Латвия
- Таллин (эст. Tallinn), Эстония
- Астана, Казахстан
- Минск (бел. Мінск), Беларусь (2016)
- Санкт-Петербург, Россия

### Города-партнёры
- Париж (фр. Paris), Франция (23 октября 1997)
- Рим (итал. Roma), Италия (28 мая 1998)
- Ереван (арм. Երևան), Армения (29 июля 2011)